# Regno di Grecia
Il Regno di Grecia (in greco Βασίλειον τῆς Ἑλλάδος?, Vasileion tīs Ellados) venne istituito nel 1832, a seguito del Protocollo di Londra (1830) ed il Trattato di Costantinopoli (1832), entrambi siglati dalle Grandi potenze, ovvero Francia, Gran Bretagna e Russia. Nel primo decennio, dal 1832 al 1843, la Grecia adottò la forma di governo della monarchia assoluta, poi costituzionale, guidata dal re eletto Ottone, figlio del re Ludovico I di Baviera. Nel 1862 il monarca fu deposto e, a seguito di un'ulteriore elezione, fu incoronato Re degli Elleni, Giorgio I, nato principe danese.
Durante il regno di re Giorgio, la Grecia fu animata da un pensiero panellenico, Megali Idea, che mirava appunto alla conquista di molti territori etnicamente ellenici, che allora erano sotto la sovranità ed il dominio dell'Impero ottomano. Ottenne però territori con il Congresso di Berlino, nel 1878, e con le Guerre Balcaniche, combattute tra il 1912 ed il 1913. Allo scoppio della Prima guerra mondiale, la Grecia affrontò una grave crisi politica animata dal favoritismo del re Costantino I, filo-tedesco, e del Primo ministro Venizelos, pro-alleati. Alla fine il sovrano fu costretto ad abdicare e a lasciare il paese, il quale aderì al conflitto a fianco dell'Intesa.
Con la fine della Grande guerra, la nazione ellenica dichiarò guerra alla Turchia nuovamente, combattendo la Seconda guerra greco-turca, che inizialmente favorì la Grecia, che acquisì nuovi territori abitati da etnie greche, ma che poi svelò una pesante sconfitta per le truppe elleniche. Nel 1922 Costantino, nuovamente re di Grecia dal 1920, dovette così abdicare e lasciare il trono al primogenito Giorgio II. Il paese però era in una grande crisi e la reputazione negativa nei confronti della Casa reale e della monarchia portarono re Giorgio a lasciare la Grecia recandosi a Londra. Fu deposto ufficialmente nel 1924, quando venne proclamata la Seconda Repubblica ellenica. La monarchia venne ripristinata nel 1935.
Dal 1936 al 1941, il Governo greco fu affidato da Giorgio II, in una situazione di profonda crisi ed instabilità politica, al generale Ioannis Metaxas, il quale instaurò un vero e proprio regime quasi filo-fascista. Con la Seconda guerra mondiale, la Grecia fu neutrale fino a quando il Regio esercito varcò i confini ellenici: le truppe greche riuscirono però a fronteggiare quelle italiane, fino a quando però l'Italia fu soccorsa dalla Germania nazista. Durante l'occupazione dell'Asse, si formarono nel paese numerose organizzazioni partigiane, che guidarono la resistenza greca.
Nel 1944 la Grecia fu liberata ed il governo, in esilio, ritornò ad Atene, dove due anni dopo tornò anche il re Giorgio II. Tra il 1946 ed il 1949 la Grecia combatté una guerra civile che si concluse con la vittoria dei conservatori e monarchici. Nel 1967, alcuni colonnelli greci organizzarono un golpe, rovesciando il governo e prendendo il potere. Quando il re Costantino II tentò di rovesciare la Giunta militare attraverso un altro Colpo di Stato, i Colonnelli mandarono in esilio la Casa reale, deponendo il monarca e abolendo ufficialmente la monarchia solo nel 1973.

## Storia

### L'Indipendenza

#### Grecia ottomana

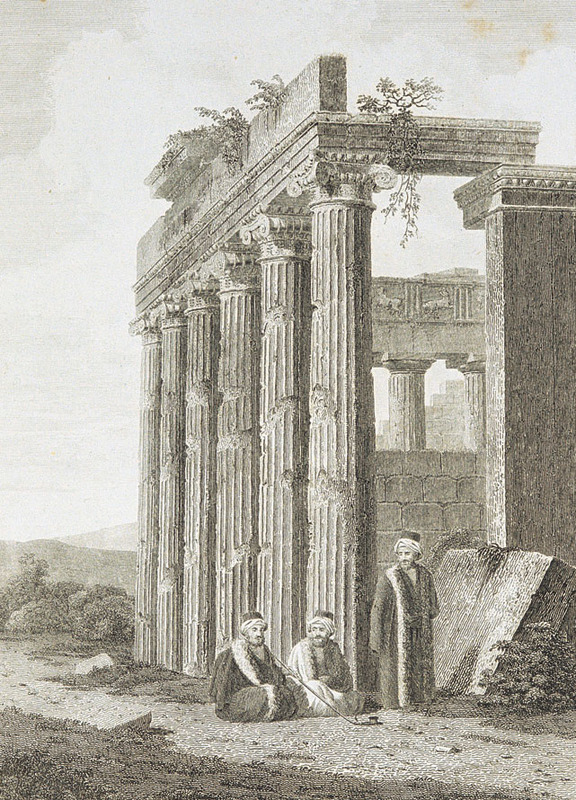
Veduta dell'Eretteo nel 1813.

Con la caduta e la conseguente conquista di Costantinopoli, avvenuta nel 1453, l'Impero ottomano iniziò una campagna di espansione verso i Balcani; poco dopo la prese dell'odierna Istanbul, i Turchi entrarono ad Atene. Gli ottomani proseguirono l'espansione verso nord, giungendo a minacciare Vienna nel 1683, iniziando però a dare segni di crisi già alla fine del XVII secolo. Nonostante il dominio dei Turchi, le popolazioni locali conservarono lingue, costumi e culture proprie, non rinunciando all’idea di raggiungere la propria indipendenza. Oltre le etnie locali anche le potenze europee sfruttarono la crisi dell'Impero turco: la Russia mirava infatti ad uno sbocco sul Mediterraneo attraverso il Mar Nero. L’impero degli Zar non aveva libero accesso al mare, poiché doveva passare attraverso gli stretti del Bosforo e Dardanelli, controllati dai Turchi. Anche Francia e Gran Bretagna miravano al controllo delle zone marittime, ponendosi contro la Russia. La questione degli stretti rimarrà un argomento costante nella politica estera russa fino alla Prima Guerra Mondiale. Un altro rivale russo era l’Austria, infatti entrambe le potenze miravano ad un controllo diretto dell’area interna balcanica. Questa sovrapposizione di interessi politici diede vita alla famosa "Questione d’Oriente", l’intreccio di problemi politici internazionali causati dalla decadenza dell’Impero Ottomano. 

Bandiera della Società degli Amici.

Verso la fine del XVIII secolo, il patriota greco Rigas Feraios esiliato a Vienna, fondò nella capita austriaca una società segreta, "Eteria politica"; eteria è una parola che significa “associazione di amici” e nell’Antica Grecia si usava per indicare un’associazione aristocratica a carattere politico. Lo scopo di Ferèos era quello di riunificare i Greci in uno stato indipendente, ma in realtà la sua idea era quella di costruire un nuovo stato che comprendesse i Balcani e parte dell’Asia Minore. Egli però fu arrestato a Trieste e ciò segnò la fine della sua attività. Nel 1814 ad Odessa, nell’attuale Ucraina, l'Eteria politica di Feraios fu ricostruita col nome di Filikí Etería, eteria amichevole. A capo vi era Alexandros Ypsilanti e lo scopo era quello di insorgere contro l’Impero ottomano. Erano le premesse per la guerra di indipendenza greca.

#### Guerra d'Indipendenza (1821 - 1830)

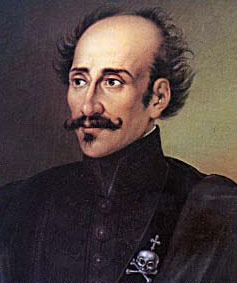
Il rivoltoso Alessandro Ypsilanti.

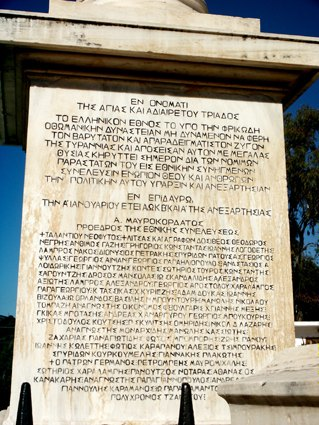
Targa di marmo che ricorda l'Assemblea nazionale di Epidauro.

Nel marzo del 1821 l'Eterie, sotto la guida di Ypsilanti, organizzò una prima rivolta, che però non ebbe successo, poiché venne repressa nel sangue dagli ottomani, ma ormai il fuoco della rivoluzione era stato acceso ed il 25 marzo numerose altre rivolte scoppiarono in tutto il Peloponneso e in altre aree. Infatti, ancor oggi il 25 marzo è la giornata dell’indipendenza in Grecia. Questa volta gli Ottomani non riuscirono a sedare le ribellioni e nel gennaio 1822 si riunì ad Epidauro un Congresso di rappresentanti, che dichiarò l'indipendenza della Grecia e la creazione di un Governo provvisorio. Venne poi emanata una Costituzione provvisoria, nella quale i greci proclamarono una monarchia parlamentare ed una carta costituzionale di stampo liberale. I Turchi però ritornarono all'attacco: le forze ottomane misero in atto una dura campagna repressiva per i territori che ancora controllavano, senza abbandonare i tentativi di riconquista per quelli persi. La situazione della Grecia ebbe molta risonanza nell’Europa degli anni 1820. Molti liberali erano solidali alla causa greca. Si mossero in soccorso dei Greci intellettuali, liberali e patrioti stranieri come l’italiano Santorre di Santa Rosa, che si era ribellato alla monarchia assoluta di Vittorio Emanuele I di Savoia, od il famoso caso di Lord George Gordon Byron, che morì proprio in terra ellenica. Iniziò così la Guerra d'Indipendenza greca.

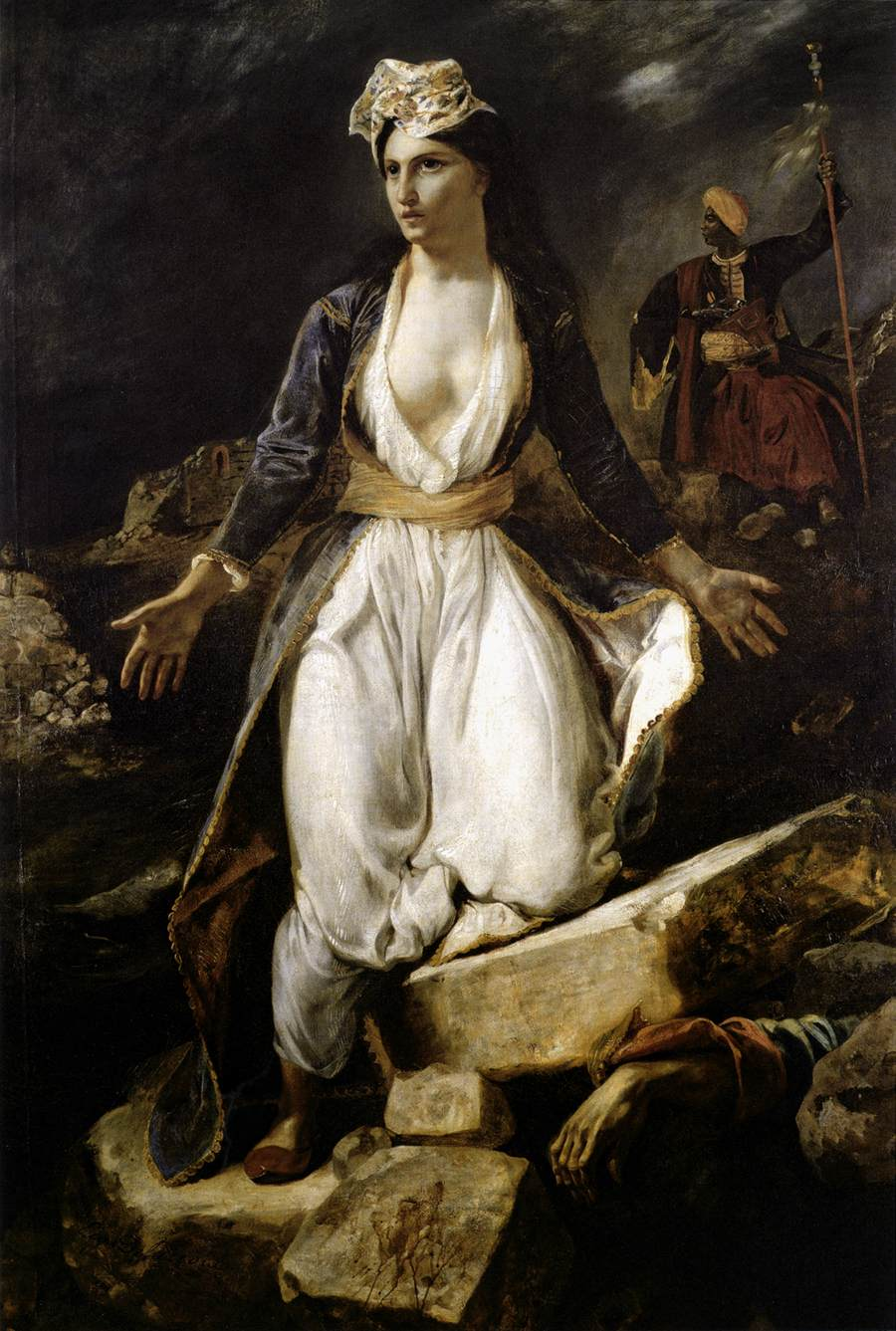
"Grecia sulle rovine di Missolungi", ispirato alla presa della città di Missolungi, oggi al Musée des Beaux-Arts, nella città francese di Bordeaux.

Oltre alle lotte contro gli Ottomani, i greci rivoltosi dovettero affrontare alcuni scontri interni: il leader Theódoros Kolokotrónis ed il capo del governo provvisorio Geórgios Kountouriótis si scontrarono creando due fazioni diverse. La lotta interna durò fino al 1824, quando Kountouriótis affermò la supremazia. Nel mentre anche le forze egiziane erano scese in campo nel 1825, guidate da Ibrahim Pasha. L’aiuto dell'Egitto permise ai Turchi di guadagnare terreno e di invadere il Peloponneso. Furono riconquistate così Atene e Navarrino e nel 1826 anche la roccaforte dei ribelli Missolungi cadde dopo un lungo periodo di assedio. A scendere a fianco dei ribelli furono la Russia, la Gran Bretagna e la Francia, regni che determinarono l'ottenimento dell'indipendenza della Grecia. Questi stati si interessarono attivamente alla questione non solo per la pressione delle opinioni pubbliche interne, ma anche per interessi geopolitici: la Russia era infatti desiderosa di ottenere qualcosa sul campo degli stretti marittimi. La Prussia e l’Austria, invece si astennero dall’intervenire. Grazie all’aiuto dei britannici, i Greci riconquistarono Missolungi, mentre Atene ritornò in mano greca nel 1827.

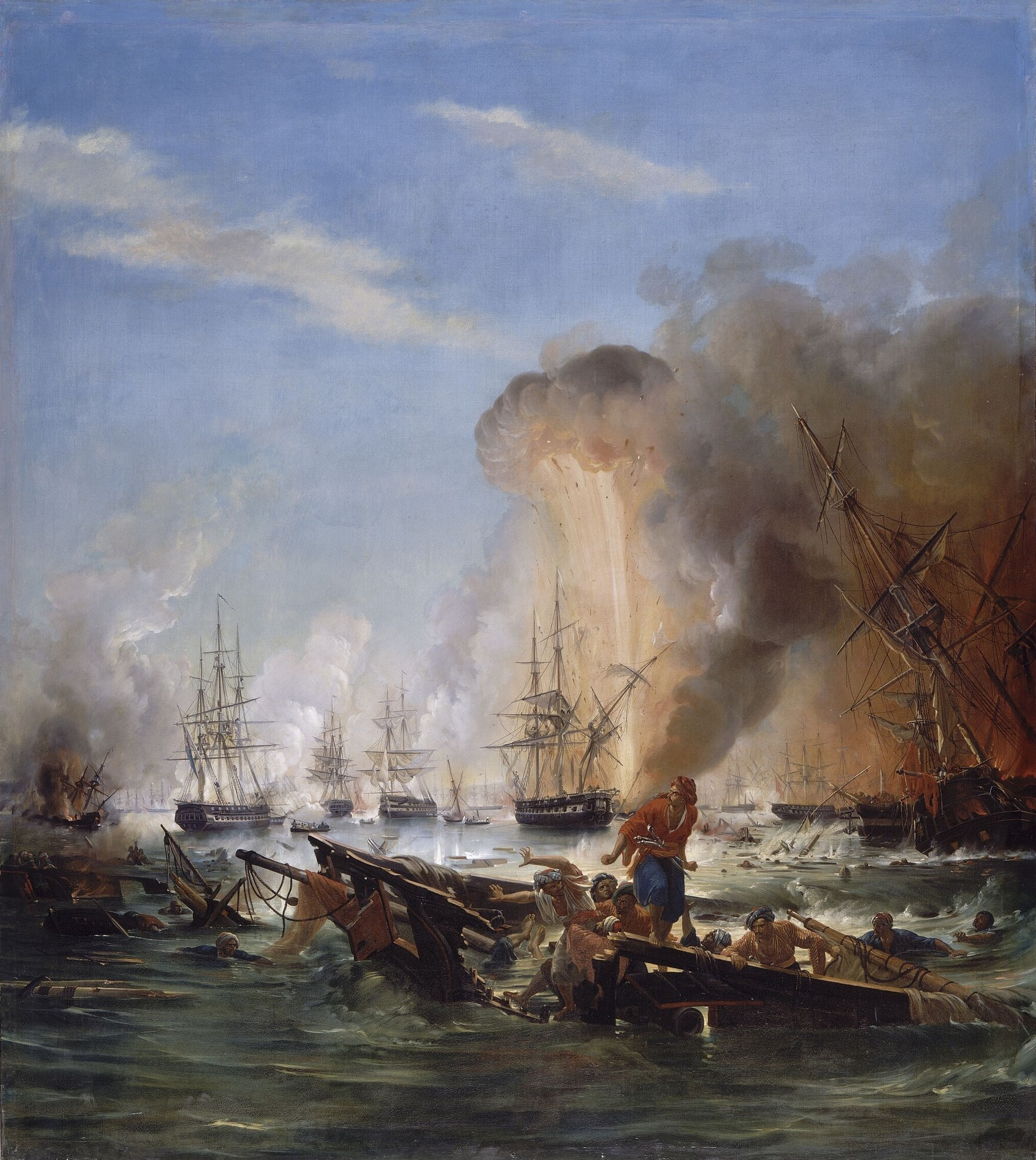
Battaglia di Navarino, 20 ottobre 1827, dipinto conservato nella collezione della Reggia di Versailles.

Nel 1827 i Greci ottennero una grande vittoria nella baia di Navarrino: la flotta, composta da forze anglo-francesi e russe, sconfisse quella ottomana e quella egiziana. In seguito a questo evento la guerra continuò formalmente ma di fatto furono scontri tra le varie potenze per interessi locali. Non si trattava più della Guerra per l’indipendenza greca, che era stata vinta. Nel 1829, il sultano Mahmud II fu costretto a firmare la Pace di Adrianopoli con la quale riconosceva l’indipendenza della Grecia, sotto la tutela della Russia, del Regno Unito e della Francia. Alla Grecia però mancavano ancora alcuni territori per definirsi completa.

Divisione amministrativa del neonato Regno di Grecia (1833).

Nel 1830, tramite il Protocollo di Londra, la Pace di Adrianopoli venne trasformato un documento di indipendenza e così la Grecia veniva riconosciuta come stato autonomo con un regime monarchico costituzionale. Nel 1832 il sultano Ottomano riconobbe l’indipendenza greca con il Trattato di Costantinopoli.

### Regno di Grecia (1832 - 1924)

#### Ottone I (1832 - 1862)

##### Ascesa al trono

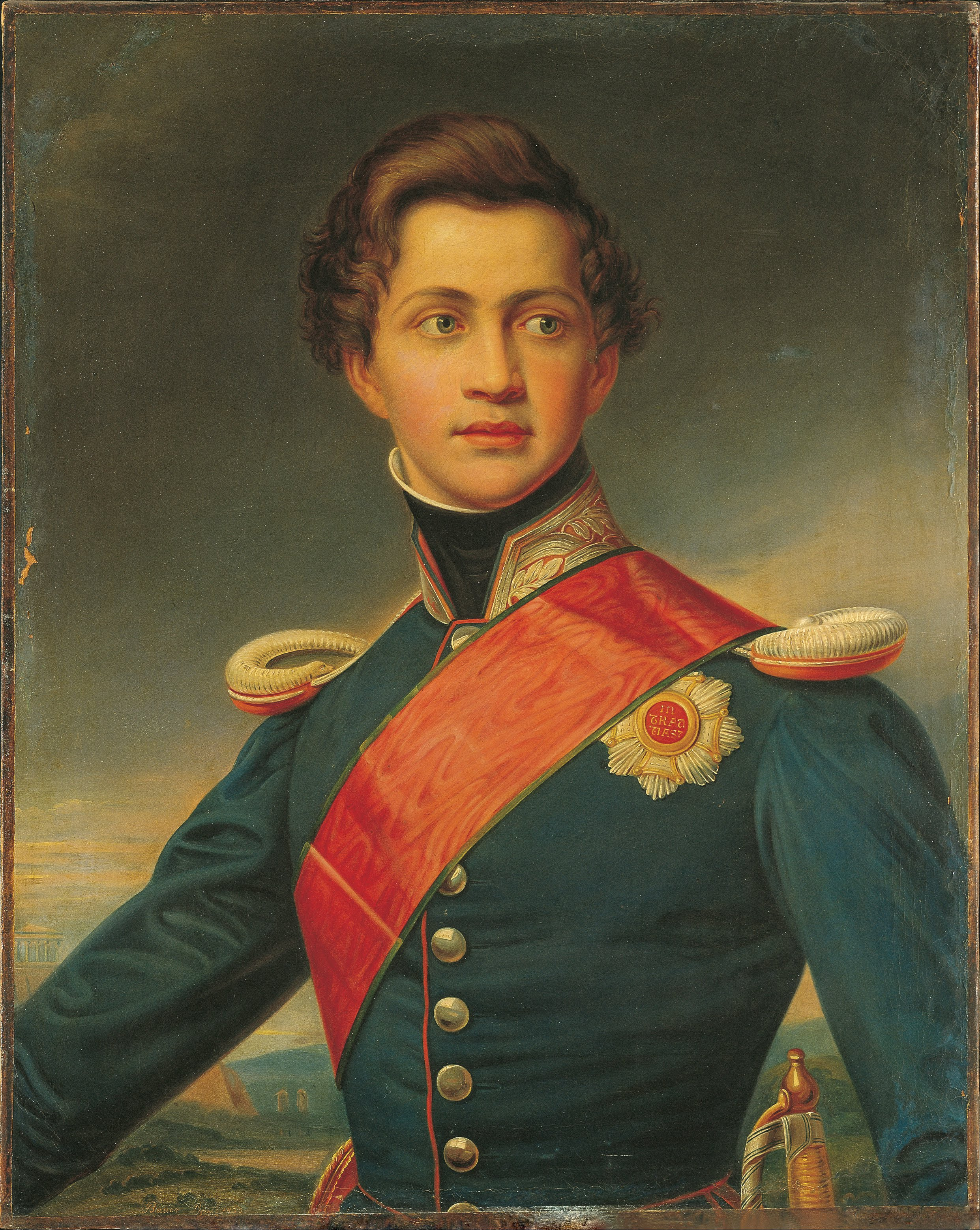
Ritratto di Ottone I di Grecia nel 1832, pittore Stieler Joseph C.

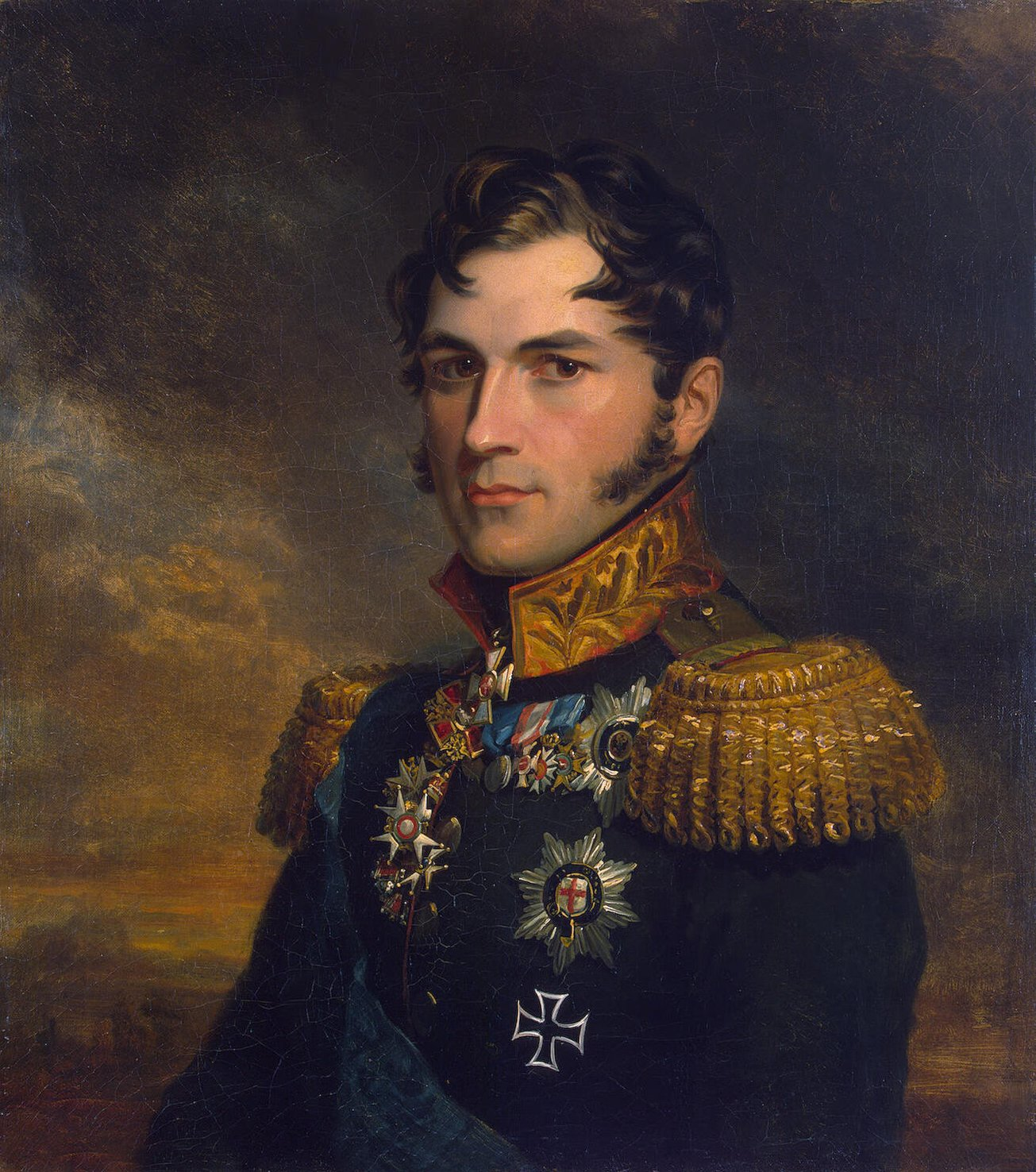
Leopoldo di Sassonia-Coburgo, candidato per la corona della Grecia.

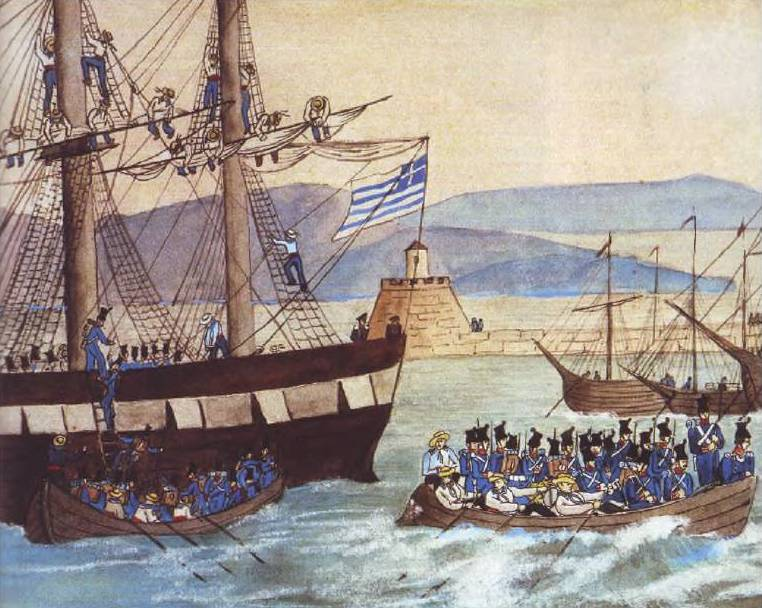
L'arrivo dei Corpi ausiliari bavaresi nel Regno di Grecia, nel 1833.

Con il Trattato di Londra e di Costantinopoli, la Grecia adottò la forma governativa della monarchia e di conseguenza incominciò la ricerca del primo Re di Grecia: all'inizio fu designato quale nuovo sovrano ellenico il principe Leopoldo di Sassonia-Coburgo-Gotha, poi primo Re del Belgio, che però rifiutò la proposta poiché diffidava della neo corona ellenica. In seguito, la scelta delle grandi potenze cadde sul principe Ottone Wittelsbach, figlio del re Ludovico I di Baviera e primo cugino dell'Imperatrice Elisabetta d'Austria. Con la Conferenza di Londra del 1832, Ottone fu proclamato Re di Grecia il 7 maggio dello stesso anno, venendo poi riconosciuto come primo sovrano ellenico dall'Assemblea nazionale ellenica il 5 ottobre 1832. Ottone I salì sul trono greco quando era ancora minorenne. Il suo primo governo fu inizialmente gestito da un Consiglio di reggenza, composto da alcuni uomini della corte bavarese, che avevano lasciato la Baviera per il neo regno ellenico. Uno dei massimi esponenti bavaresi in Grecia fu Josef Ludwig von Armansperg, nonché Primo ministro. Inoltre nel 1832 venne istituito un corpo militare denominato Corpo ausiliario bavarese, che faceva parte dell'Esercito greco e precedentemente dell'Esercito reale bavarese. 

Bandiera greca con in mezzo lo stemma e la corona dei Wittelsbach.

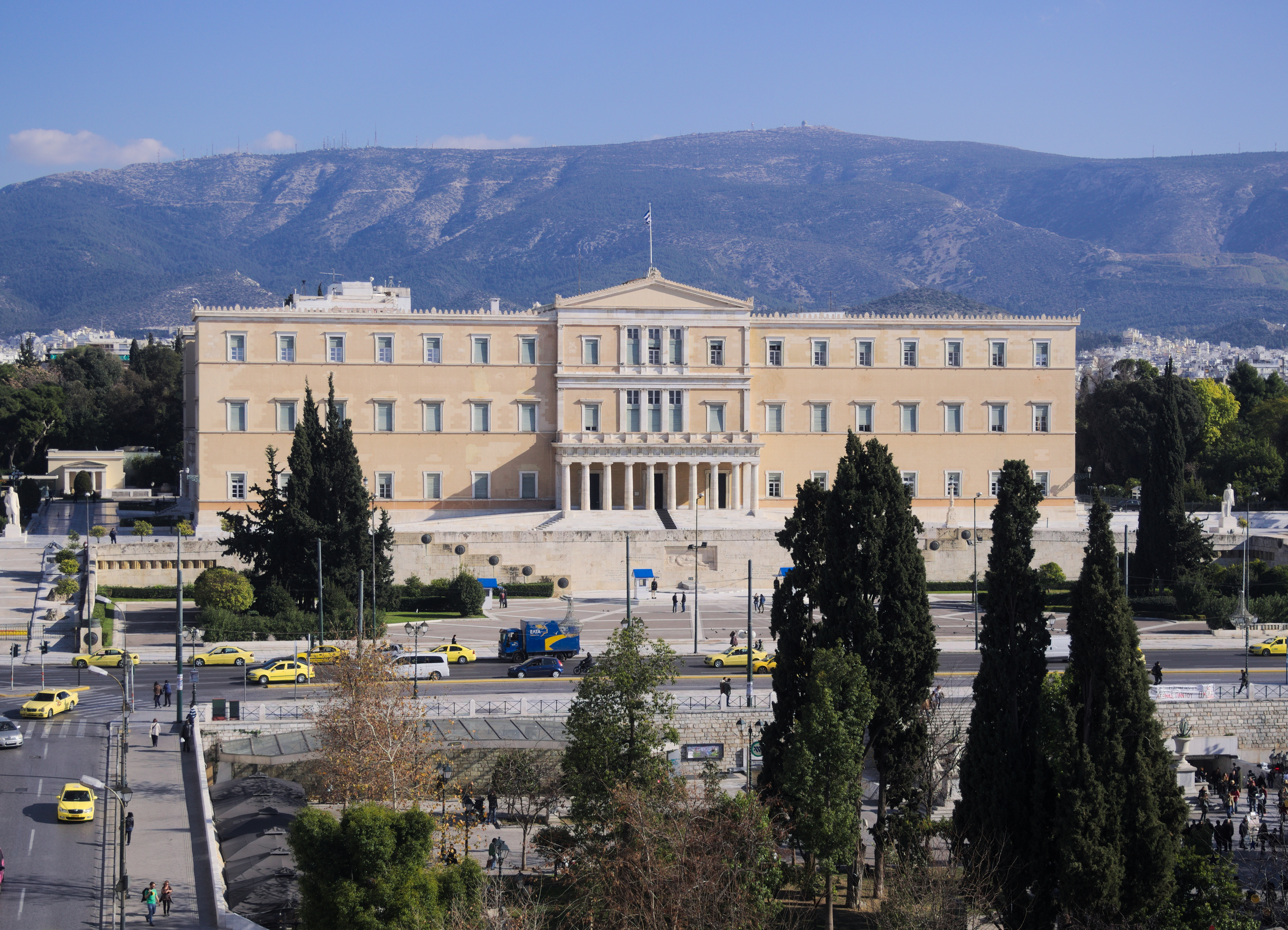
Veduta del Palazzo reale di Atene.

Ottone di Grecia sbarcò il 25 gennaio 1833 a Nauplia, allora capitale del neo regno greco. Il 18 settembre 1834 la capitale venne trasferita ad Atene, ufficialmente il 1° dicembre. Dal momento che Atene era diventata la capitale, si doveva costruire nella città una serie di edifici istituzionale per accogliere la nuova corte reale ed il governo. Gli architetti bavaresi si misero così al lavoro per tracciare le grandi linee di un piano urbanistico che teneva conto degli spazi riservati agli scavi archeologici che il giovane re venerava e aveva a cuore. Durante questi anni (1836 - 1842) fu costruito il Palazzo Reale, oggi sede del Parlamento. Tuttavia, all’epoca, la città greca soffriva di una mancanza di acqua accessibile: le tubature e le fogne erano vecchie e spesso fuori uso, inoltre l’acquedotto doveva essere restaurato, e solo alcuni dei pozzi e delle fontane funzionavano ancora. Gli ateniesi non riuscivano a capire come il loro nuovo sovrano potesse dare priorità allo scavo e alla conservazione di colonne o fregi archeologici, statue o bassorilievi. Né erano convinti che la costruzione di un palazzo fosse una questione urgente. Credevano che il loro nuovo monarca e il suo entourage ponessero più enfasi sul glorioso passato della Grecia che sul loro tenore di vita quotidiano in una città devastata. Il malcontento scoppiò quando entrarono in vigore i primi espropri. Così, il Consiglio di Reggenza sospese le requisizioni e il re Ludovico I scelse un nuovo architetto dalla Baviera. Leo von Klenze elaborò un nuovo piano per la città di Atene che ridusse la superficie degli scavi e progettò una nuova sezione a nord-est.

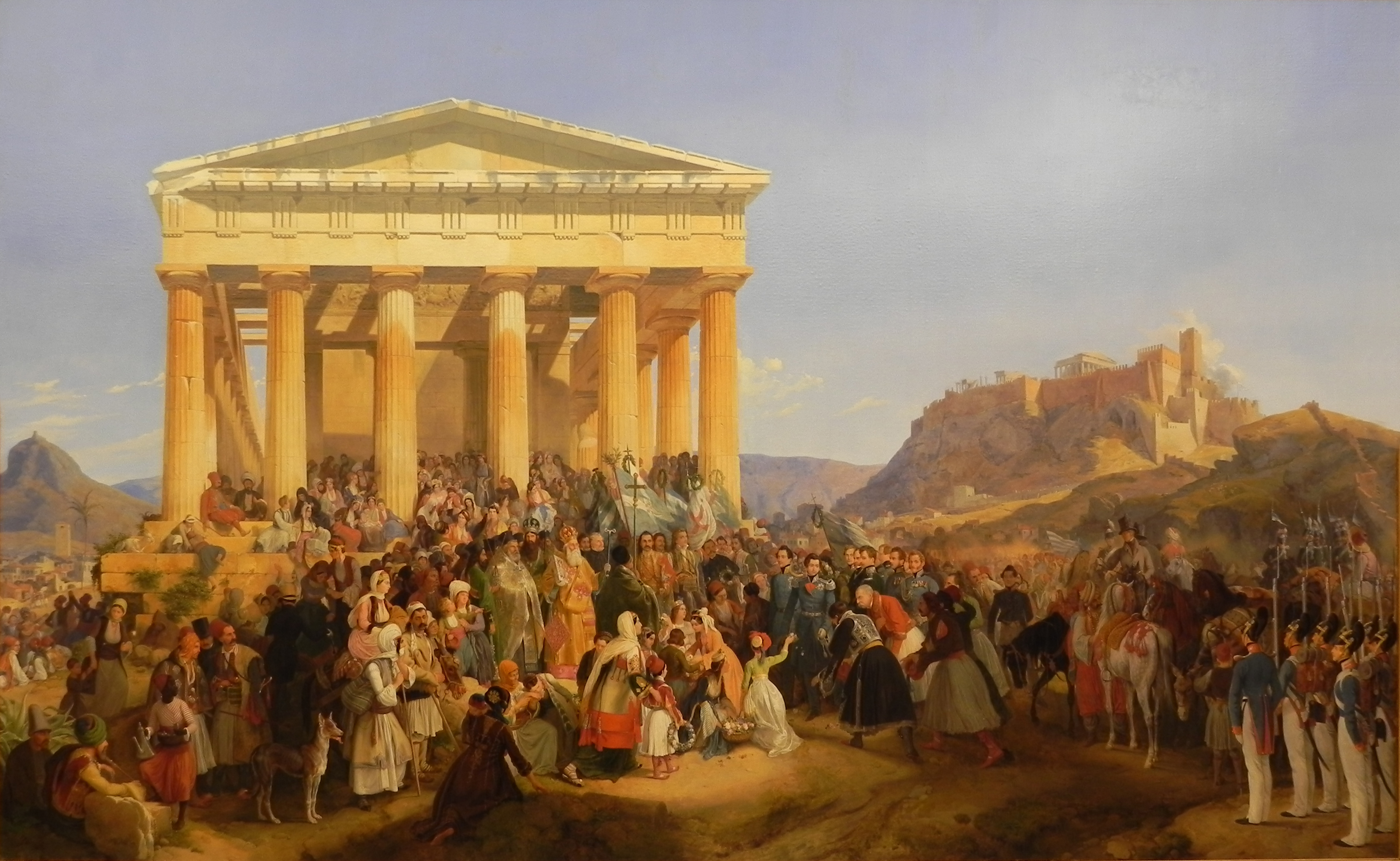
L'entrata di Ottone ad Atene.

##### Questione religiosa

Emblema della Chiesa di Grecia.

Sotto il governo ottomano, la Chiesa greca era parte del Patriarcato ecumenico di Costantinopoli e venne stabilito che i musulmani non potessero controllare tale istituzione. Con la fondazione del Regno di Grecia, ad ogni modo, il governo decise di prendere le redini della Chiesa nazionale, rompendo definitivamente col patriarcato di Costantinopoli. Il governo dichiarò la chiesa greca come autocefala (indipendente) nel 1833. La ragione di questa decisione così importante era da ricercarsi nel fatto che il patriarcato era posto in territorio ottomano e indubbiamente esso si trovava sotto diretta influenza del sultano, fatto che i greci non potevano tollerare. Il nuovo status della chiesa greca venne infine riconosciuto dal patriarcato nel 1850, con l'obbligo però di mantenere dei legami con la chiesa madre. I quattro vescovi ortodossi della chiesa greca, avevano inoltre un valore anche politico.

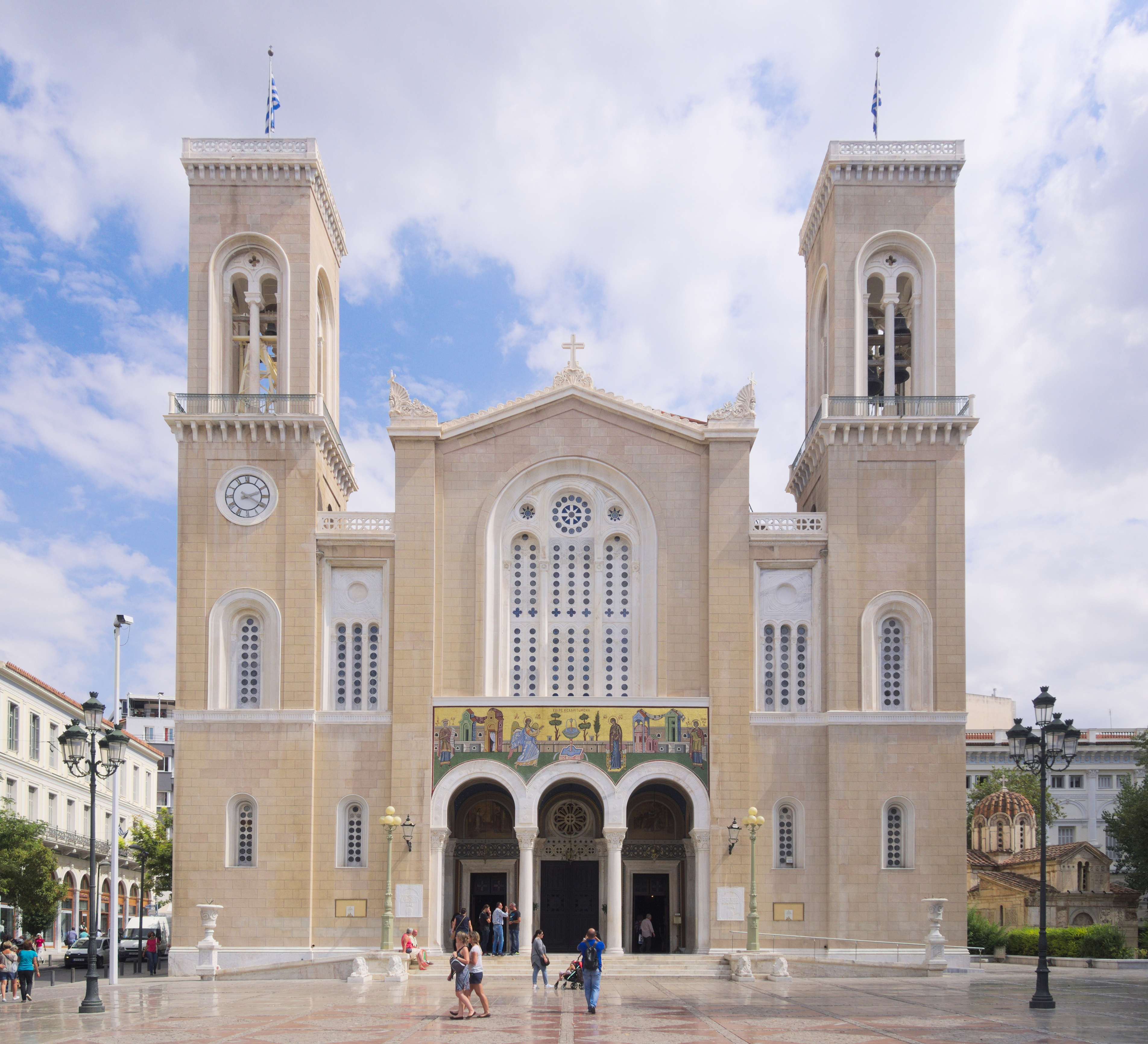
Cattedrale metropolitana dell'Annunciazione, cuore di Atene.

Nel 1833 il Parlamento greco risolse di sciogliere 400 piccoli monasteri che avevano meno di cinque monaci o monache al loro interno. I sacerdoti non venivano stipendiati; nelle aree rurali, il sacerdote era egli stesso un contadino e dipendeva nella propria sopravvivenza dal proprio lavoro nei campi e nelle offerte dei suoi parrocchiani. I suoi doveri ecclesiastici erano limitati all'amministrazione dei sacramenti, alla celebrazioni dei funerali, alla benedizione delle messi ed agli esorcismi. Solo pochi frequentavano effettivamente dei seminari per la loro corretta formazione. Dagli anni 1840 iniziò a formarsi quello che negli anni 1880 divenne noto come il movimento dell'Anaplasis ("rigenerazione") che voleva riformare e dare nuova energia spirituale alla Chiesa nazionale greca. Questo si scontrò contro gli ideali del razionalismo e del materialismo dell'Europa occidentale, promuovendo per contro lo studio della Bibbia.

##### Sovrano assoluto e costituzione

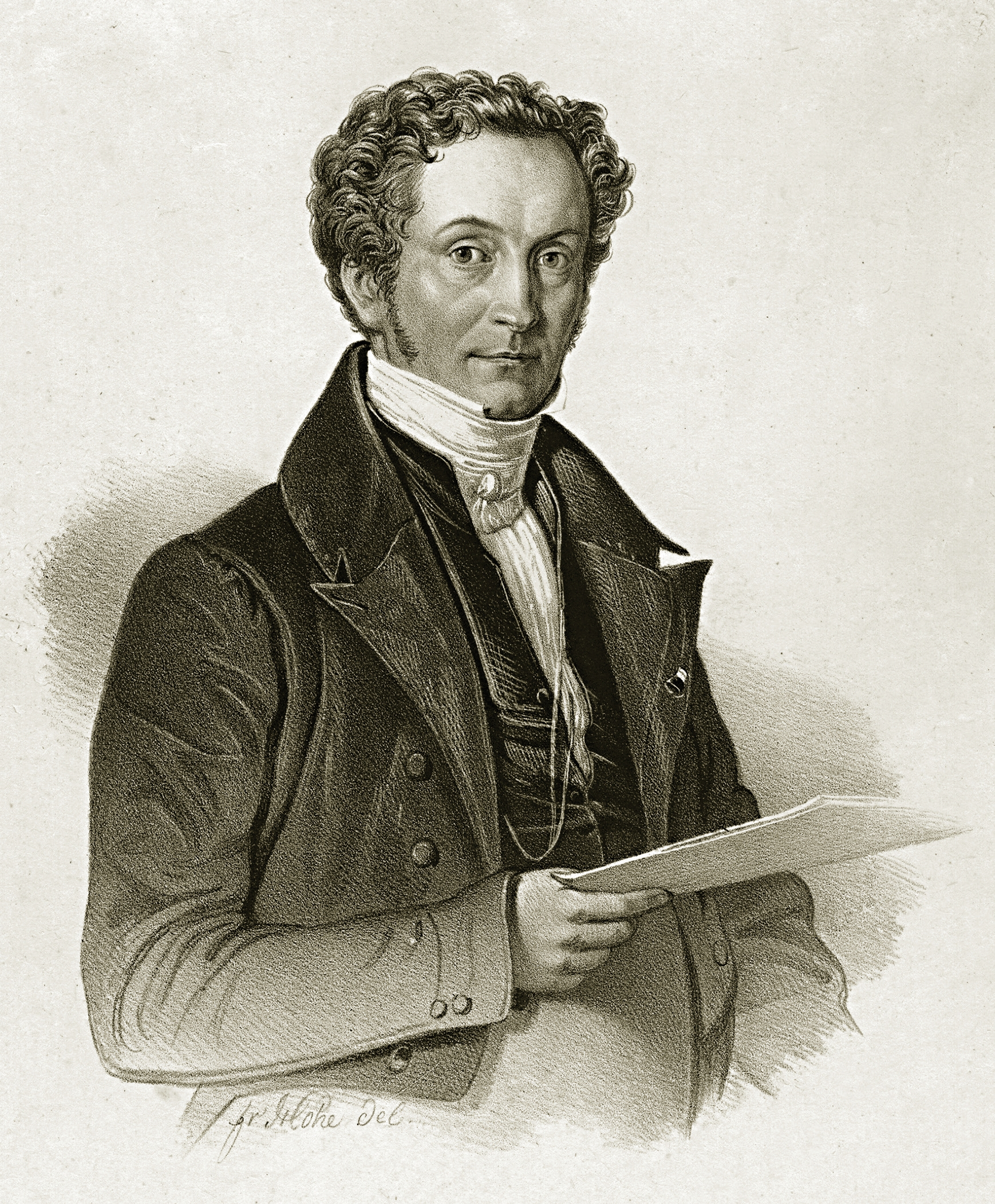
Il Premier greco von Rudhart.

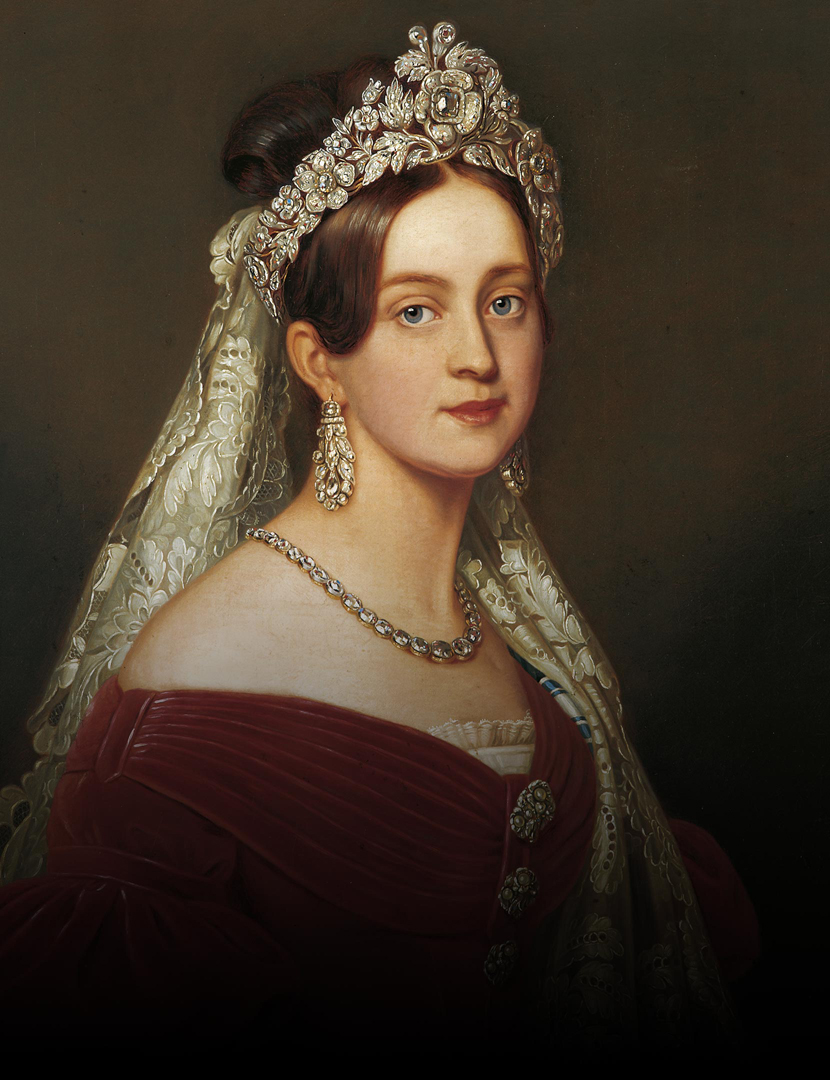
Dipinto di Amalia di Oldenburg, pittore Joseph Karl Stieler e conservato nella Residenza Nuova.

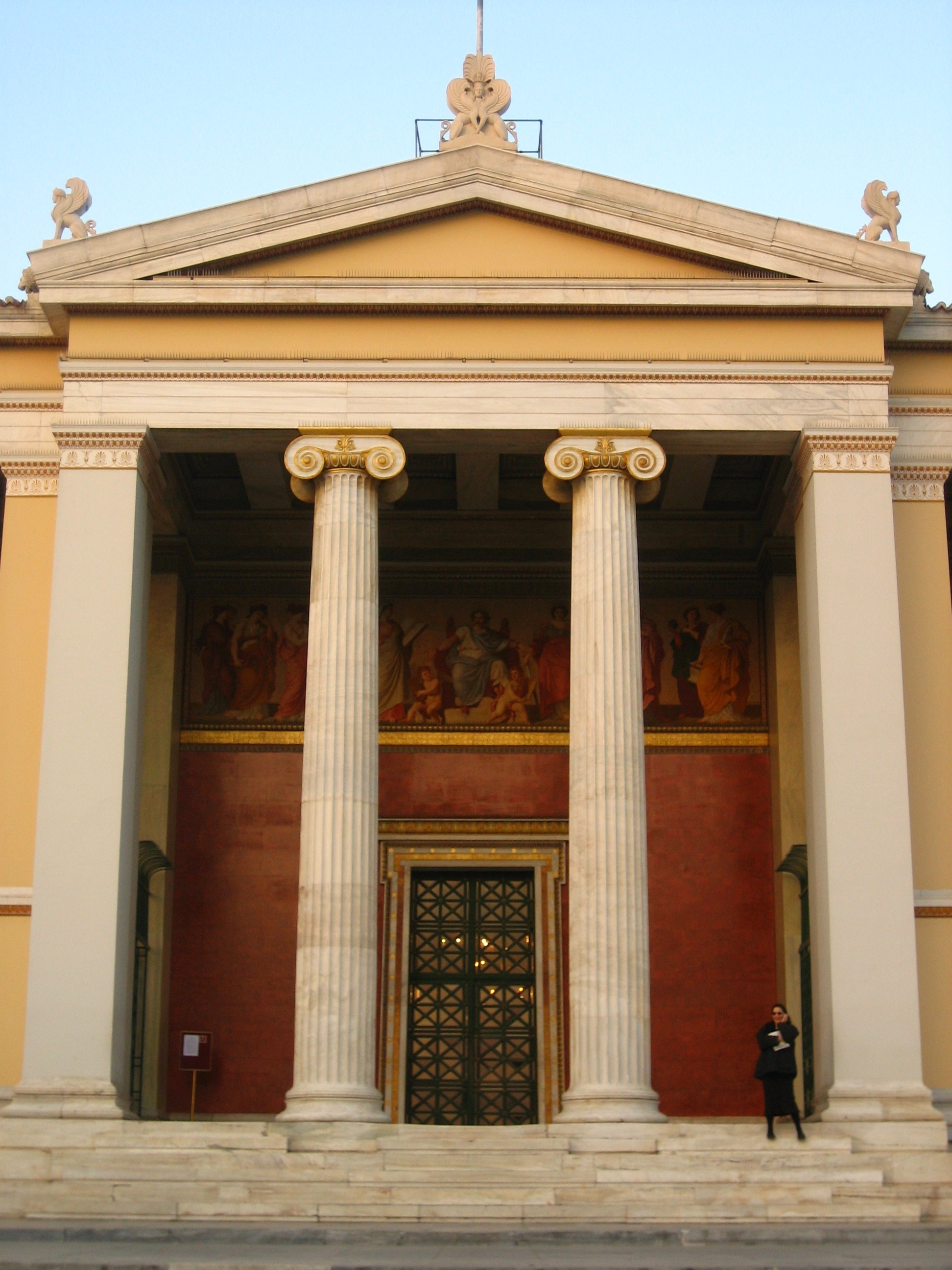
L'edificio neoclassico che ospita l'Università della capitale greca.

Una volta raggiunta la maggiore età, Otto rimosse i reggenti quando si dimostrarono impopolari con il popolo, e governò come monarca assoluto. Nel 1835, il re fu dichiarato monarca assoluto della Grecia, e mentre era assiduo nel suo lavoro e pieno di buone intenzioni, spesso esitava a prendere decisioni. Durante il regno assoluto, Ottone presidiò personalmente il governo della nazione dal 1837 al febbraio 1841 e dall'agosto 1841 al 1843. Sempre nel periodo assolutista, il sovrano nominò comunque alcuni Primi ministri, come Ignaz von Rudhart, ancora premier bavarese, e Alexandros Mavrokordatos, uno dei primi Premier di origine greca. Come altri Wittelsbach, dinastia regnante bavarese, era incline agli attacchi d’ansia e persino alla nevrastenia. Ci furono disordini alla sua incoronazione quando rifiutò di convertirsi all’ortodossia. Il Santo Sinodo di Grecia non pensava di consacrare uno “scismatico”. Su consiglio di suo padre, Ottone I lasciò la Grecia per trovare una sposa adatta: il 22 novembre 1836 sposò Amalia di Oldenburg, figlia del Granduca Augusto I di Oldenburg e della moglie, Adelaide di Anhalt-Bernburg-Schaumburg-Hoym. Tornato nel 1837 con la regina Amalia, Ottone si stabilì nel Palazzo Reale, costruito in stile neoclassico. A questo punto, la città di Atene aveva un teatro, locande, ristoranti, una società archeologica, e bande circolari che suonavano valzer per gli spettatori. Ancora più importante, l’acquedotto funzionava perché le tubature erano state riparate. Il 3 maggio 1837 fu fondata l'Università di Atene. Nel 1838 il giorno dell'Annunciazione fu celebrato per la prima volta come anniversario della Rinascita Nazionale. Il 30 maggio 1841 fu istituita la Banca Nazionale di Grecia e nel 1842 fu costruita la Cattedrale Metropolitana di Atene.

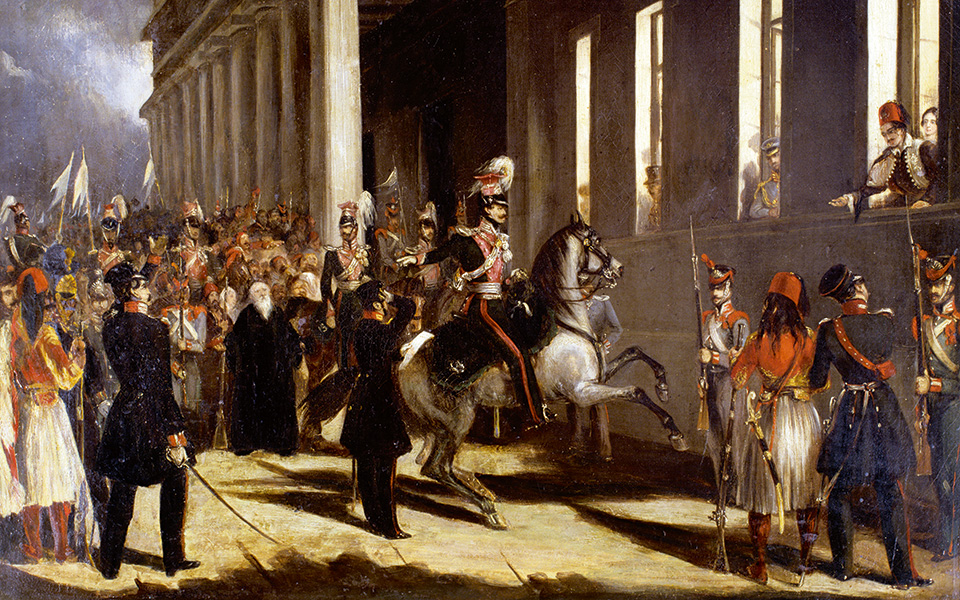
Dipinto della rivolta del 1843, che ritrae Ottone e Amelia affacciati alle finestre del Palazzo Reale di Atene.

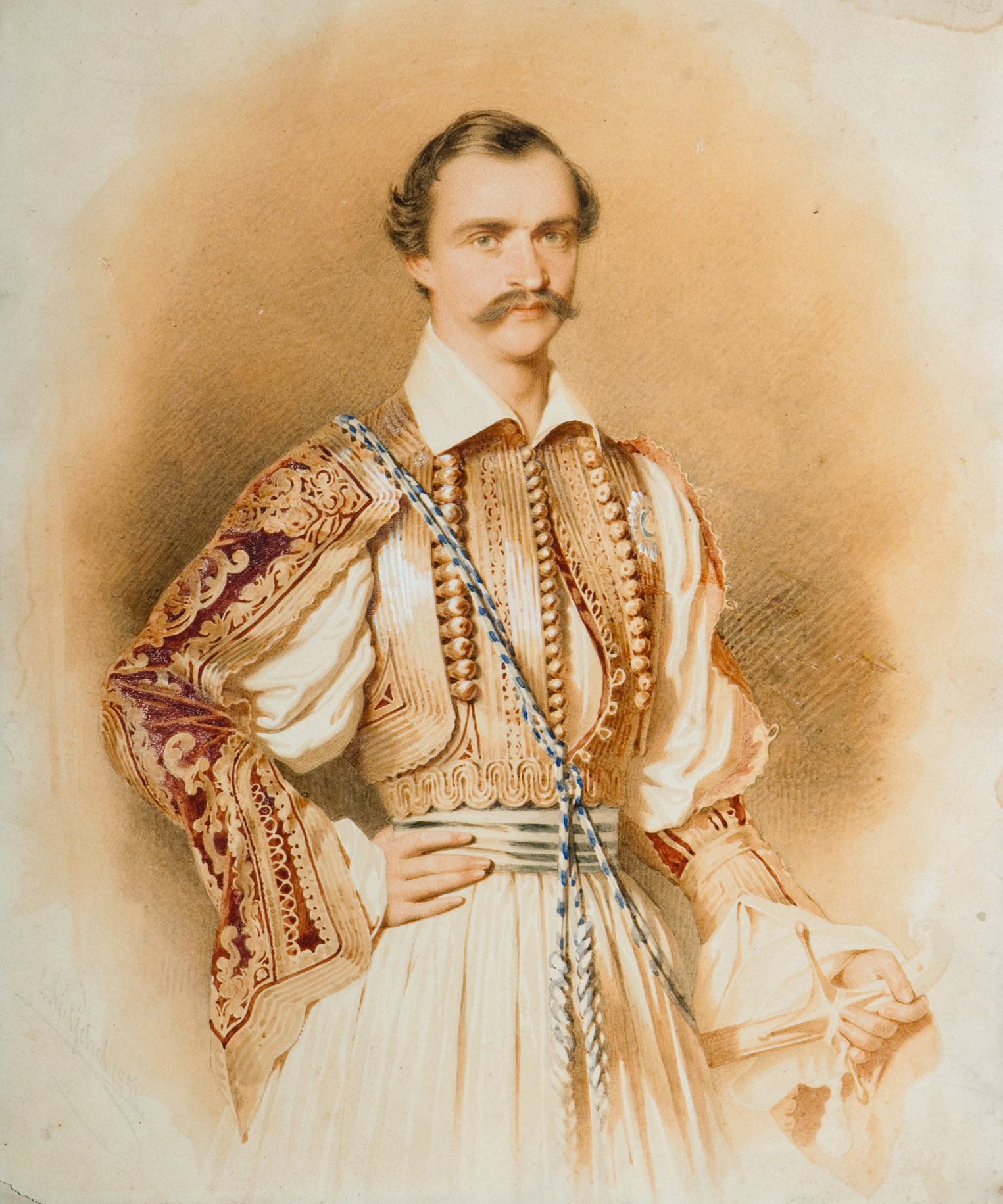
Ottone I nel costume tradizionale greco e si può notare la fustanella.

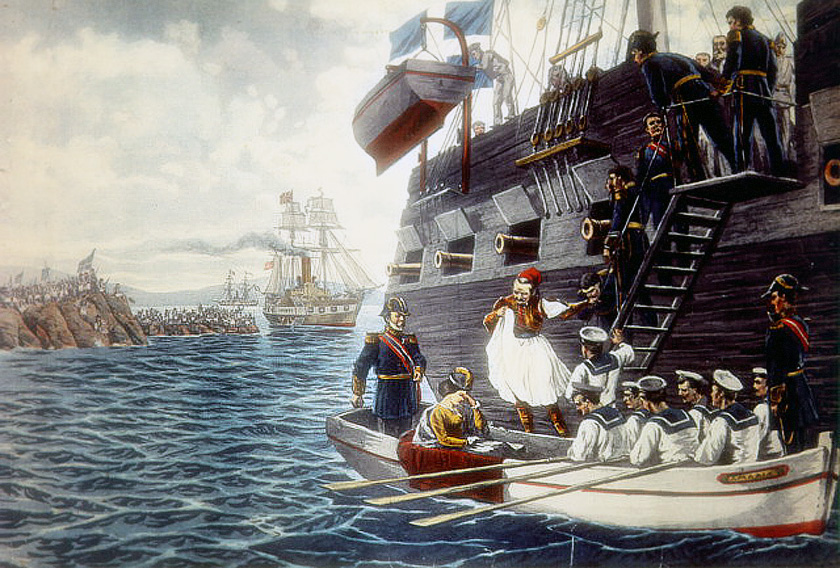
La partenza di Ottone e Amelia.

Stemma della Grecia (1832-1862)

Al tempo il re greco si trovò subito di fronte a gravi difficoltà, poiché i suoi sudditi mal si rassegnavano a rinunciare al sogno di una Grecia più grande, concetto e pensiero irredentista che prende il nome di "Megali Idea". La divisione dei partiti, gli errori della reggenza, prima, quelli del sovrano, poi, rendevano più difficile la situazione. Scoppiò nel 1840 una rivolta greco-ortodossa che condannava la fede protestante di Ottone e della regina Amalia. Nel 1843 scoppiò poi una seconda rivolta, guidata da ufficiali militari e sostenuta da un'ampia sezione trasversale della società greca, che mirava alla creazione di una monarchia costituzionale. All'inizio re Ottone si rifiutò di istituire un regime governativo che limitasse le sue prerogative, ma poi si piegò alla volontà del popolo greco. Da allora in poi, indossò una fustanella, il tradizionale indumento a pieghe simile a una gonna, anche se questo gesto non fece nulla per ingraziarsi il rispetto degli ateniesi. La Costituzione del 1844, promulgata il 18 marzo 1844, costituì la Grecia come monarchia costituzionale, limitando significativamente i poteri del monarca e gettando le basi per la democrazia parlamentare. La Costituzione greca del 1844 definiva la Grecia come una monarchia costituzionale, prevedendo un parlamento bicamerale composto da una Camera dei Deputati e un Senato. Riguardo alla questione panellenica, riunire tutti i greci sotto un unico stato, Ottone cercò l'appoggio della Russia, favorendo una possibile entrata della Grecia nella Guerra di Crimea. Il problema era che nel Mar Egeo, in particolare nei pressi del Pireo, il porto di Atene, vi era la flotta anglo-francese, che voleva frenare i pensieri irredentisti e panellenici della Grecia nei confronti dell'Impero ottomano. Ottone decise di non scendere in guerra, scaturendo un malcontento, soprattutto nell'ambito militare, contro di sé per non aver dichiarato guerra alla Turchia. Nel 1861 scoppiarono due congiure militari, nel 1862 ci fu un'insurrezione a Nauflia ed una rivolta a Siro, sempre nello stesso anno. Nell'ottobre 1862 si ribellarono le guarnigioni di Atene e di Missolungi. Nonostante gli eventi, Ottone I non volle ricorrere alla violenza per soffocare il moto e preferì allontanarsi e fu deposto così dal governo provvisorio. Il 24 ottobre s'imbarcò su di una nave inglese, lasciando per sempre la Grecia, che aveva amata ma che non aveva saputo governare.

#### Regno di Giorgio I (1863 - 1913)

##### Ascesa al trono

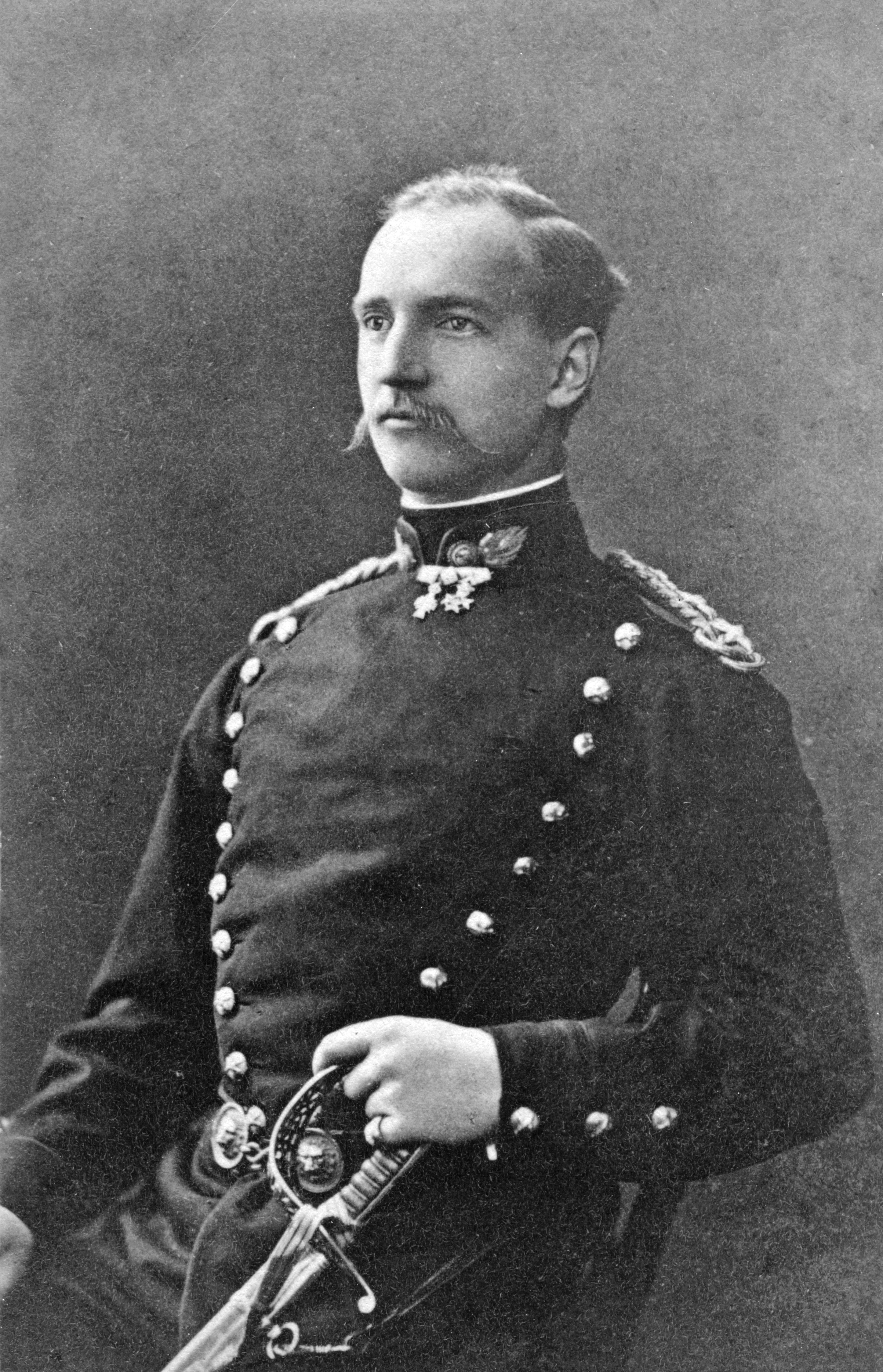
Fotografia di Giorgio I di Grecia.

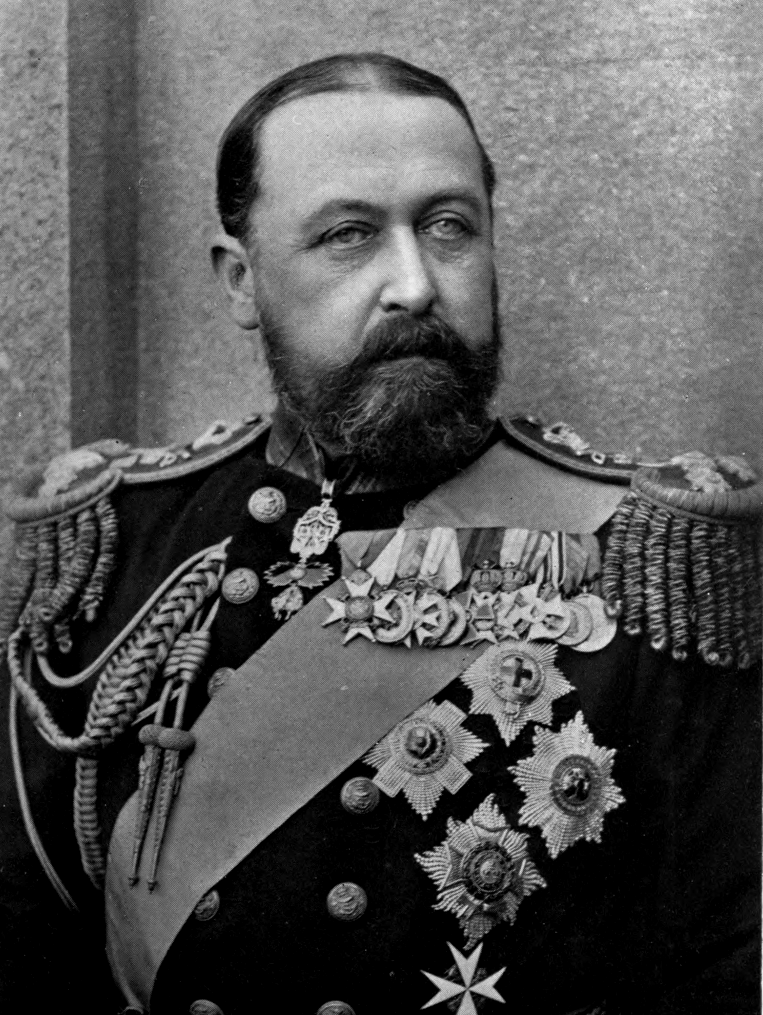
Alfredo, duca di Edimburgo.

Con la cacciata del re Ottone I di Grecia, il paese era alla ricerca di un nuovo sovrano: molti greci si avvicinarono ad una delle potenze mondiali, ovvero la Gran Bretagna, guardando al principe Alfredo, duca di Edimburgo quale loro possibile secondo monarca. Il Ministro degli Esteri britannico, Lord Palmerston, riteneva che il popolo ellenico vedesse tale opportunità come un'occasione per ottenere le Isole Ionie, allora dominio inglese. Tuttavia, la Convenzione di Londra, tenutesi nel 1832, proibì a tutte le famiglia regnanti delle Grandi Potenze di accettare la corona greca, ma comunque la regina Vittoria si oppose fermamente all'idea che il figlio diventasse Re di Grecia. I greci però insistettero per tenere un plebiscito in cui Alfredo di Edimburgo ricevette oltre il 95% dei 240.000 voti, mentre 93 voti furono a favore della repubblica. Inoltre re Ottone ricevette un voto. La ricerca per il trono greco continuò e tra i vari possibili candidati vi erano Enrico d'Orléans, duca d'Aumale, Ernesto II di Sassonia-Coburgo-Gotha, il Principe Leiningen, l'arciduca Massimiliano d'Austria. Alla fine però la Grecia e le potenze proposero il principe Guglielmo di Danimarca che vinse il trono greco. Il reale danese era figlio di Cristiano IX di Danimarca e di Luisa d'Assia-Kassel, nonché fratello di Alessandra, principessa di Galles e Dagmar, futura Imperatrice di Russia. Guglielmo salì al trono greco il 30 marzo 1863, come Giorgio I, re degli Elleni. A differenze del suo predecessore, re Ottone, Giorgio I fu proclamato ufficialmente dall'Assemblea Nazionale ellenica e non imposto al popolo da potenze straniere; inoltre fu proclamato come Re degli Elleni, invece di Re di Grecia, probabilmente sottolineare il carattere della monarchia quale costituzionale parlamentare e non assoluta.

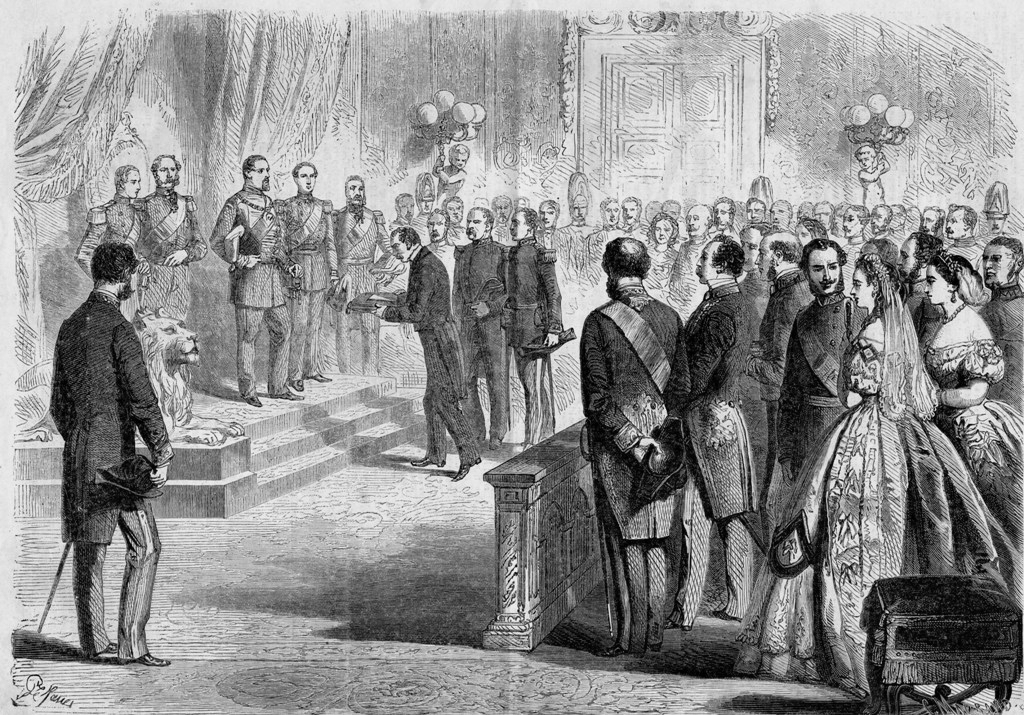
La delegazione greca giunta a Copenaghen per offrire la corona.

Nuova bandiera del Regno greco.

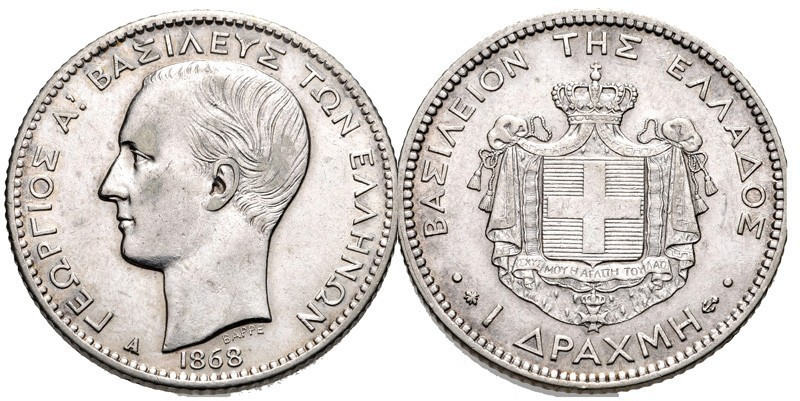
Dracma greca con l'effigie del Re.

Con l'ascesa del nuovo sovrano, la Grecia ottenne dal Regno Unito le Isole Ionie (Corfù, Cefalonia, Zante, Itaca) e il territorio di Cerigo, che fino ad allora erano stati possedimenti britannici per quarantotto anni. Una prima intronizzazione avvenne il 6 giugno 1863 a Copenaghen, dove partecipò una delegazione greca guidata dall'Ammiraglio e Primo ministro Constantine Kaparis. Giunto ad Atene il 18 ottobre 1863, Giorgio I, re degli Elleni fu proclamato dall'Assemblea Nazionale il 31 ottobre. Durante il suo giuramento disse: "In nome della Trinità consustanziale e indivisibile, giuro di proteggere la religione dominante dei Greci, di mantenere e difendere l'indipendenza, l'autonomia e l'integrità dello Stato greco e di osservarne le leggi". Il suo motto fu: "La forza è l'amore del mio popolo". Il nuovo sovrano greco divenne rapidamente un monarca popolare ed acclamato; si scrisse di lui che: "Cammina per le strade da solo a piedi con i suoi giovani amici, salutando tutti, fermandosi a conversare con la gente, visitando il mercato ortofrutticolo.  Andava in chiesa ogni domenica. Rispettava la venerazione dei suoi sudditi per le icone sacre e riconosceva che i suoi eredi e successori dovevano appartenere alla Chiesa greca". A differenza di Ottone I, il nuovo re fu visto frequentemente e informalmente nelle strade di Atene, dove il suo predecessore era apparso solo in pompa magna. Giorgio I ordinò una ristrutturazione del Palazzo Reale, prendendovi poi residenza. Cercò poi di non seguire troppo i suoi Consiglieri danesi, rimandando poi in Danimarca lo zio Giulio, fratello del padre Cristiano IX, con tali parole: "Non permetterò alcuna interferenza con la condotta del mio governo". Il conte Wilhelm Sponneck, un altro consigliere, divenne impopolare per aver sostenuto una politica di disarmo e per aver messo in dubbio senza tatto la discendenza dei greci moderni da antecedenti classici. Fu rimandato anche lui in Danimarca.

##### Costituzione del 1864

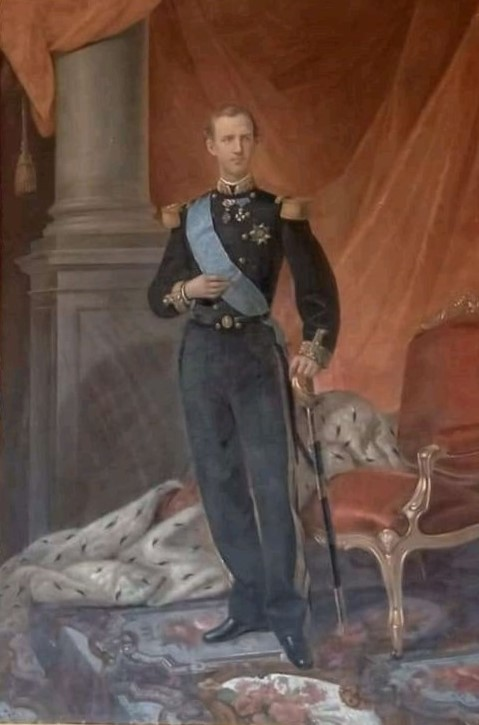
Dipinto di Giorgio I, re degli Elleni.

Mappa delle Isole Ionie inglesi.

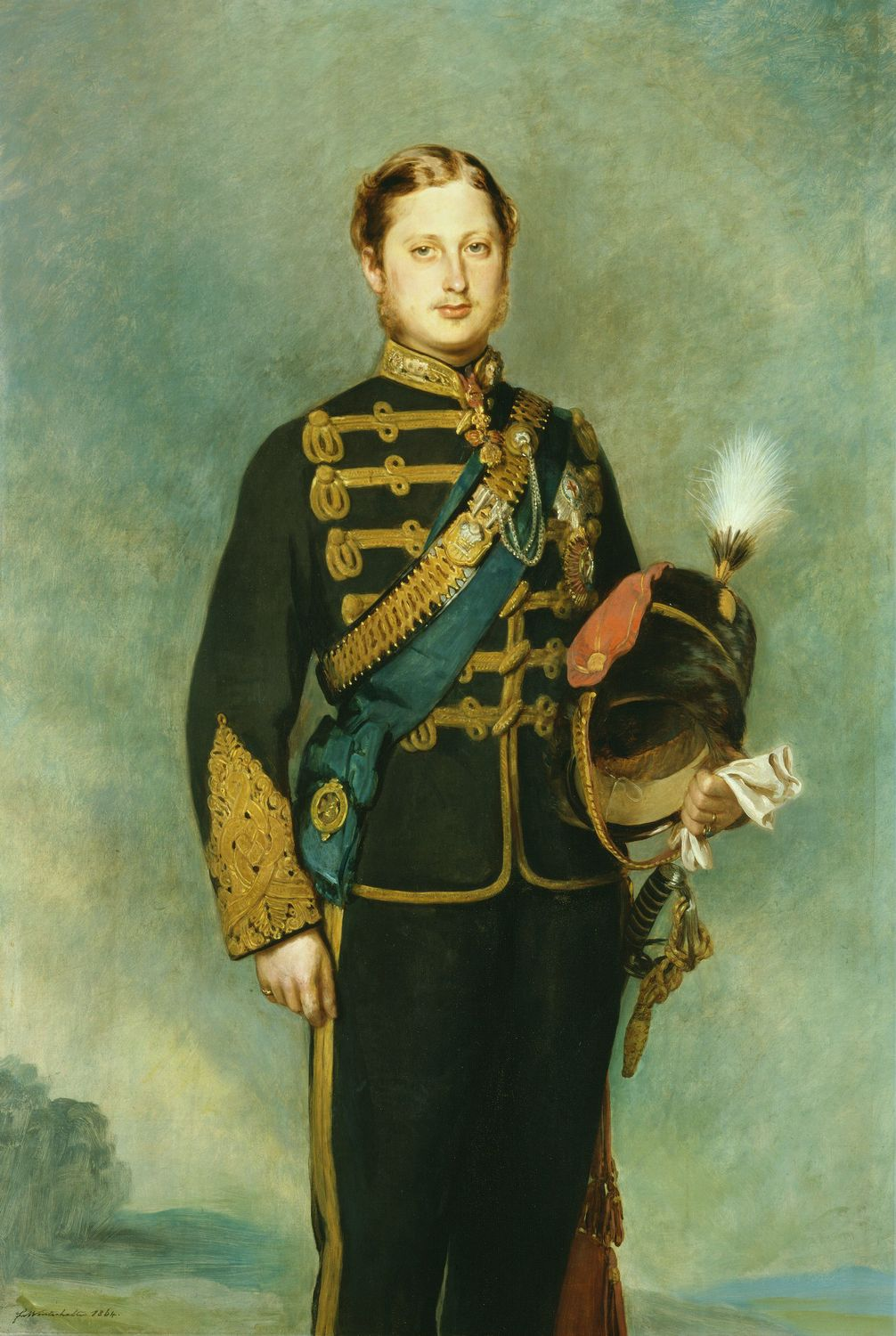
Dipinto del Principe del Galles, pittore Franz Xaver Winterhalter, 1864, parte della Royal Collection.

Nel maggio 1864, re Giorgio intraprese un tour del Peloponneso, visitando Corinto, Argo, Tripolitsa, Sparta e Calamata, dove si imbarcò sulla fregata Hellas. La nave raggiunse poi l'isola di Corfù il 6 giugno, dove assistette alla cerimonia ufficiale di consegna delle Isole Ionie da parte dell'Alto Commissario britannico, Sir Henry Storks. Nell'ambito politico, il nuovo sovrano prese provvedimenti per concludere l'emanazione di una nuova costituzione: inviò una richiesta, controfirmata da Constantine Kanaris, al Parlamento spiegando che aveva accettato la corona greca a condizione che una nuova costituzione sarebbe stata emanata. L'Assemblea nazionale approvò una nuova Costituzione, che garantiva il suffragio diretto, segreto e universale per un Parlamento monocamerale, ovvero composto da una Camera sola rendendo la Grecia, sulla carta, uno degli stati più democratici d'Europa. Tra il 1864 ed il 1911, quindi durante il regno di Giorgio I, il Regno soffrì di una grave instabilità politica che portò a 70 governi e 21 elezioni. Il 28 novembre 1864, Giorgio I prestò giuramento per difendere la nuova costituzione ed in seguito fu istituita una monarchia costituzionale con il sovrano greco che si metteva all'autorità legittima dei funzionari eletti, sebbene fosse consapevole della corruzione presente nelle elezioni e della difficoltà di governare una popolazione per lo più analfabeta. Durante i primi anni del suo regno, il Re degli Elleni cercò di risolvere la questione di Creta, isola che allora era sotto la sovranità ottomana che però era di etnia prevalentemente greca. L'idea di una possibile annessione cretese, circolava fin dal trono di Ottone I, che venne però ostacolata dal Regno Unito e dalla Francia, che occuparono il porto ateniese del Pireo, così da dissuadere l'irredentismo greco in occasione dei combattimenti della Guerra di Crimea. Quando i cretesi si ribellarono nel 1866, il Principe di Galles, con cui Giorgio I aveva sempre intrattenuto un forte rapporto, cercò il sostegno del Ministro degli Esteri Edward Stanley, 15° conte di Derby, per intervenire a Creta a favore della Grecia. Alla fine però le grandi potenze non intervennero e gli ottomani sedarono la ribellione.

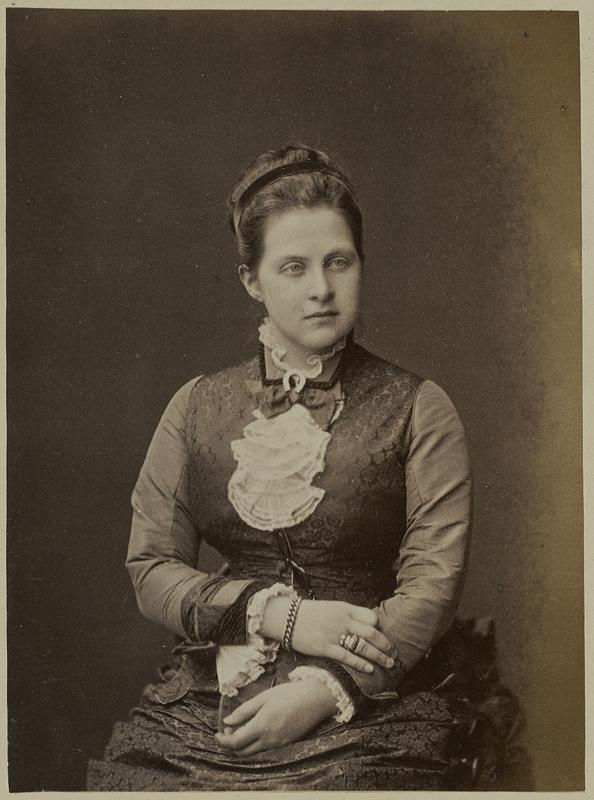
Ol'ga Konstantinovna Romanova.

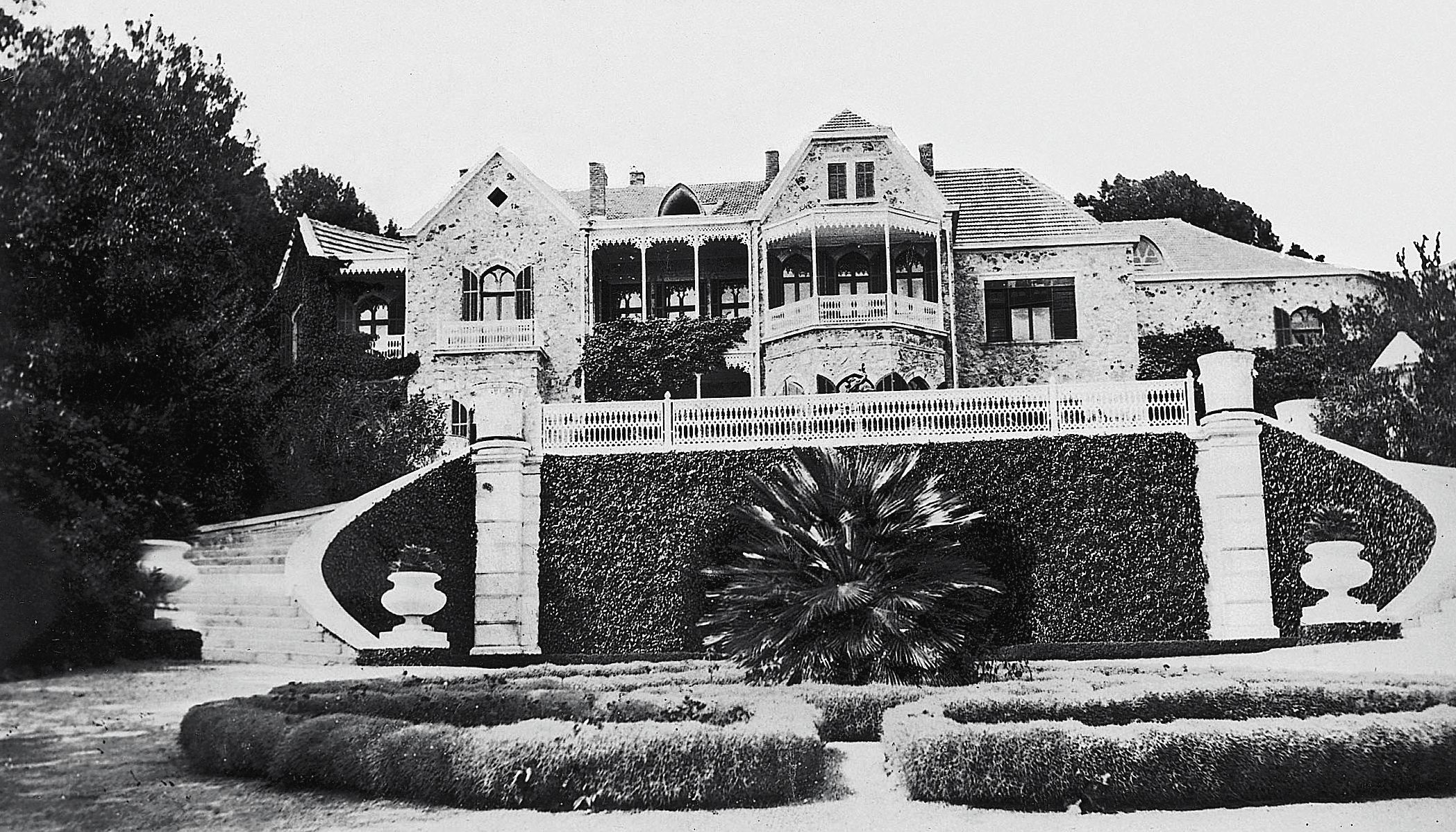
Fotografia di Tatoi nel 1900.

Stemma della Grecia, con il motto "La mia forza è l'amore del popolo".

Durante un viaggio in Russia per visitare la sorella Dagmar di Danimarca, sposa del futuro Alessandro III di Russia, Giorgio di Grecia incontrò la Granduchessa Ol'ga Konstantinovna, nipote dello Zar Nicola I. Mentre Giorgio era di nascita luterano, i Romanov erano cristiani ortodossi come la maggior parte dei greci, e così' il re greco pensò che un matrimonio con una granduchessa russa avrebbe rassicurato i suoi sudditi sulla questione della religione dei suoi futuri figli. La costituzione greca diceva comunque che i principi reali dovessero essere educati secondo la fede ortodossa. Giorgio ed Ol'ga si sposarono il 27 ottobre 1867 a San Pietroburgo e dal matrimonio nacquero otto figli. In riconoscimento dell'annessione delle Isole Ioniche alla Grecia, il comune di Corfù regalò al re, alla regina e all'intera neo famiglia reale, una residenza estiva sull'isola, chiamata "Mon Repos", dove nascerà nel 1921 il principe Filippo, duca di Edimburgo e marito della regina Elisabetta II. Il sovrano acquistò anche con i soldi che aveva portato dalla Danimarca una tenuta chiamata Tatoi, 15 miglia a nord della capitale, che costituirà la residenza privata della Casa reale e una delle dimore predilette dai diversi Re degli Elleni. Con il suo matrimonio e la nascita di alcuni figli, Giorgio I costituì ufficialmente la dinastia degli Schleswig-Holstein-Sonderburg-Glücksburg, Grecia, ramo cadetto del principale casato Schleswig-Holstein-Sonderburg-Glücksburg, che oggi governa direttamente la Danimarca e la Norvegia. Il motto della famiglia reale greca sullo stemma reale recita "La mia forza è l'amore del popolo".

##### Espansione territoriale

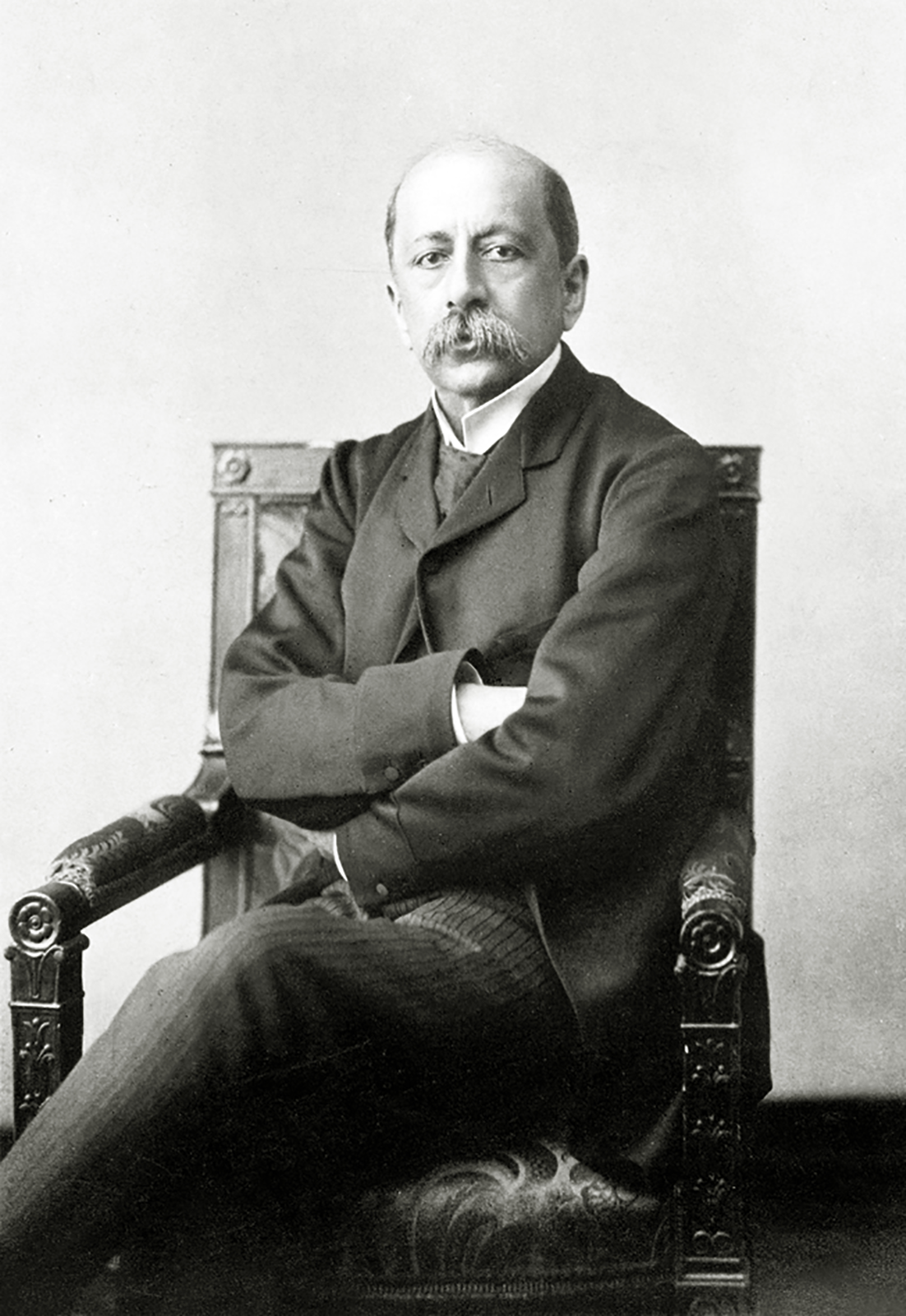
Premier greco Charilaos Trikoupis.

I confini del Regno di Grecia nel 1890.

Dal 1864 al 1874, la Grecia ebbe ventuno governi dei quali il più duraturo fu in carica per un anno e mezzo; nel luglio 1874, Charilaos Trikoupis scrisse un articolo anonimo sul giornale Kairoi in cui accusava re Giorgio e i suoi consiglieri della continua crisi politica causata dalla mancanza di governi stabili. Nell'articolo accusava Giorgio I di agire come un monarca assoluto imponendo governi di minoranza al popolo. Se il re avesse insistito, sosteneva, che solo un politico che comandasse la maggioranza nel Parlamento poteva essere nominato Primo Ministro, allora i politici sarebbero stati costretti a lavorare insieme in modo più armonioso per costruire un governo di coalizione. Un tale piano, scrisse, avrebbe posto fine all'instabilità politica e ridotto il gran numero di partiti più piccoli. Trikoupis ammise di aver scritto l'articolo dopo che il presunto autore era stato arrestato, dopodiché lui stesso era stato preso in custodia. Dopo una protesta pubblica fu rilasciato e successivamente assolto dall'accusa di "minare l'ordine costituzionale". L'anno seguente il monarca greco chiese a Trikoupis di formare un governo, senza maggioranza, e poi lesse un discorso dichiarando che in futuro il leader del partito di maggioranza in Parlamento sarebbe stato nominato Primo Ministro. Al Congresso di Berlino convocato nel 1878 per determinare le condizioni di pace per la Guerra russo-turca, la Grecia avanzò una pretesa su Creta, Epiro e Tessaglia. 

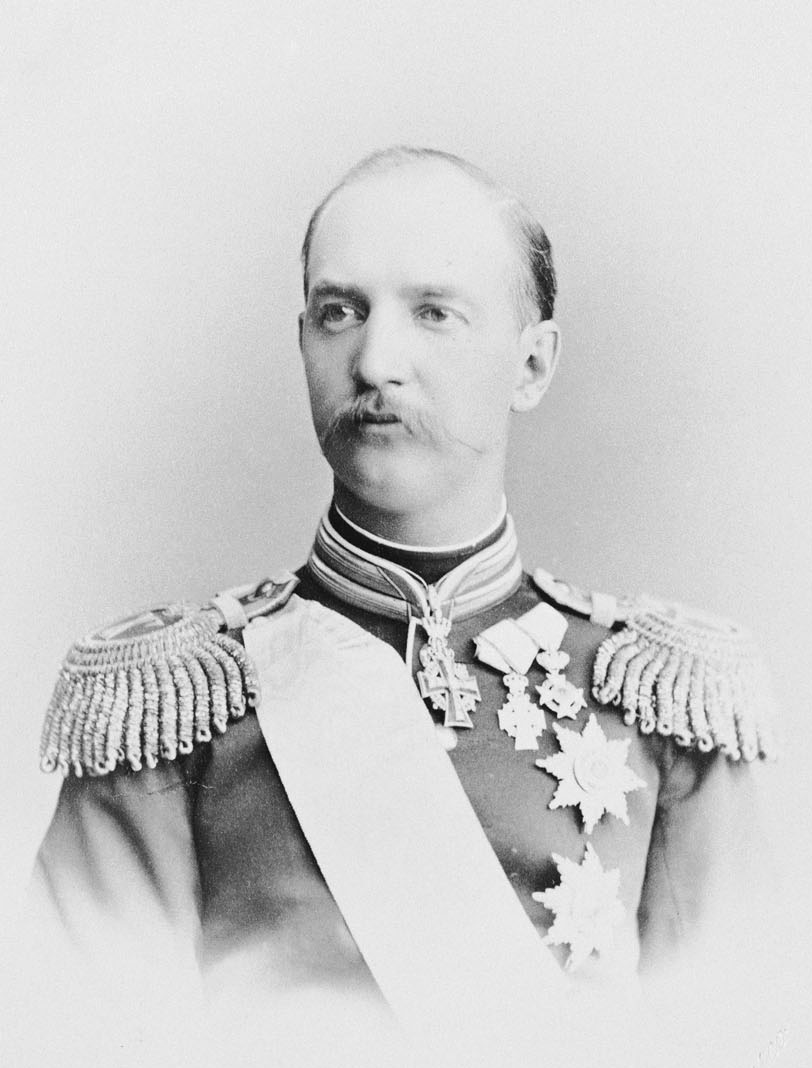
Giorgio I di Grecia (1863 - 1913).

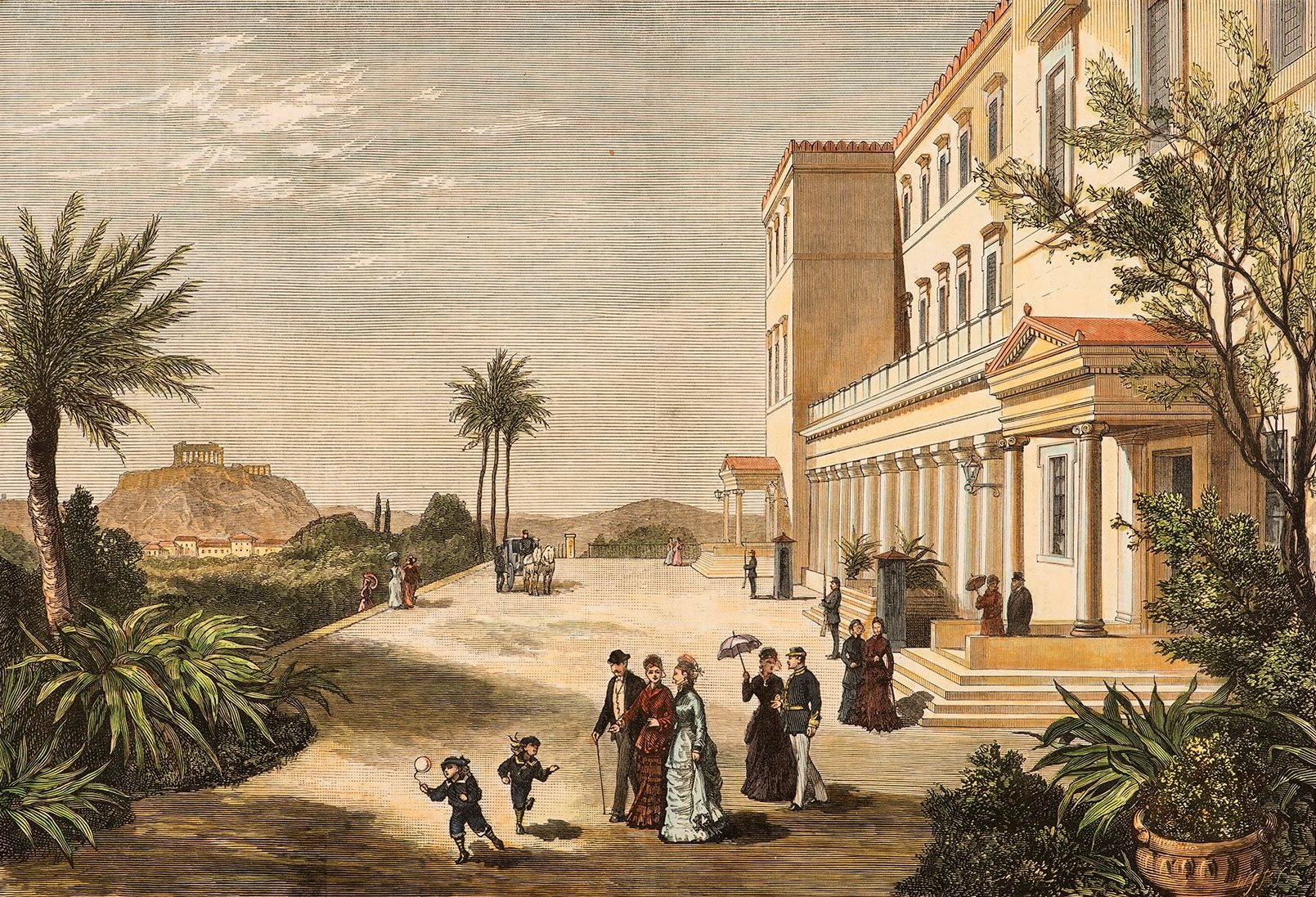
I giardini del Palazzo Reale.

I confini non erano ancora stati definiti nel giugno 1880, quando gli inglesi e i francesi offrirono una proposta molto favorevole alla Grecia che includeva il Monte Olimpo e Giannina. Quando gli ottomani si opposero strenuamente, il Primo ministro Trikoupis commise l'errore di minacciare una mobilitazione dell'esercito ellenico. Un cambio di governo coincidente in Francia, le dimissioni di Charles de Freycinet e la sua sostituzione con Jules Ferry, portarono a dispute tra le grandi potenze e, nonostante il sostegno britannico a un accordo più filo-greco, i turchi concessero successivamente alla Grecia tutta la Tessaglia ma solo la parte dell'Epiro, attorno ad Arta. Quando cadde il governo di Trikoupis, il nuovo Primo Ministro, Alexandros Koumoundouros, accettò con riluttanza i nuovi confini. Mentre il Premier Trikoupis seguiva una politica di ritiro all'interno dei confini stabiliti dello stato greco, avendo imparato una preziosa lezione sulle vicissitudini delle grandi potenze, i suoi principali oppositori, il partito nazionalista guidato da Theodoros Deligiannis, cercavano di infiammare i sentimenti anti-turchi dei greci in ogni occasione. L'occasione successiva si presentò nel 1885 quando i bulgari si ribellarono nella Rumelia orientale e unirono la provincia alla Bulgaria. Deligiannis vinse su Trikoupis alle elezioni di quell'anno affermando che se i bulgari potevano sfidare il Trattato di Berlino, lo stesso avrebbero potuto fare i greci. Il nuovo Primo ministro mobilitò l'Esercito ellenico ma in seguito la Royal Navy, la marina inglese, bloccò la Grecia; l'Ammiraglio incaricato del blocco era il principe Alfredo, duca di Edimburgo, che era stato la prima scelta dei greci per essere il loro re nel 1863, affiancato dal Primo lord dell'Ammiragliato, il cui cognato era stato assassinato in Grecia sedici anni prima. Questa non fu l'ultima volta che re Giorgio scoprì che i suoi legami familiari non erano sempre a suo vantaggio, era infatti congnato del Principe di Galles. Deligiannis fu costretto a smobilitare e Trikoupis riacquistò la carica di Primo ministro. Tra il 1882 e il 1897, Trikoupis e Deligiannis si alternarono al Governo ellenico.

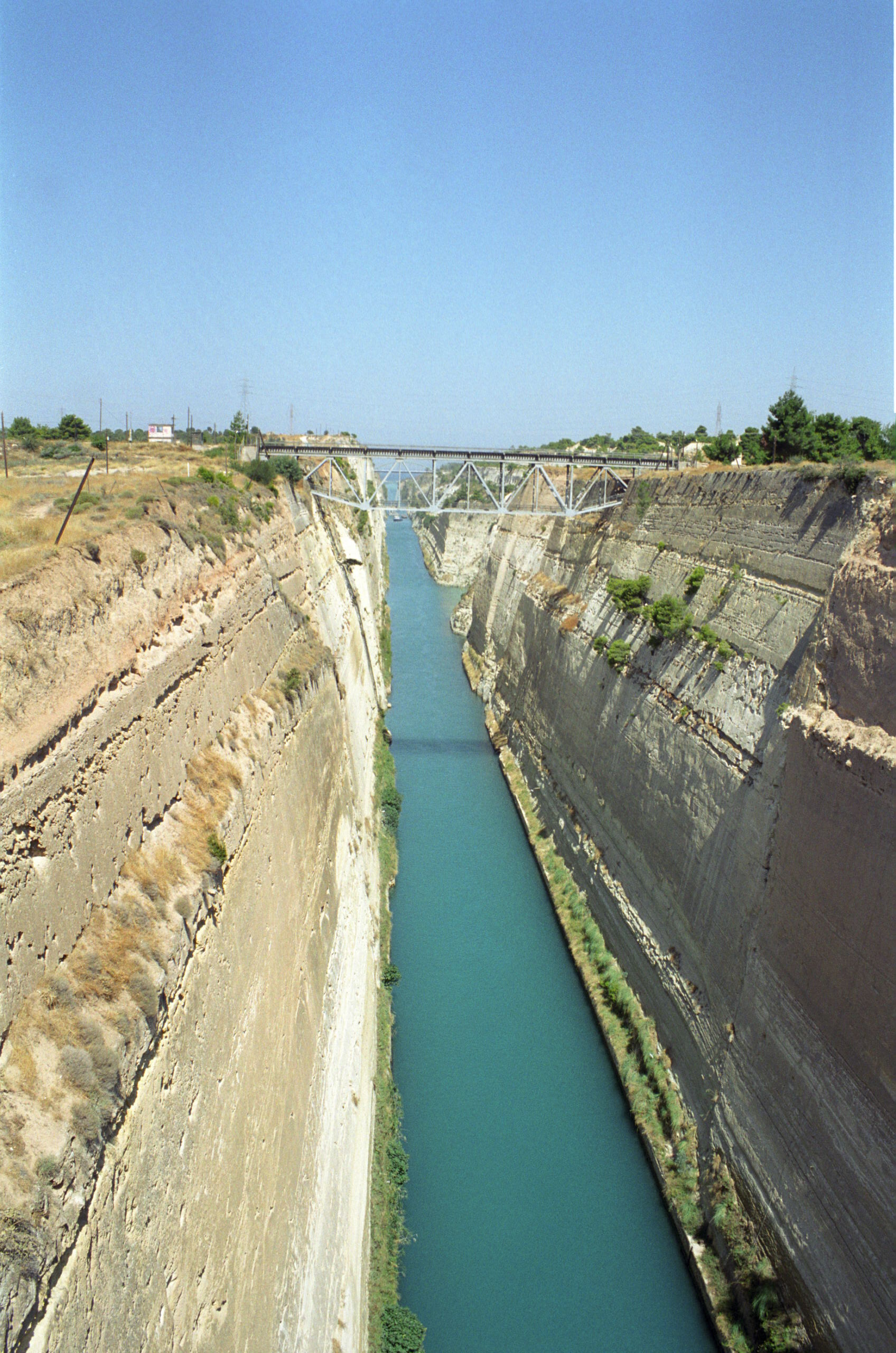
Il Canale di Corinto.

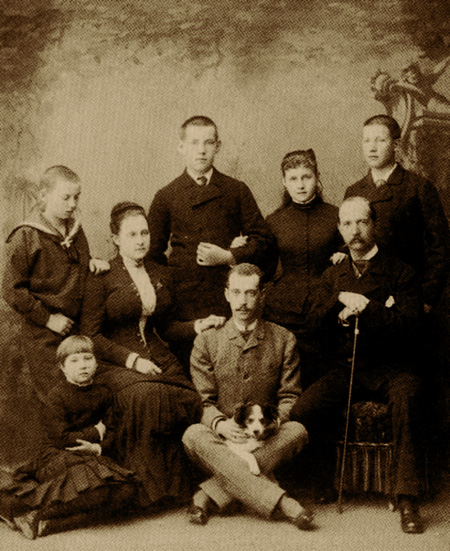
La Famiglia reale greca.

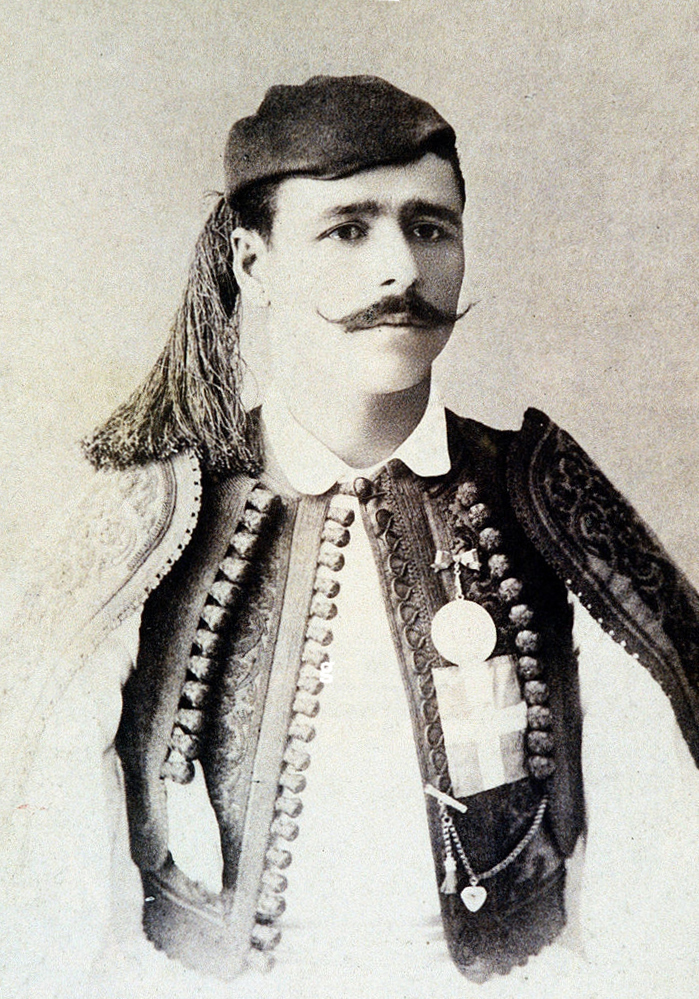
L'olimpionico Spyridōn Louīs.

La Grecia negli ultimi decenni del diciannovesimo secolo era sempre più prospera e stava sviluppando un senso del suo ruolo sulla scena europea.  Durante la reggenza di Giorgio, furono avviati i lavori per il restauro del Canale di Corinto, che furono completati nell'agosto del 1893. Diede inoltre il suo patrocinio alla rinascita dei Giochi olimpici, sostenendo la campagna del Barone de Coubertin; i primi dei Giochi olimpici "moderni" ebbero luogo nell'ottobre del 1896. Nel 1906, re Giorgio I sostenne la tenuta dei Giochi del decimo anniversario nello Stadio olimpico appositamente costruito vicino ad Atene. Dopo 54 anni, nel 1960, re Costantino II, pronipote di re Giorgio I, vinse una medaglia d'oro alle Olimpiadi, partecipando nel settore della vela, per il suo paese. Quando Spiridon Louis, un pastore appena fuori Atene, corse allo stadio Panathinaiko per vincere la maratona, Costantino, duca di Sparta, il principe ereditario e primogenito di Giorgio I, corse sul campo per correre gli ultimi mille metri accanto al vincitore della medaglia d'oro greca, mentre il sovrano stava in piedi e applaudiva.

##### Fine del XX secolo

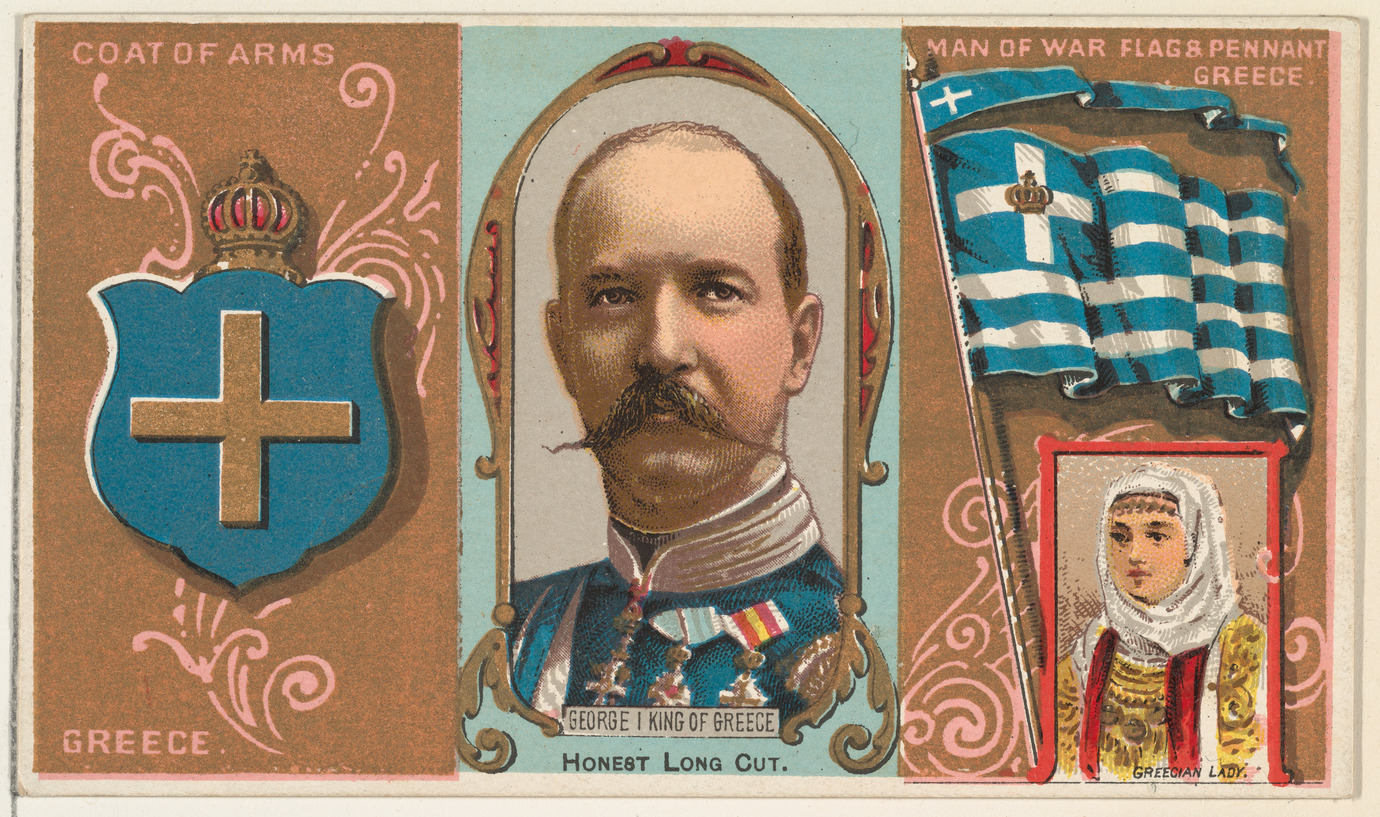
Vignetta che celebra il Giubileo d'argento del re Giorgio I di Grecia.

Nel 1888, re Giorgio celebrò il suo Giubileo d'argento, ovvero i 25 anni di regno; le celebrazioni si estesero a tutta la Grecia, in particolare Atene fu decorata con ghirlande. Tra gli ospiti vi furono il fratello Federico, principe ereditario di Danimarca, il Principe e la Principessa di Galles, il Duca e la Duchessa di Edimburgo, i granduchi Sergej Aleksandrovič e Paolo di Russia ed anche Djevad Pasha dall'Impero ottomano, che presentò al re due cavalli arabi come doni. Gli eventi del giubileo, tenutesi nella settimana del 30 ottobre, includevano balli, gala, parate, una messa presso la Cattedrale metropolitana di Atene ed un pranzo per 500 ospiti invitati in una tenda blu e bianca sull'Acropoli..

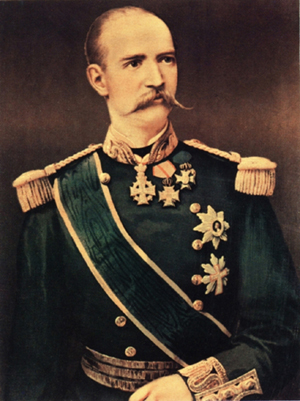
Giorgio di Grecia nel 1890.

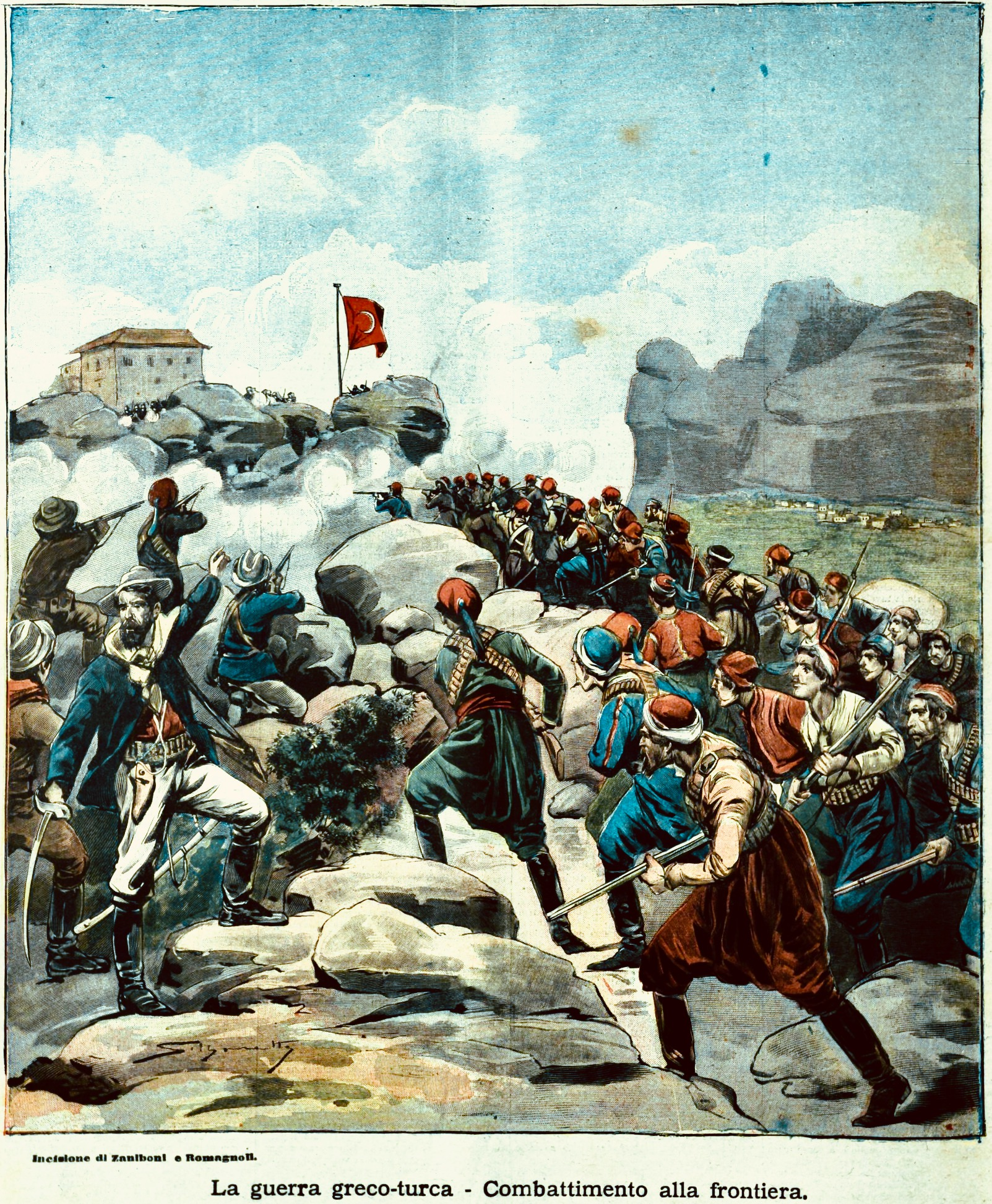
Illustrazione di uno scontro delle truppe durante la Guerra greco-turca.

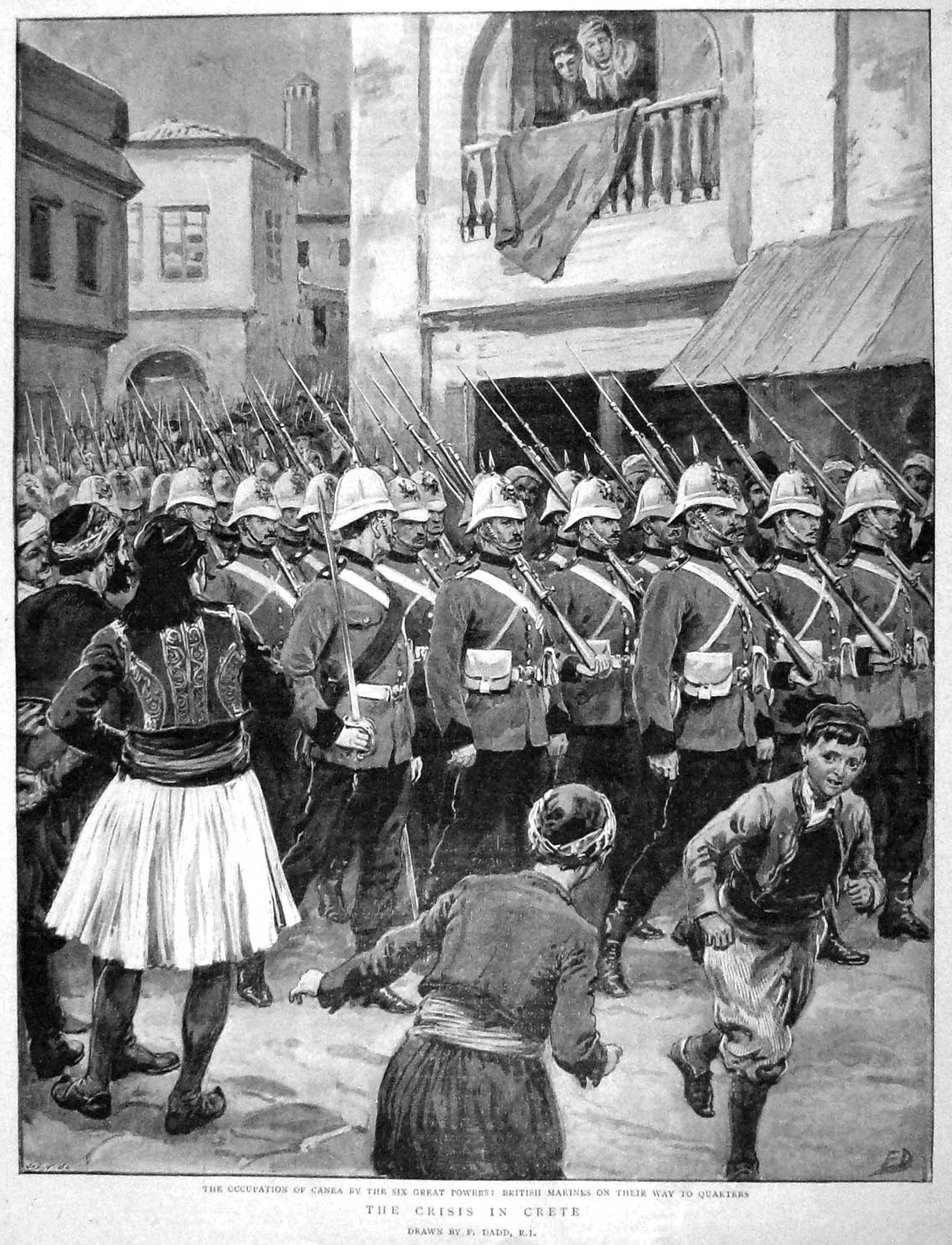
Truppe inglesi sfilanti a La Canea.

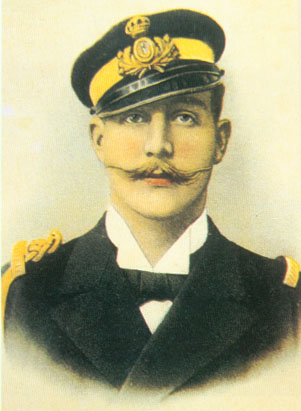
Giorgio, principe di Candia.

Il desiderio popolare di unire tutti i greci all'interno del territorio del loro regno, l'idea del Megali Idea, non venne risolto ed un'altra rivolta contro il dominio turco a Creta scoppiò di nuovo; nel febbraio 1897, re Giorgio inviò suo figlio, il principe Giorgio, a prendere possesso dell'isola ed in seguito i greci rifiutarono un'offerta ottomana di un'amministrazione autonoma e Deligiannis, il Premier greco, si mobilitò per la guerra. Le grandi potenze rifiutarono l'espansione della Grecia e il 25 febbraio 1897 annunciarono che Creta sarebbe stata sotto un'amministrazione autonoma e ordinarono alle milizie greche e turche ottomane di ritirarsi. I turchi acconsentirono, ma il primo ministro Deligiannis rifiutò e inviò 1400 truppe a Creta sotto il comando del colonnello Timoleon Vassos, e mentre le grandi potenze annunciavano un blocco, le truppe greche attraversarono il confine macedone e Abdul Hamid II di Turchia dichiarò guerra. L'annuncio che la Grecia era finalmente in guerra con i turchi fu accolto da deliranti manifestazioni di patriottismo e parate spontanee in onore del re ad Atene. Migliaia di volontari si riversarono a nord per unirsi alle forze sotto il comando del principe ereditario Costantino. Il conflitto, denominato anche come Guerra dei Trenta giorni, scoppiò così all'inizio del 1987 e fu quasi disastroso per la Grecia e per Giorgio I. Gli ottomani furono sostenuti dal Kaiser Guglielmo II di Germania, fratello della nuora di re Giorgio, Sofia di Prussia. Mentre le truppe greche si ritiravano a Larissa, la regina Vittoria chiese a Nicola II di Russia di mediare. L'esercito ellenico però venne sconfitto e le peggiori conseguenze della sconfitta per i Greci furono mitigate dall'intervento dei parenti di re Giorgio I in Gran Bretagna e Russia; le potenze ottennero un Trattato di pace, a Costantinopoli, che consentì alla Grecia di mantenere la Tessaglia, ma ufficializzava la sconfitta greca contro i Turchi. Ma la Grecia dovette anche pagare un indennizzo alla Turchia, che il regno difficilmente poteva permettersi. Creta divenne così uno stato a sé, sorvegliato da un contingente internazionale, composto da truppe britanniche, francesi, russe e italiane. L'isola rimase autonoma all'interno dell'Impero ottomano, ma legata alla Grecia attraverso il secondo figlio del re, il principe Giorgio, che divenne Alto Commissario a Candia, venendo anche insignito del titolo di Principe di Candia..

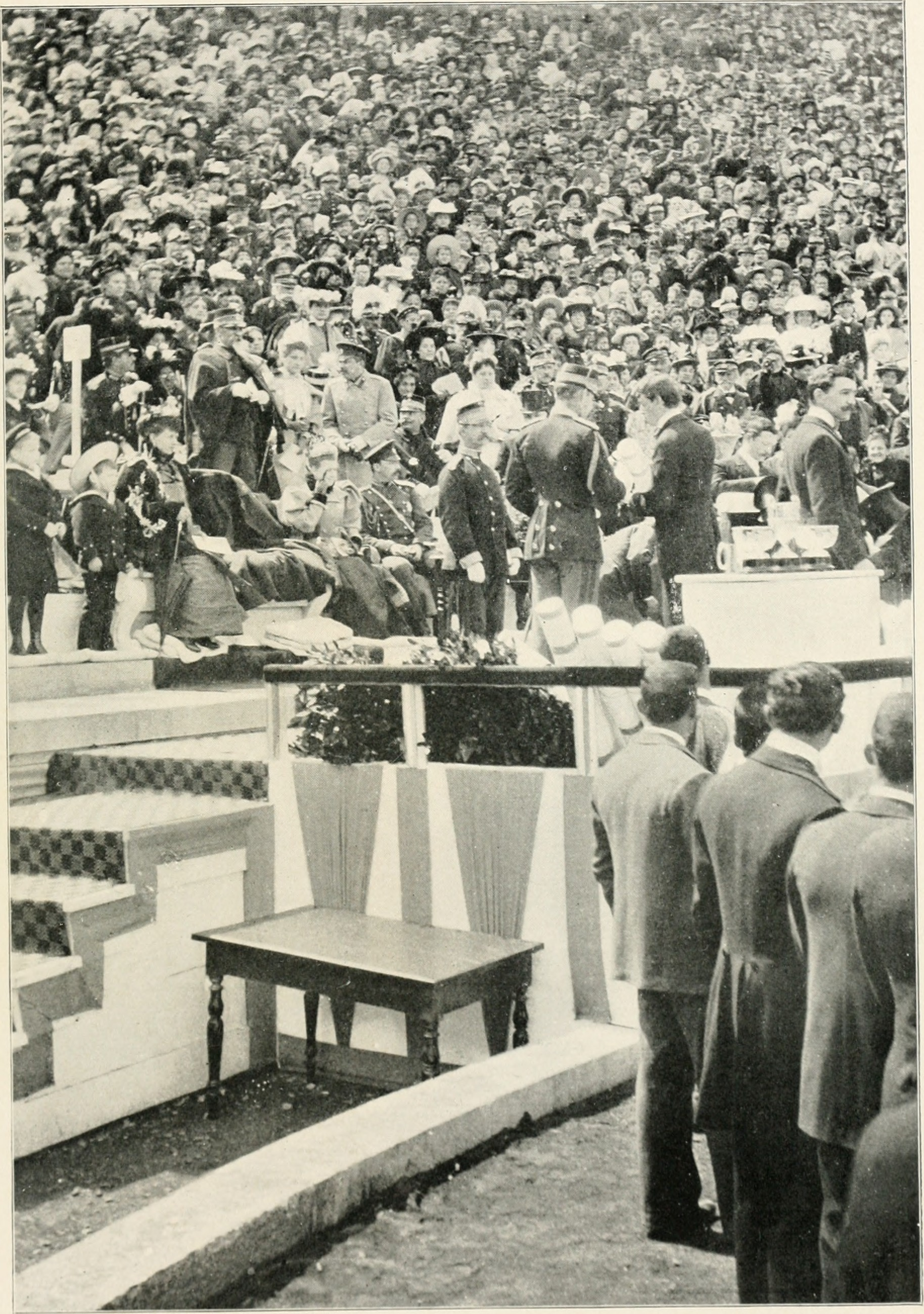
Le celebrazioni delle 1° Olimpiadi.

L'esultanza con cui i Greci avevano salutato il loro monarca all'inizio della guerra fu invertita dalla sconfitta: per un certo periodo, Giorgio pensò ad una possibile abdicazione ma quando affrontò con grande coraggio un tentativo di assassinio, nel febbraio 1898, che i suoi sudditi manifestarono al sovrano grande stima. Più tardi quell'anno, dopo i continui disordini a Creta, che includevano l'assassinio del vice-console britannico, il principe Giorgio di Grecia fu nominato Governatore generale cretese sotto la sovranità del Sultano turco, dopo che la proposta fu avanzata dalle grandi potenze. Ciò pose effettivamente la Grecia nel controllo quotidiano di Creta per la prima volta nella storia moderna..

##### Guerre balcaniche

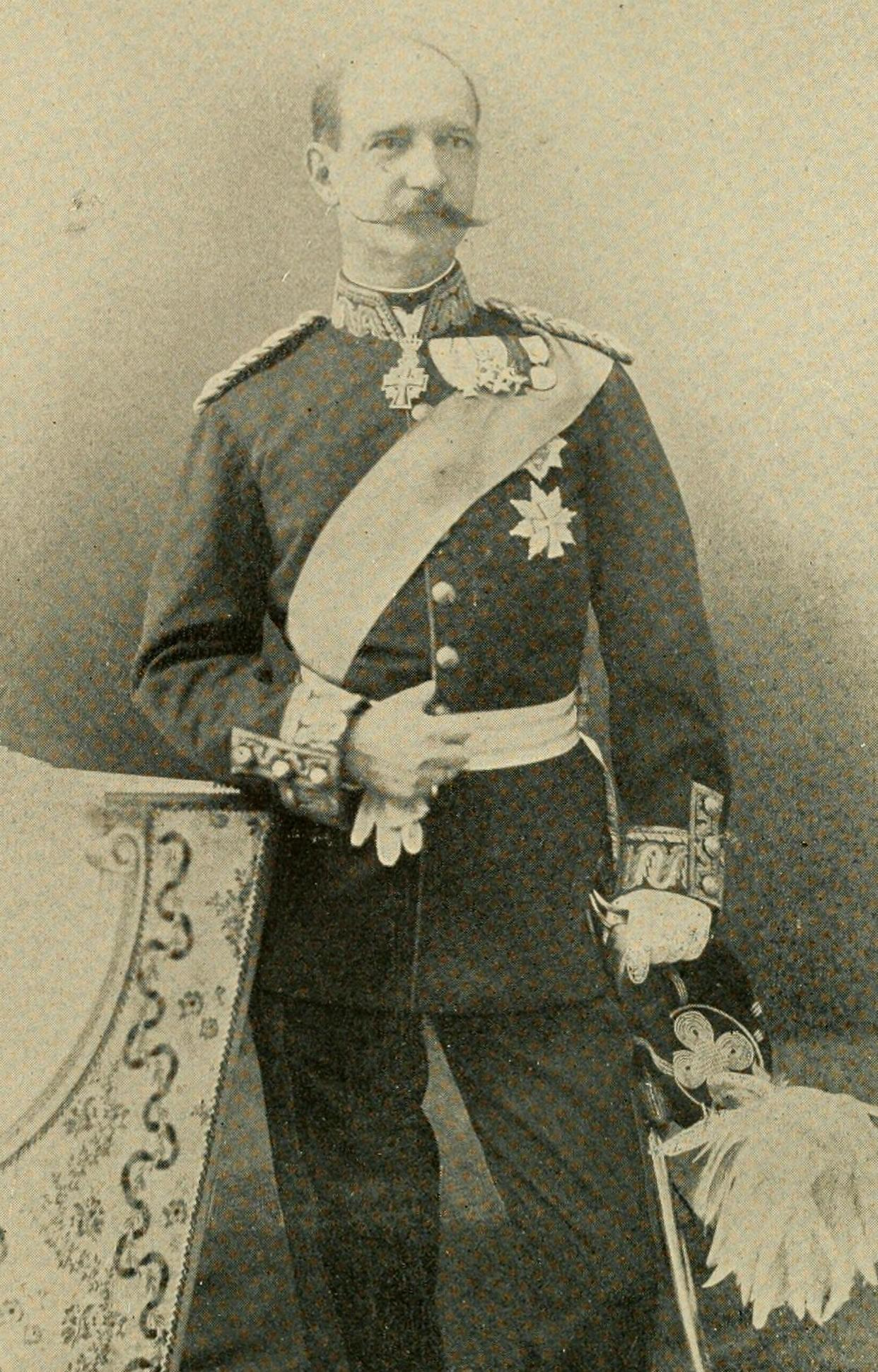
Fotografia di Giorgio I nel 1900.

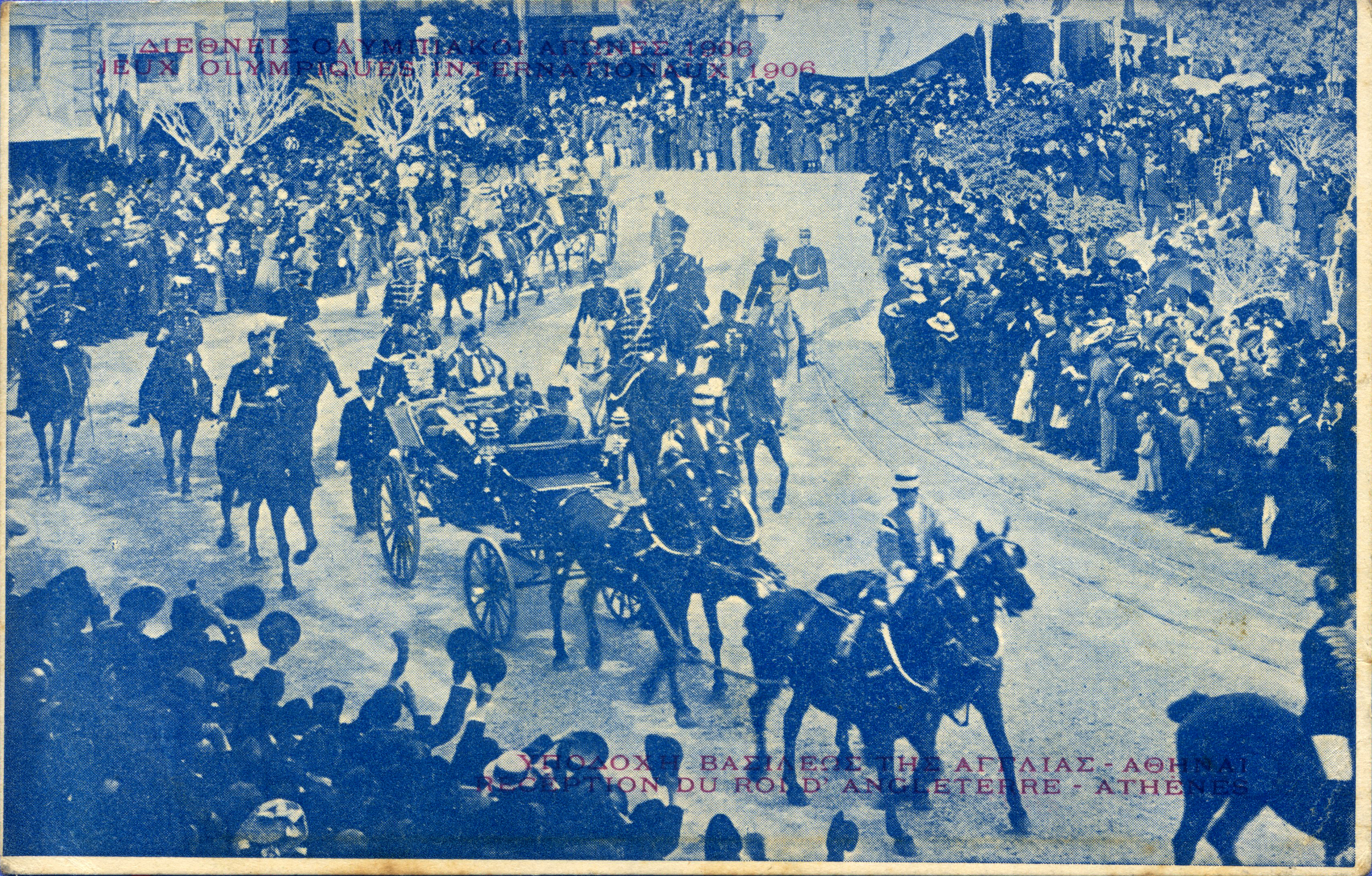
Giorgio I e Edoardo VII in carrozza durante una visita ad Atene nel 1906.

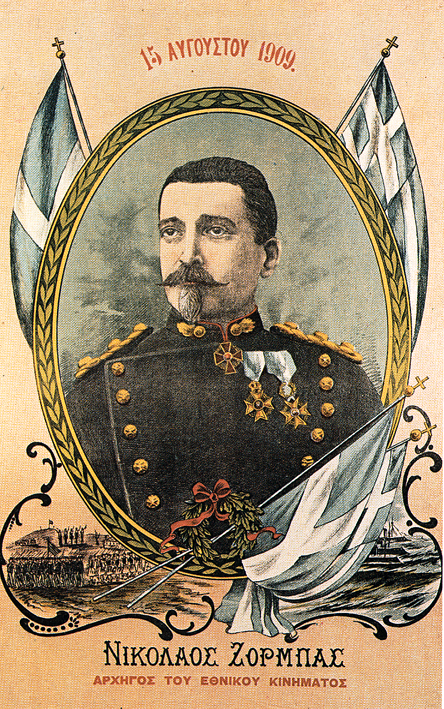
Il Colonnello Nikolaos Zorbas.

La morte della regina Vittoria nel 1901, rese Giorgio di Grecia il sovrano più longevo d'Europa. I suoi rapporti sempre cordiali con il cognato, il nuovo re Edoardo VII, continuarono a legare la Grecia alla Gran Bretagna. Ciò fu estremamente importante nel sostegno della Gran Bretagna al Principe Giorgio come Governatore generale di Creta. Nel 1906, il principe Giorgio si dimise, essendo stato considerato un governatore tollerante e comprensivo. Cogliendo l'occasione delle problematiche interne all'Impero ottomano, l'Austria-Ungheria annetté la Bosnia ed Erzegovina e la Bulgaria dichiarò la propria indipendenza dall'Impero ottomano. A Creta, la popolazione locale, guidata da un giovane politico di nome Eleutherios Venizelos, dichiarò l'Enōsis, l'unione con la Grecia, provocando un'ulteriore crisi. Dopo che i "Giovani Turchi" (ufficiali dell'esercito turco) presero il potere a Costantinopoli nel 1908, l'Assemblea cretese si proclamò unita alla Grecia. In questo clima teso, ufficiali dissidenti di grado inferiore nell'esercito greco, guidati dal colonnello Zorbas, fondarono la Lega militare: il paese all'epoca soffriva di una costante instabilità politica ed economica. Nel 1909 il morale del popolo greco arrivò ad un punto di rottura; l'elevata disoccupazione, la scarsità di denaro e l'aumento delle tasse provocarono una grande rabbia nei confronti dei reali. Non fu solo il popolo a rivoltarsi, ma anche gli alti funzionari militari che volevano il licenziamento da ogni tipo di posizione militare dei principi reali, in particolare dell'erede al trono Costantino. Il 15 agosto 1909 un gruppo di ufficiali si riunì nella "Lega militare" e organizzò il cosiddetto "Golpe di Goudi"; pur dichiarandosi monarchici, i membri della lega, guidati da Nikolaos Zorbas, chiesero così, tra le altre cose, che il sovrano espellesse suo figlio Costantino dall'esercito. Costantino, la moglie Sofia ed i figli scelsero di lasciare la Grecia e si recarono in Germania, al Castello di Friedrichshof. Nel frattempo, ad Atene, iniziarono le discussioni sull'abolizione della monarchia, per fondare al suo posto una repubblica o sostituire il sovrano con un altro principe reale. Quando Eleutherios Venizelos divenne Primo Ministro greco, nel marzo 1910, alla famiglia reale fu permesso di riprendere i propri incarichi militari, così in seguito i Duchi di Sparta ritornarono in Grecia.

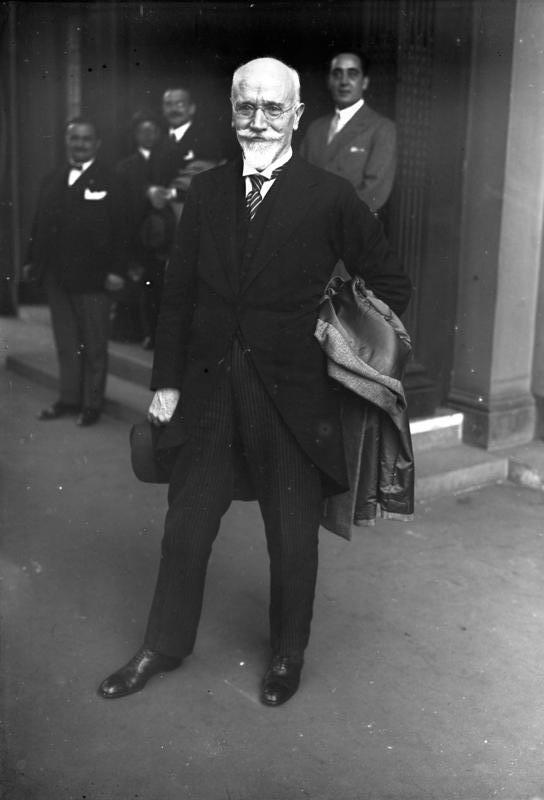
Il Premier Eleutherios Venizelos.

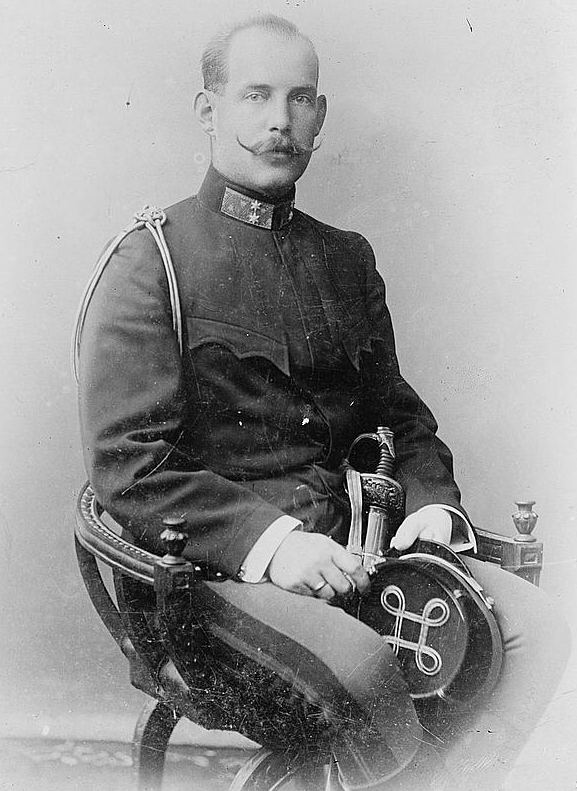
Il Principe ereditario Costantino.

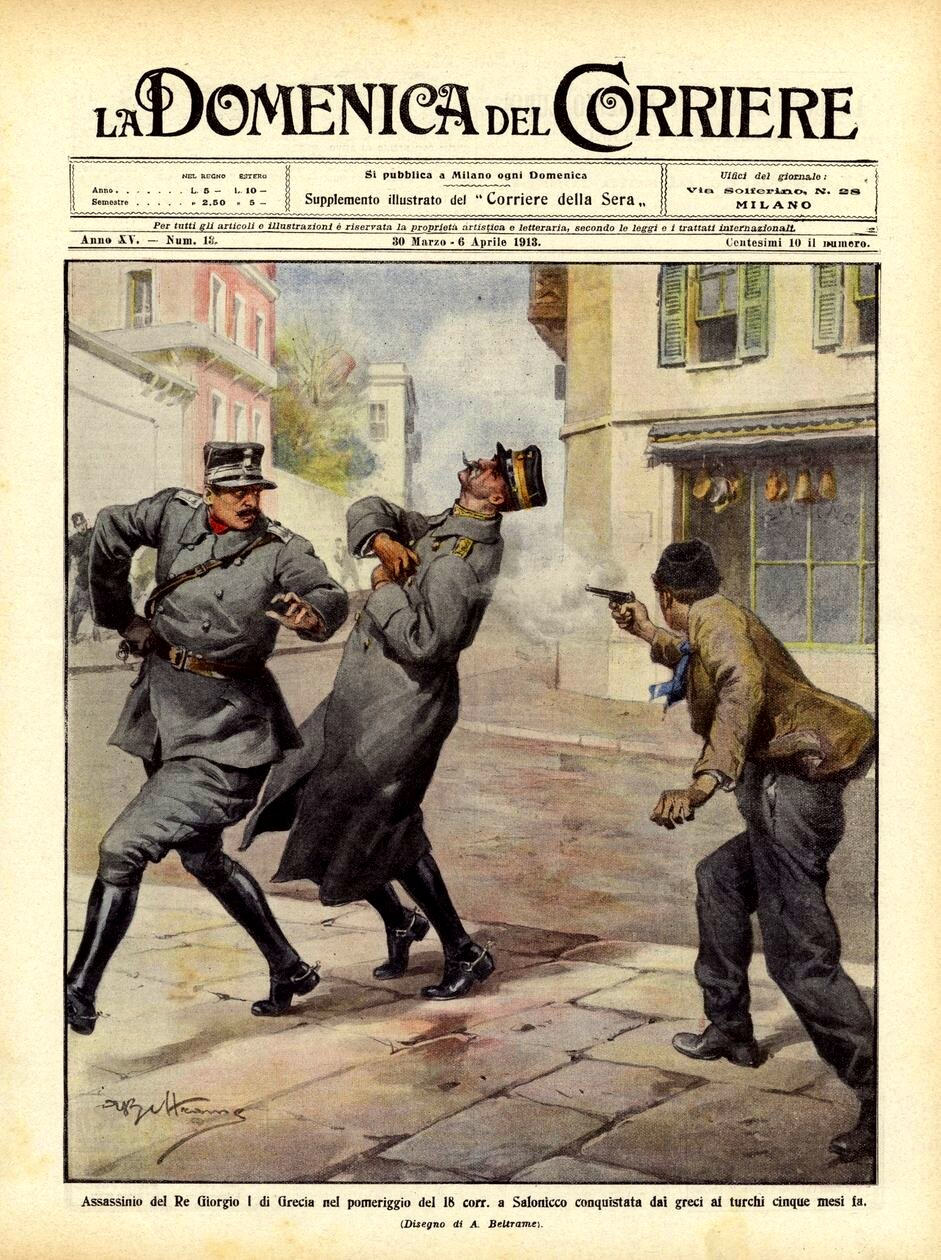
Illustrazione del Corriere della Sera che riguarda l'assassino di re Giorgio I di Grecia, marzo 1913.

Venizelos e Giorgio I erano uniti nella convinzione che la nazione avesse bisogno di un esercito forte per riparare i danni dell'umiliante sconfitta del 1897: il principe Costantino fu reintegrato come Ispettore generale dell'Esercito, e in seguito comandante in capo, preparando in tre anni un esercito di 150 000 uomini.  Sotto la sua stretta supervisione e quella di Venizelos, l'esercito fu riqualificato ed equipaggiato con l'aiuto francese e britannico, e nuove navi furono ordinate per la marina ellenica. Nel frattempo, attraverso mezzi diplomatici, Venizelos aveva unito i paesi cristiani dei Balcani in opposizione al malato impero ottomano. Quando il Montenegro dichiarò guerra alla Turchia l'8 ottobre 1912, fu rapidamente raggiunto, dopo gli ultimatum, da Serbia, Bulgaria e Grecia in quella che è nota come la Prima guerra balcanica. I risultati di questa campagna differirono radicalmente dall'esperienza greca per mano dei turchi nel 1897. Le forze greche ben addestrate, 200.000 uomini, ottennero una vittoria dopo l'altra. Il 9 novembre 1912, le forze greche entrarono a Salonicco. Seguito da Costantino di Grecia e dal Premier Venizelos in una parata qualche giorno dopo, re Giorgio cavalcò in trionfo per le strade della seconda città greca più grande. Proprio come fece ad Atene, il sovrano andò in giro per Salonicco senza alcuna forza di protezione significativa. Mentre era fuori per una passeggiata pomeridiana vicino alla Torre Bianca di Salonicco, il 18 marzo 1913, fu colpito a distanza ravvicinata alla schiena da Alexandros Schinas, che "si diceva appartenesse a un'organizzazione socialista" e "dichiarò quando fu arrestato di aver ucciso il re perché si rifiutava di dargli dei soldi" Il governo greco negò qualsiasi movente politico per l'assassinio, dicendo che Schinas era un vagabondo alcolizzato. Schinas fu torturato in prigione e sei settimane dopo cadde a morte da una finestra della stazione di polizia. Per cinque giorni la bara del re, avvolta nelle bandiere danese e greca, rimase nella Cattedrale metropolitana di Atene prima che il suo corpo venisse sepolto nel Cimitero reale della tenuta di Tatoi. 

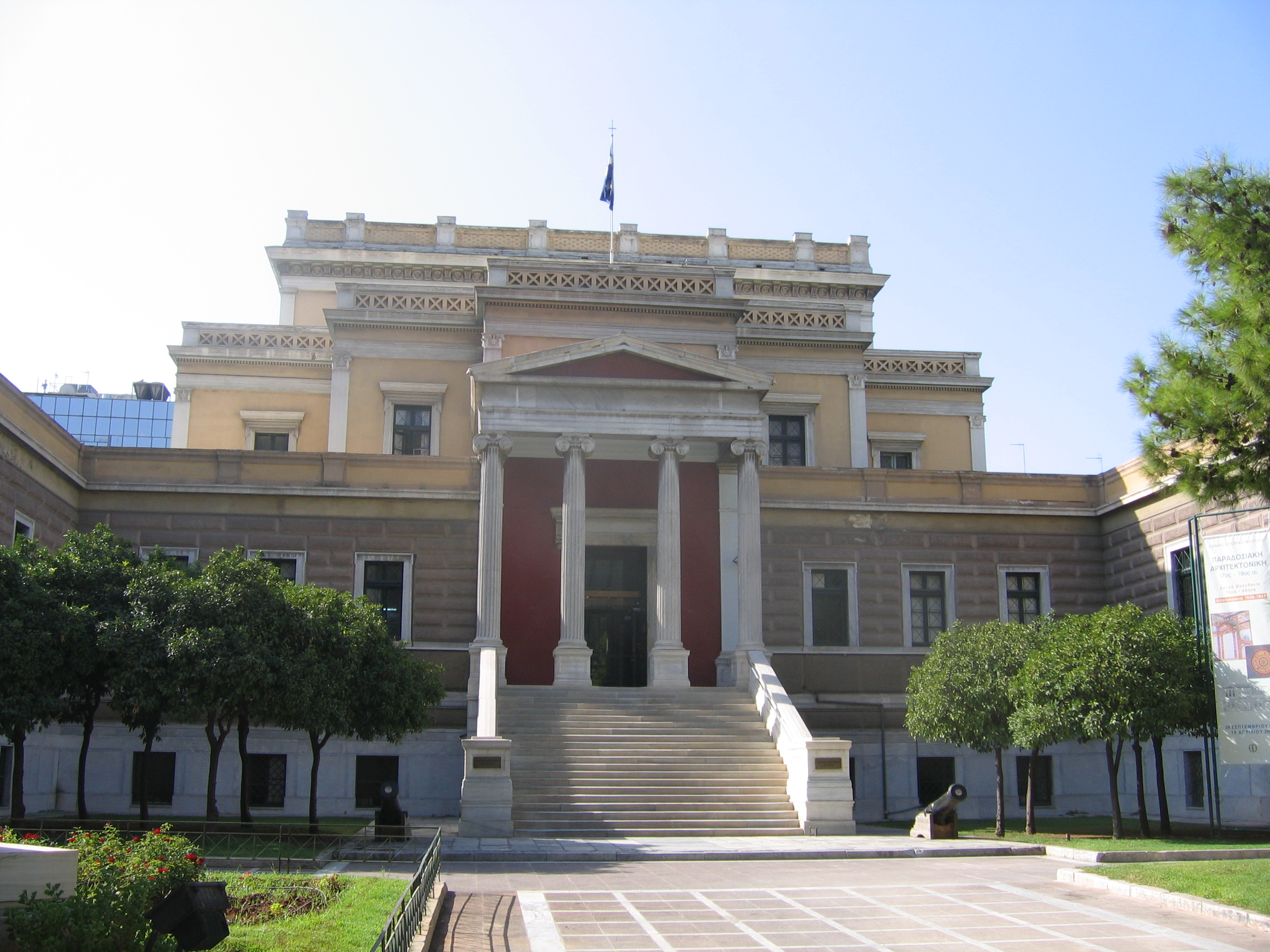
L'edificio che ospitò il Parlamento ellenico dal 1875 al 1932. Oggi è il Museo storico nazionale della Grecia.

A differenza del padre, il nuovo re Costantino si sarebbe dimostrato meno disposto ad accettare i consigli dei ministri o quelli delle tre potenze protettrici (Regno Unito di Gran Bretagna e Irlanda, Terza Repubblica francese e Impero russo).

#### Prima guerra mondiale

##### Crisi con la Turchia

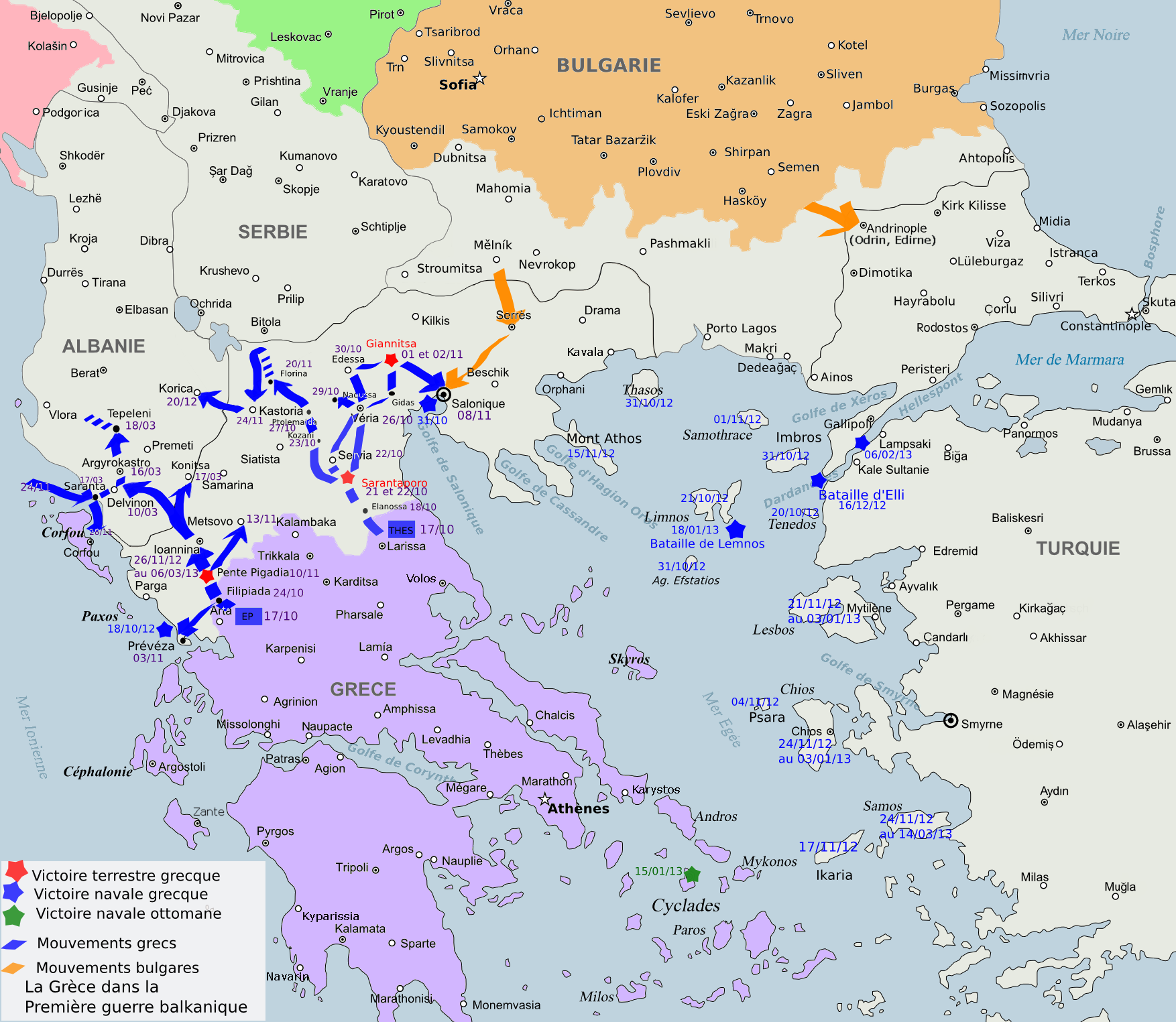
Mappa delle operazioni militari della Grecia contro i Turchi.

Il 18 marzo 1913, durante la Prima guerra balcanica, re Giorgio I venne assassinato e di conseguenza il primogenito gli successe come Costantino I, re degli Elleni. Poco dopo scoppiò la Seconda guerra balcanica, combattuta tra la Lega Balcanica, con l'aggiunta della Romania e della Turchia, contro il Regno di Bulgaria che voleva protestare contro la divisione territoriale avvenuta a seguito della Prima guerra balcanica, in particolare contro la spartizione della regione della Macedonia. 

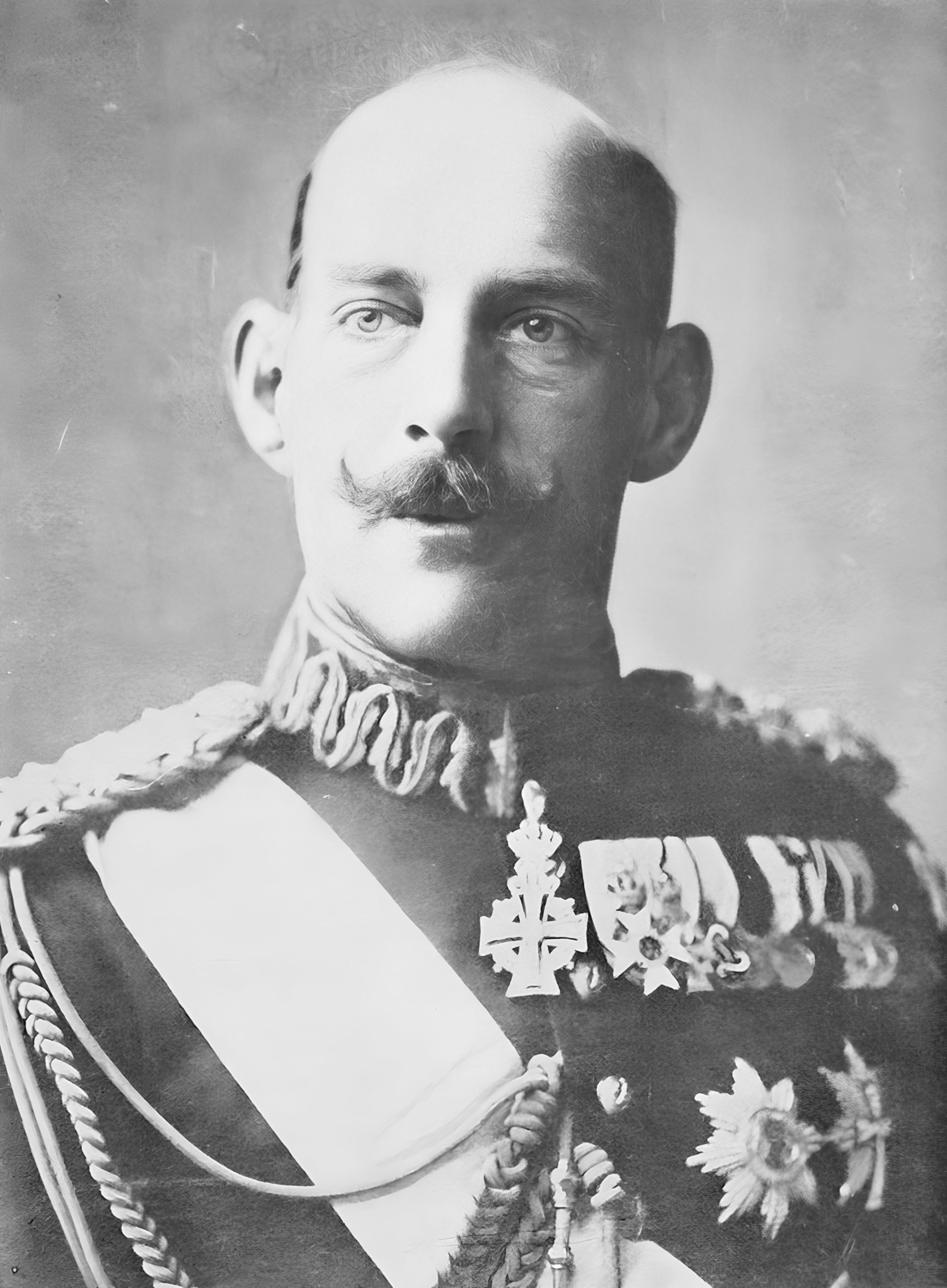
Costantino I (1868 - 1923).

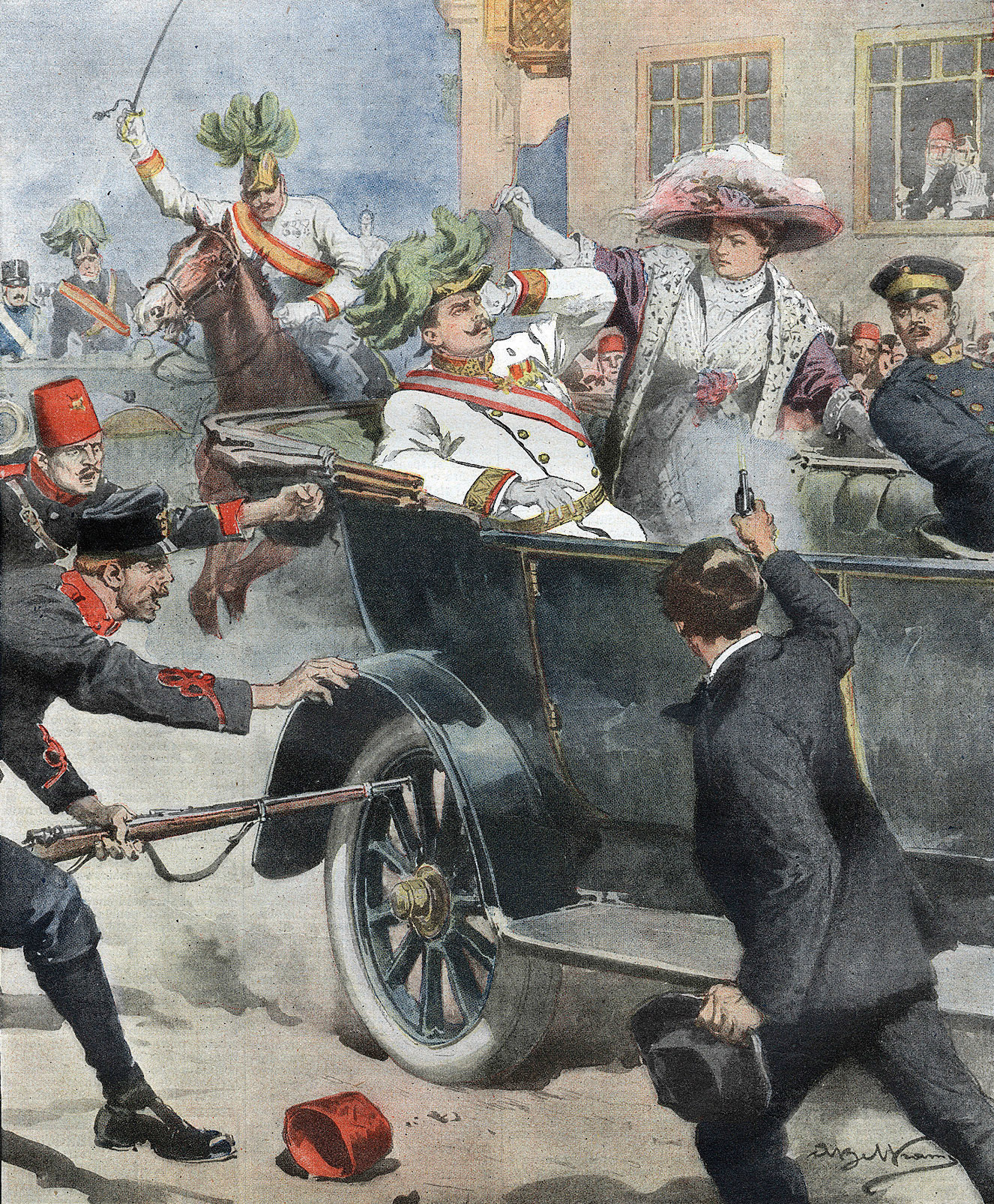
Sarajevo, 28 giugno 1914.

I regni di Grecia e di Serbia erano vincolate da un trattato di alleanza, firmato il 1º giugno 1913, che prometteva reciproca assistenza militare in caso di attacco della Bulgaria. Tuttavia, nella primavera e nell'estate del 1914, la Grecia si trovò in uno scontro con l'Impero ottomano sullo status delle isole dell'Egeo orientale, insieme a una corsa navale tra i due paesi e alle persecuzioni dei greci in Asia Minore. L'11 giugno, il governo greco emise una protesta ufficiale alla Porta, minacciando una rottura dei rapporti e persino una guerra se le persecuzioni non fossero state fermate. Il giorno successivo, la Grecia chiese l'assistenza della Serbia in caso di problemi, ma il 16 giugno il governo serbo rispose che a causa dello sfinimento del paese dopo le Guerre balcaniche e della posizione ostile di Albania e Bulgaria, la Serbia non poteva impegnarsi in un aiuto della Grecia e raccomandò di evitare la guerra. Il 19 giugno 1914, lo Stato Maggiore dell'Esercito sotto il tenente colonnello Ioannis Metaxas presentò uno studio sulle possibili opzioni militari contro la Turchia. Ciò rivelò che l'unica manovra veramente decisiva, uno sbarco dell'intero Esercito ellenico in Asia Minore, era impossibile a causa dell'ostilità della Bulgaria. Metaxas propose invece l'improvvisa occupazione della penisola di Gallipoli senza una preventiva dichiarazione di guerra, insieme allo sgombero dei Dardanelli e all'occupazione di Costantinopoli in modo da costringere gli ottomani a negoziare. Il giorno precedente, tuttavia, il governo ottomano aveva suggerito colloqui congiunti e la tensione si era allentata così da permettere al Primo ministro greco Eleftherios Venizelos e al Gran visir ottomano, Said Halim Pasha, di incontrarsi a Bruxelles a luglio. Il 28 giugno 1914, l'arciduca Francesco Ferdinando venne assassinato a Sarajevo, allora capitale delle Bosnia austro-ungarica; un mese dopo scoppiò la Prima guerra mondiale, durante la quale l'Impero ottomano si schierò a fianco dell'Austria-Ungheria, della Germania e della Bulgaria.

##### Costantino I e Venizelos

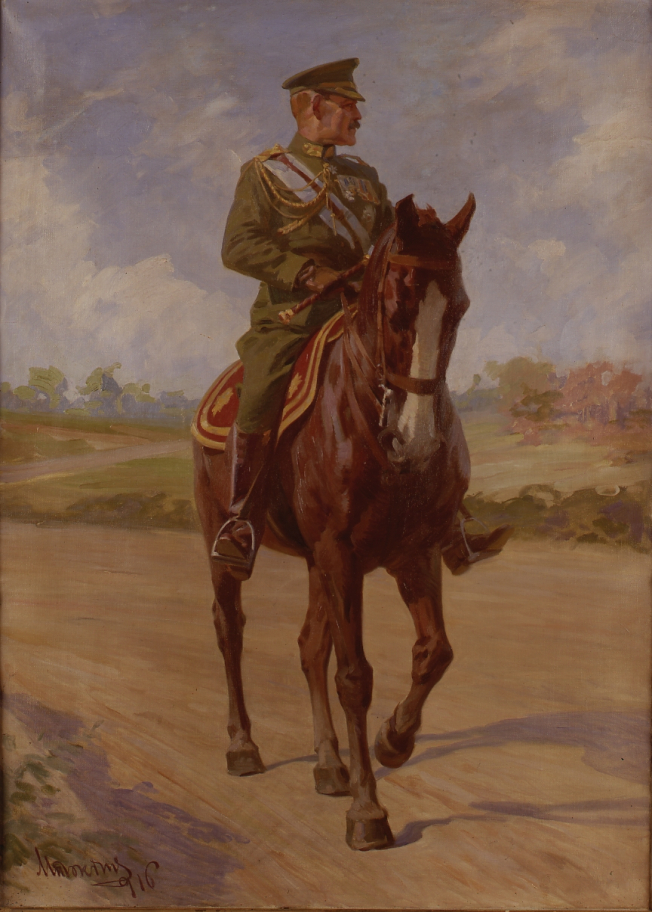
Costantino di Grecia a cavallo.

Stendardo reale nel 1914.

Allo scoppio della Prima guerra mondiale, la Grecia, legata ancora alla Serbia da un trattato di alleanza difensivo, si dichiarò neutrale, decisione presa principalmente da Costantino I. Il Premir Venizelos invece avrebbe voluto aderire al conflitto a fianco dell'Intesa. Il sovrano però era chiaramente filo-tedesco e difatti, nel caso, avrebbe desiderato che la Grecia si schierasse a fianco degli Imperi centrali. Venizelos tentò invece d'indurlo a dichiarare guerra agli Imperi, nel gennaio 1915, e ritentò il progetto durante la spedizione anglo-francese nei Dardanelli. Il Primo ministro però si dimise a seguito di una vivace discussione nel consiglio della Corona del 5 marzo 1915, in cui il Re aveva chiesto 24 ore di tempo per decidere se uscire o no dalla neutralità e aveva poi sentenziato: "non ancora". L'attacco bulgaro alla Serbia, nel settembre 1915, causò una nuova rottura tra re Costantino e Venizelos, che nel frattempo era stato richiamato, poiché il Re aveva assicurato la Bulgaria di lasciarle campo libero contro la Serbia. In seguito Venizelos ordinò, con l'approvazione della Camera, la mobilitazione dell'esercito, ma il Premier fu nuovamente dimesso. La Grecia era ormai divisa in due: Costantino I, sostenuto dal clero e dai "riservisti", aveva la maggioranza fra il popolo. Nell'ottobre 1915 l'Intesa fece un passo decisivo per indurre il Re ad aderire alla propria parte: l'Inghilterra gli offrì Cipro, ma egli rifiutò. Nel 1916 cercò di mettersi d'accordo con l'Intesa, dicendo che la Grecia avrebbe potuto schierarsi contro la Bulgaria, ma non contro l'Austria e la Germania. Quando poi lasciò che le truppe bulgare e tedesche penetrassero nella Macedonia sudorientale occupando Serres, Kavala e il forte Rupel, nel maggio 1916, la rottura tra il sovrano e l'Intesa divenne completa. Il re di Grecia stava per unirsi ai Tedeschi sui campi della Macedonia. Questo pericolo indusse la Francia a forzare la situazione, a chiedere la smobilitazione, che Costantino rifiutò, e ad aiutare Venizelos a formare a Salonicco un nuovo governo, rivoluzionario. Costantino, irritato, fece sparare il 10 dicembre 1916 sulle truppe dell'Intesa acquartierate ad Atene.

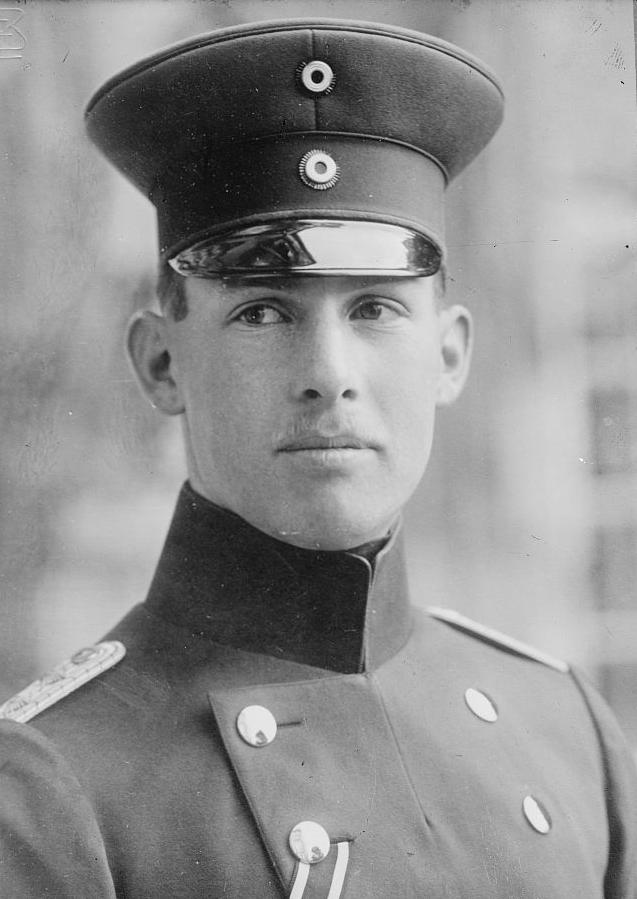
Giorgio di Grecia, duca di Sparta.

In alcuni ambienti politici francesi da tempo si pensava di detronizzare re Costantino, ma l'idea da principio trovò opposizione tra gli alleati, e specialmente in Russia, dove il governo zarista temeva un'eventuale entrata dei Greci a Costantinopoli. Nel giugno 1917 l'Intesa si decise finalmente, malgrado la protesta italiana, a chiedere la destituzione di Costantino I. Il 10 giugno contingenti di truppe del generale Sarrail sbarcarono al Pireo. Senza tentare di resistere, re Costantino abdicò l'11 giugno, giorno in cui anche il primogenito Giorgio, erede al trono, rinunciò ai diritti sulla corona greca, poiché considerato filo-tedesco come il padre. A salire sul trono ellenico fu il secondogenito di Costantino I, il principe Alessandro. Costantino, la regina Sofia, i figli e molti membri della Casa reale, lasciarono la Grecia e andarono in esilio. L'ex sovrano andò in esilio in Svizzera.

##### Alessandro I (1917 - 1920)
Con l'abdicazione di Costantino I, il Parlamento ed il Governo ellenico designarono il secondogenito dell'ex sovrano, Alessandro, quale nuovo Re degli Elleni; il 27 giugno 1917 Venizelos ritornò al governo e spinse re Alessandro a dichiarare guerra agli Imperi centrali, aderendo al conflitto a fianco della Triplice Intesa, ovvero Francia, Gran Bretagna e Russia. Tuttavia, la stanchezza del popolo per le guerre precedenti e il prolungato stato di mobilitazione, così come l’influenza della propaganda filo-costantiniana e filo-tedesca in Grecia, crearono ribellioni e diserzioni. Il governo di Venizelos dovette ricorrere a misure autoritarie contro i realisti e alla fine, tuttavia, l'esercito greco radunato dal Premier combatté e giocò un ruolo importante nelle battaglie sul Fronte macedone nella primavera del 1918. Il suo contributo all'attacco finale del settembre 1918 fu elogiato anche dagli Alleati. Venizelos si recò poi nel 1919 a Versailles, dove rappresentò la Grecia per la firma dei trattati. Sul campo di battaglia, la Grecia aveva acquisito il prestigio necessario per le sue nuove aspirazioni, da perseguire ora in campo diplomatico.

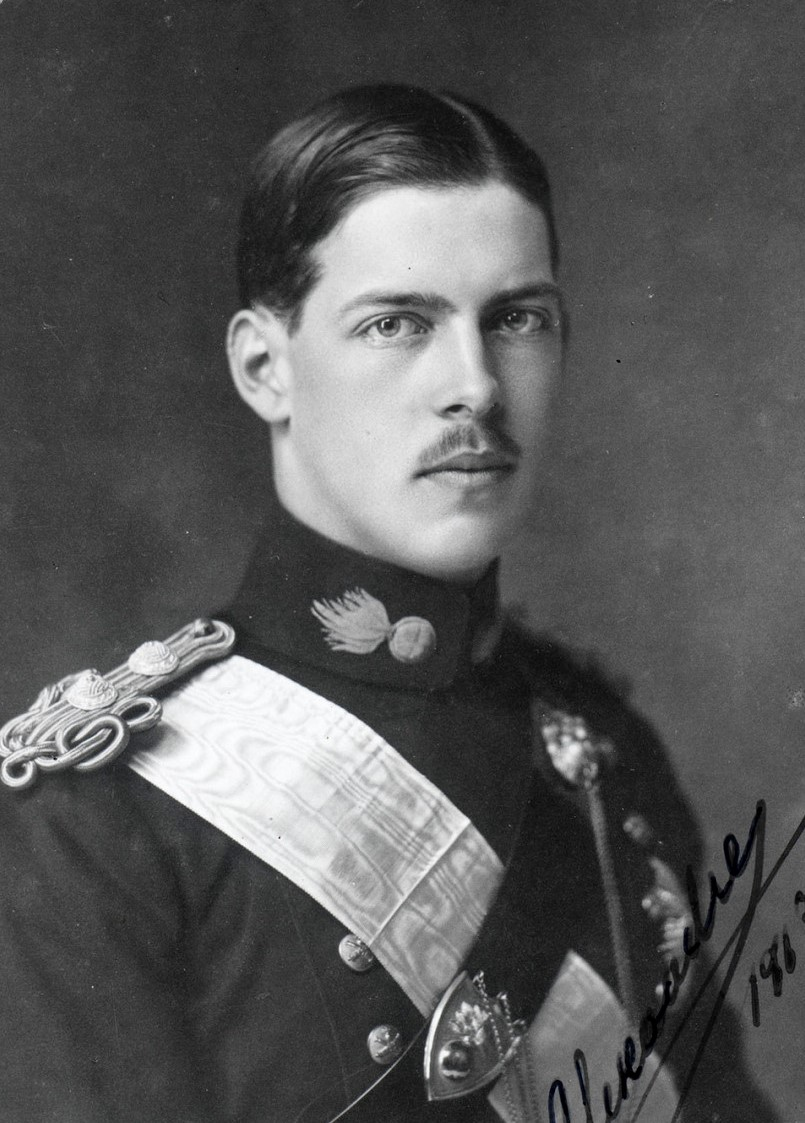
Alessandro di Grecia (1917-1920).

Dopo la Prima guerra mondiale, gli Alleati attuarono gli accordi segreti che aveva prestabilito per la spartizione dell'Impero ottomano, che è essa stessa una diretta conseguenza dell'intervento degli Ottomani a fianco della Triplice Alleanza durante il conflitto. Nel 1919, le forze greche ricevono l'autorizzazione dell'Intesa a sbarcare nella città di Smirne, in Anatolia. Cominciò allora una nuova guerra, la Guerra greco-turca, la seconda, nel corso della quale il governo della Sublime porta si sgretolò ancora di più fino a firmare il trattato di Sèvres, siglato il 10 agosto 1920.

##### Guerra greco-turca (1919 - 1922)

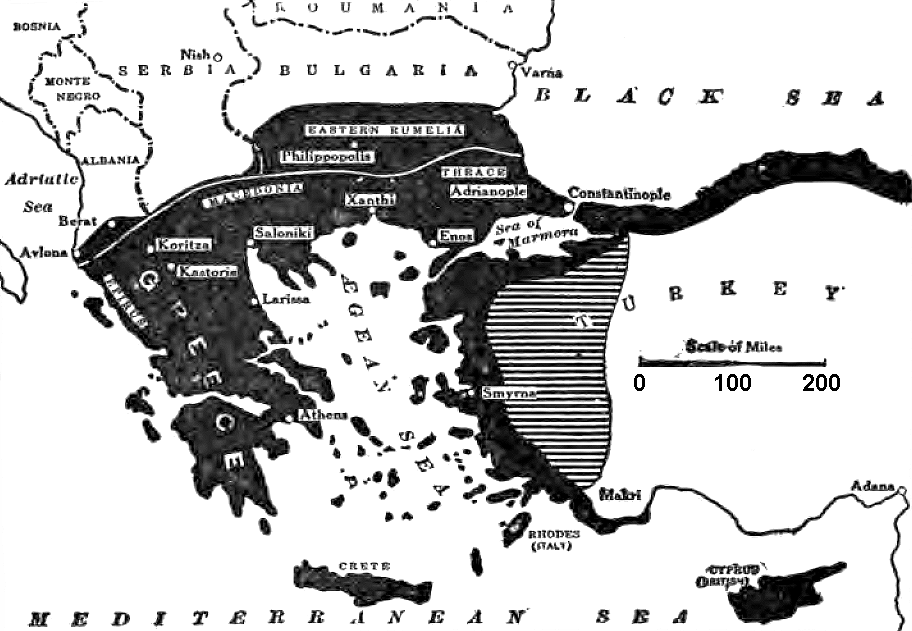
Carta dei territori rivendicati dal Premier Venizelos a Parigi nel 1919.

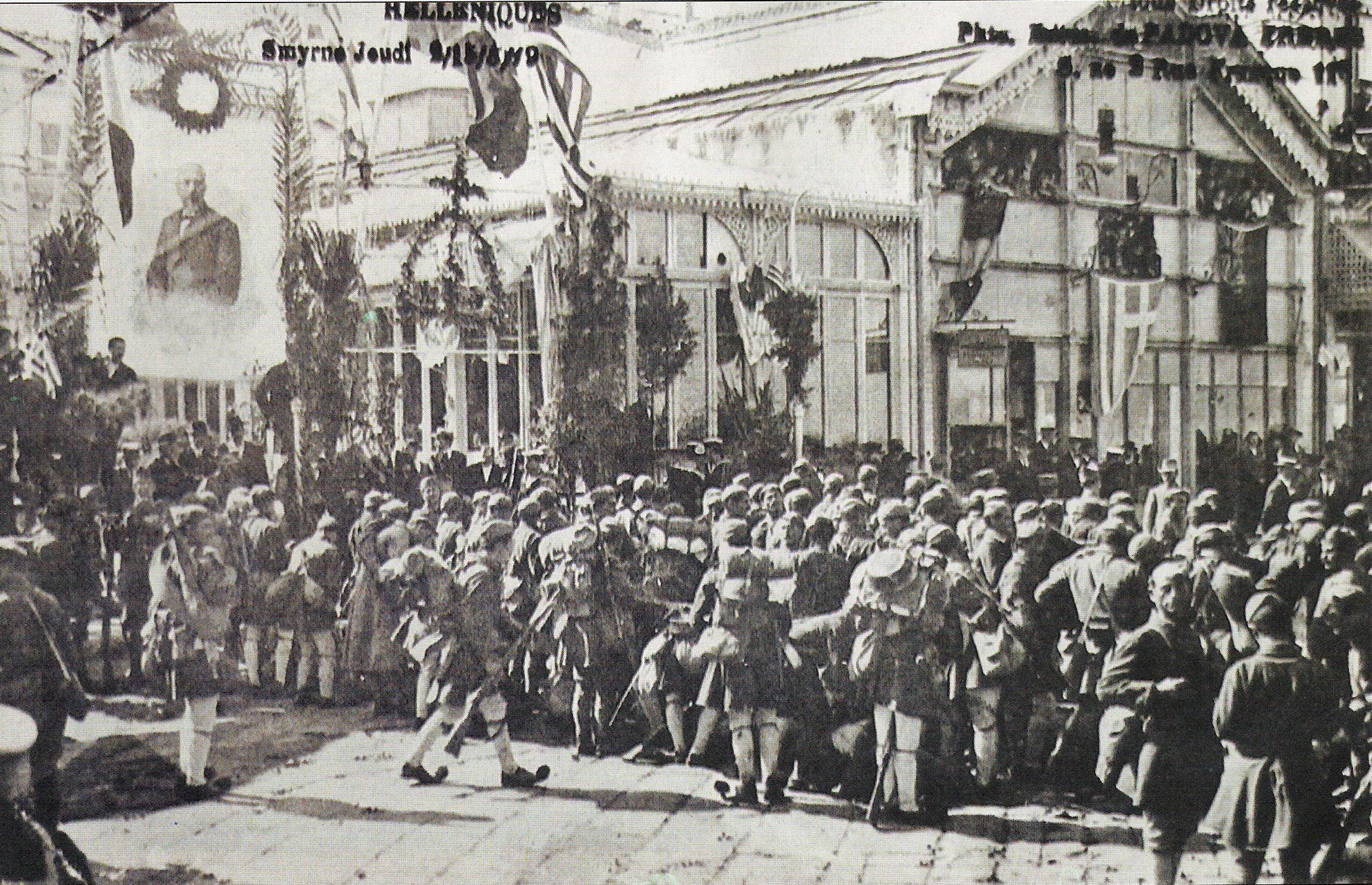
Alcune truppe greche a Smirne.

Durante la Grande guerra, numerosi accordi segreti, spesso contraddittori, vennero sottoscritti tra i paesi dell'Intesa al fine di dividere l'Impero ottomano e di spartirsi le sue spoglie. La Grecia si vede così promettere territori che sono al medesimo tempo accordati ad altri Paesi vincitori. Così, gli Accordi di San Giovanni di Moriana, firmati il 26 aprile 1917 dal Regno Unito, dalla Francia e dall'Italia, concedono a quest'ultima una vasta zona d'influenza in Turchia, che include la regione di Smirne, peraltro rivendicata dal Regno di Grecia. Parallelamente, i Paesi dell'Intesa, e in particolare la Gran Bretagna, promisero ad Atene importanti compensazioni territoriali in cambio della sua entrata in guerra, contro gli ottomani, al loro fianco: questi territori erano la Tracia orientale, la regione di Smirne e le isole di Imbro e Tenedo, in cui una parte sostanziosa della popolazione è ancora ellenofona all'inizio del XX secolo. Alla Conferenza di pace di Parigi, nel 1919, il Premier Eleutherios Venizelos fece dunque pressione sugli Alleati per attuare il suo sogno di una "Grande Grecia" (la Megali Idea), che comprenderebbe l'Epiro settentrionale, la totalità della Tracia e parte dell'Asia minore, in qualche modo andando a ricreare il cuore dell'antico Impero bizantino. A contrastarlo fu la delegazione italiana (stupefatta che i suoi «interessi in Vicino Oriente» non siano più ormai riconosciuti dalle altre grandi Potenze, e ciò in violazione degli Accordi di San Giovanni di Moriana), decidendo di abbandonare il tavolo dei negoziati. Durante l'assenza degli italiani, che durò fino al 5 maggio, il Primo ministro britannico, David Lloyd George, giunse a convincere la Francia e gli Stati Uniti d'impedire a Roma d'intervenire in Anatolia occidentale. L'Esercito greco poté dunque sbarcare in tutta tranquillità a Smirne il 15 maggio 1919. Tuttavia, nell'Impero ottomano rinacque un sentimento patriottico ed un governo rivoluzionario, diretto da Mustafa Kemal che si oppone ferocemente alla spartizione della Turchia.

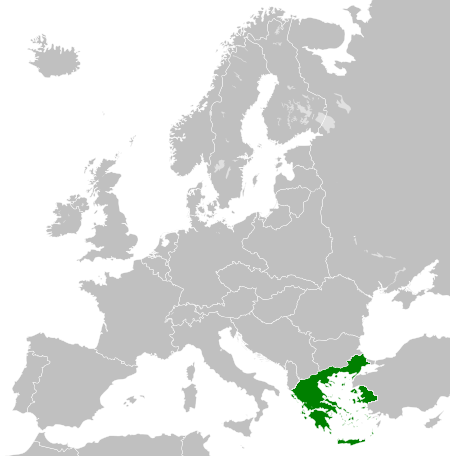
Il Regno di Grecia dopo Sèvres.

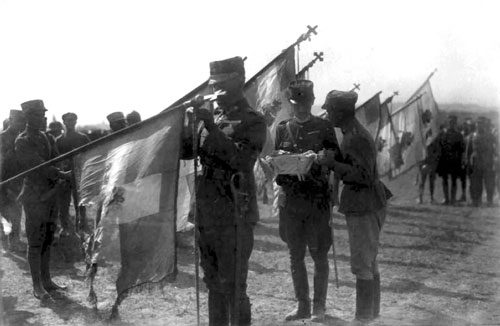
Re Costantino I di Grecia che decora alcune bandiere di guerra, nel 1921.

Tra la primavera e l'estate del 1920, l'Esercito greco lanciò una serie d'offensive vittoriose in direzione della vallata del Meandro, di Peramos (Karşıyaka) e di Filadelfia (Alaşehir). L'obbiettivo di queste operazioni, che incontrarono una resistenza turca sempre più dura, fu quello di dare profondità strategica alla difesa di Smirne. Esse si conclusero nell'estate del 1920 con l'assunzione di controllo da parte della Grecia di tutto l'occidente e della maggior parte del nord-ovest dell'Asia Minore. Combattimenti hanno luogo anche in Tracia. Il 27 maggio 1920, la Divisione Serres rilevò le truppe francesi che stazionavano a Komotini e la Divisione Xanthe del 15º Reggimento di Fanteria fece lo stesso, sbarcando ad Alessandropoli. Questa Divisione proseguì nella sua marcia ed entrò a Didymoteicho il 2 giugno, rilevando le truppe francesi.
All'incirca dopo due anni dalla fine della Prima guerra mondiale, i rappresentanti dell'Impero ottomano, sconfitto, firmano il 10 agosto 1920 il Trattato di Sèvres; in base a questo accordo, i Turchi cederono al Regno di Grecia la Tracia orientale (fino alla linea di Çatalca), le isole di Imbro e di Tenedo ed anche il vilayet di Smirne. La Grecia è in tal modo ricompensata per il suo intervento in guerra a fianco degli Alleati a partire dal 1917, mentre l'Impero ottomano, che conservò in Europa solo un piccolo territorio nella regione di Costantinopoli, fu punito per la sua alleanza con le Potenze Centrali. Nonostante tutto, le concessioni fatte ad Atene non accontentarono totalmente il governo greco dal momento che Costantinopoli restò fuori dalla sua sfera d'influenza e poiché Smirne e la sua regione non vennero completamente integrate allq Grecia. In base al Trattato, la Grecia poté solo amministrare l'enclave smirniota, che restò nominalmente sotto la corona del Sultano ottomano. Un Camera locale fu eletto per indurre un referendum, sotto l'egida della Società delle Nazioni, al fine di consultare la popolazione sul suo desiderio d'integrarsi o meno alla Grecia. Alla fine, né l'Impero ottomano, per il quale le conseguenze dell'accordo sono estremamente dure, né la Grecia accettano di ratificare il Trattato di Sèvres.

#### Fine della monarchia (1924)

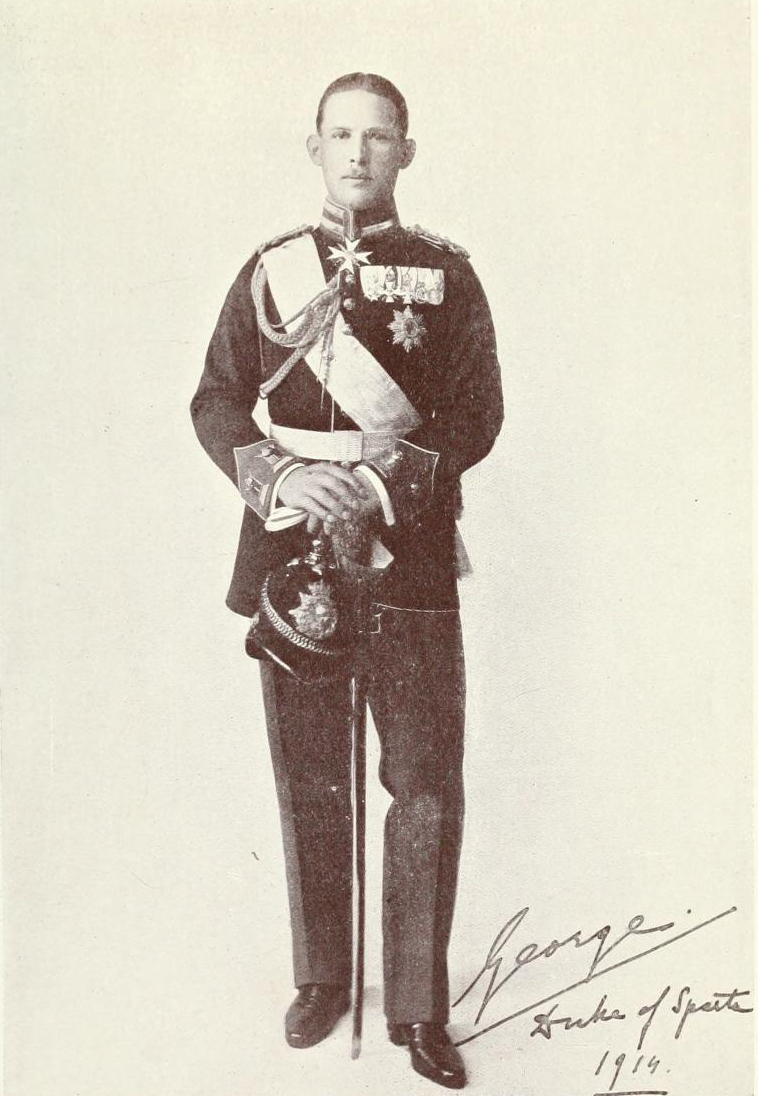
Giorgio II di Grecia (1922 - 1924).

A questo punto l'idea della Megali Idea sembrava quasi sul punto di giungere a compimento. Intanto in patria le spaccature erano tali che Venizelos scampò ad un tentativo di assassinio da parte di due ex ufficiali realisti. A peggiorare il tutto, il partito liberale di Venizelos perse le elezioni del novembre del 1920 e con un referendum tenutosi poco dopo, la popolazione greca votò per il ritorno di re Costantino dall'esilio dopo l'improvvisa morte di re Alessandro nel 1920. L'Opposizione Unita, che aveva fatto campagna per far terminare la guerra in Anatolia, si intensificò ancora di più. La restaurazione monarchica, ad ogni modo, portò ad alcune terribili conseguenze: molti ufficiali veterani venizelisti vennero costretti o lasciarono volontariamente l'esercito, mentre Italia e Francia colsero l'occasione del ritorno dell'odiato Costantino quale pretesto per rivolgere il loro sostegno a Mustafa Kemal Atatürk. Infine, nell'agosto del 1922, l'esercito turco spaccò il fronte greco e conquistò Smirne. Il malcontento generale.

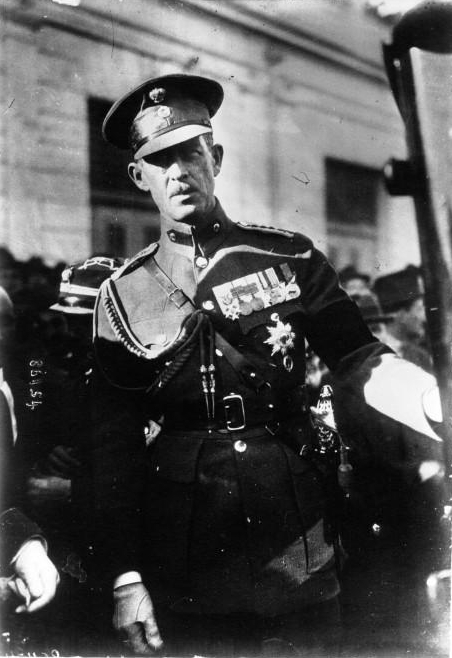
Il Principe Andrea di Grecia.

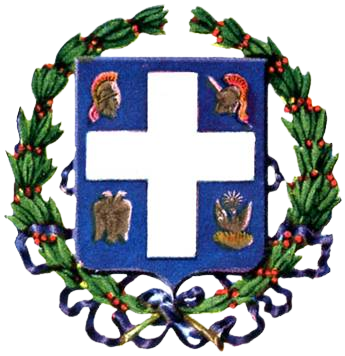
Emblema della Seconda Repubblica ellenica (1924 - 1932).

Nel 1920 il re Alessandro morì e così si aprì una disputa costituzionale: in seguito alle elezioni del 14 novembre 1920, un vero plebiscito di 999 962 voti su 1 012 742, re Costantino fu richiamato in Grecia. Costantino I riprese il potere il 19 dicembre 1920, quando la Grecia già da sei mesi era in guerra contro la Turchia in Anatolia, e continuò le operazioni militari. Questa volta assunse il nome di Costantino XII, per l'ideale continuazione dei basileis, gli imperatori bizantini. Durante il secondo periodo di regno, fu proclamato anche massone "a vista" dal Gran Maestro di Grecia. L'esercito greco venne però sconfitto in modo devastante e la responsabilità di ciò venne attribuita ai principi reali, tra cui Andrea di Grecia che era stato coinvolto negli episodi bellici contro i turchi. Con il risultato molto negativo della Guerra contro gli ottomani e una pesante crisi economica (scoppiò anche la rivoluzione dell'11 settembre 1922), portarono Costantino I ad abdicare ed in seguito Giorgio ascese al trono come Giorgio II, re degli Elleni. Nel 1923, in base ai termini del Trattato di Losanna siglato gli Alleati e la Turchia, Smirne tornò alla Turchia e più di un milione di residenti greci dell'Asia Minore furono rimpatriati, così come i turchi residenti in Grecia. Fortemente antimonarchici, i rifugiati greci e la potente fazione militare si agitarono incessantemente contro il nuovo monarca greco, Giorgio II. Dopo un fallito Colpo di Stato dei realisti, verso la fine del 1923 il Governo gli chiese di lasciare la Grecia, dal momento che la reputazione del sovrano e della Casa reale era pessima, mentre l'Assemblea nazionale discuteva la questione della futura forma di governo. Giorgio partì per un esilio in Romania, vivendo in seguito in Gran Bretagna. Venne ufficialmente deposto il 25 marzo 1924, a seguito della proclamazione della Seconda repubblica ellenica. 

### Regno di Grecia (1935 - 1973)

#### Restaurazione della monarchia

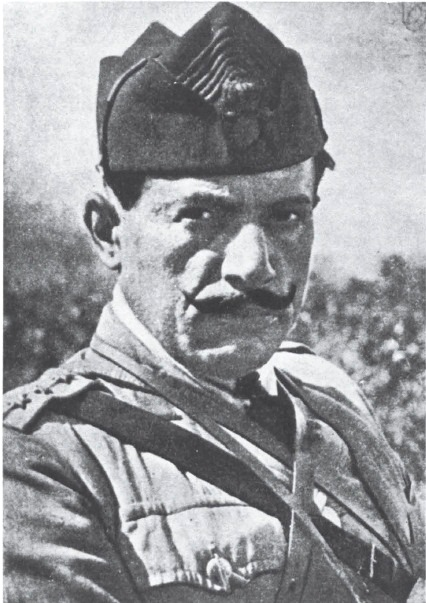
Georgios Kondylis, ministro della difesa e poi primo ministro.del Regno di Grecia.

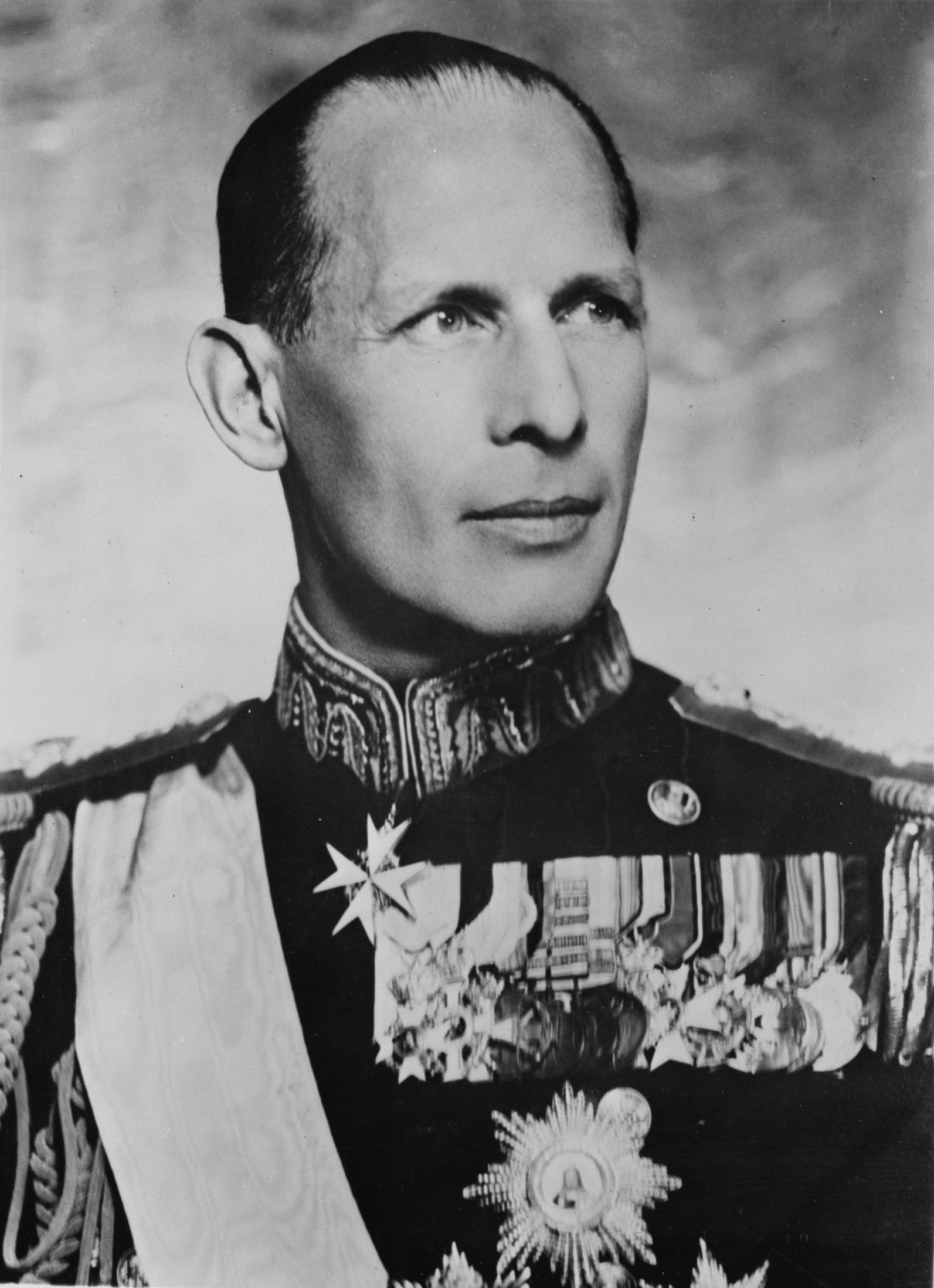
Giorgio II di Grecia (1935 - 1947).

Nel 1935 Georgios Kondylis, un ex ufficiale militare pro-Venizelos, era uno degli uomini più importanti dell'establishment greco; costrinse il Premier Panagis Tsaldaris a dimettersi assumendo lui stesso la guida dell'esecutivo ellenico, sospendendo nel frattempo numerose disposizioni costituzionali. Nello stesso periodo, Kondylis guidò le forze lealiste sopprimendo un tentato colpo di Stato venizelista, fazione che egli stesso appoggiò in precedenza. Kondylis, che nel frattempo si era unito ai conservatori, decise di indire un referendum per ristabilire la monarchia, nonostante in passato fosse stato un sostenitore dell'ala antimonarchica della politica greca. Nel 1935 si tenne così un plebiscito per il ritorno della monarchia, con il 98% dei voti a favore della restaurazione della monarchia con re Giorgio II. In attesa del ritorno del sovrano greco, Kondylis assunse la carica di Reggente dal 10 ottobre al 25 novembre 1935. Secondo i risultati ufficiali del referendum, solo il 2% votò contro la monarchia; gli osservatori dell'epoca espressero seri dubbi sulla legittimità del voto. Oltre all'improbabile alto numero di "sì", il voto si tenne in circostanze tutt'altro che segrete. Gli elettori gettavano un pezzo di carta blu nell'urna se sostenevano il ritorno del re, o un pezzo di carta rossa per mantenere la repubblica. Chiunque gettasse un pezzo di carta rossa rischiava di essere picchiato. Re Giorgio tornò comunque ed in seguito i repubblicani vinsero immediatamente le elezioni del 1936, in cui i comunisti detenevano l'equilibrio del potere. Nello stesso anno morirono sia Eleutherios Venizelos sia Panagīs Tsaldarīs. Un risultato peculiare del plebiscito fu l'emarginazione di Kondylis, poiché Giorgio II affidò ad altri politici la gestione del paese. Kondylis morì all'inizio del 1936.

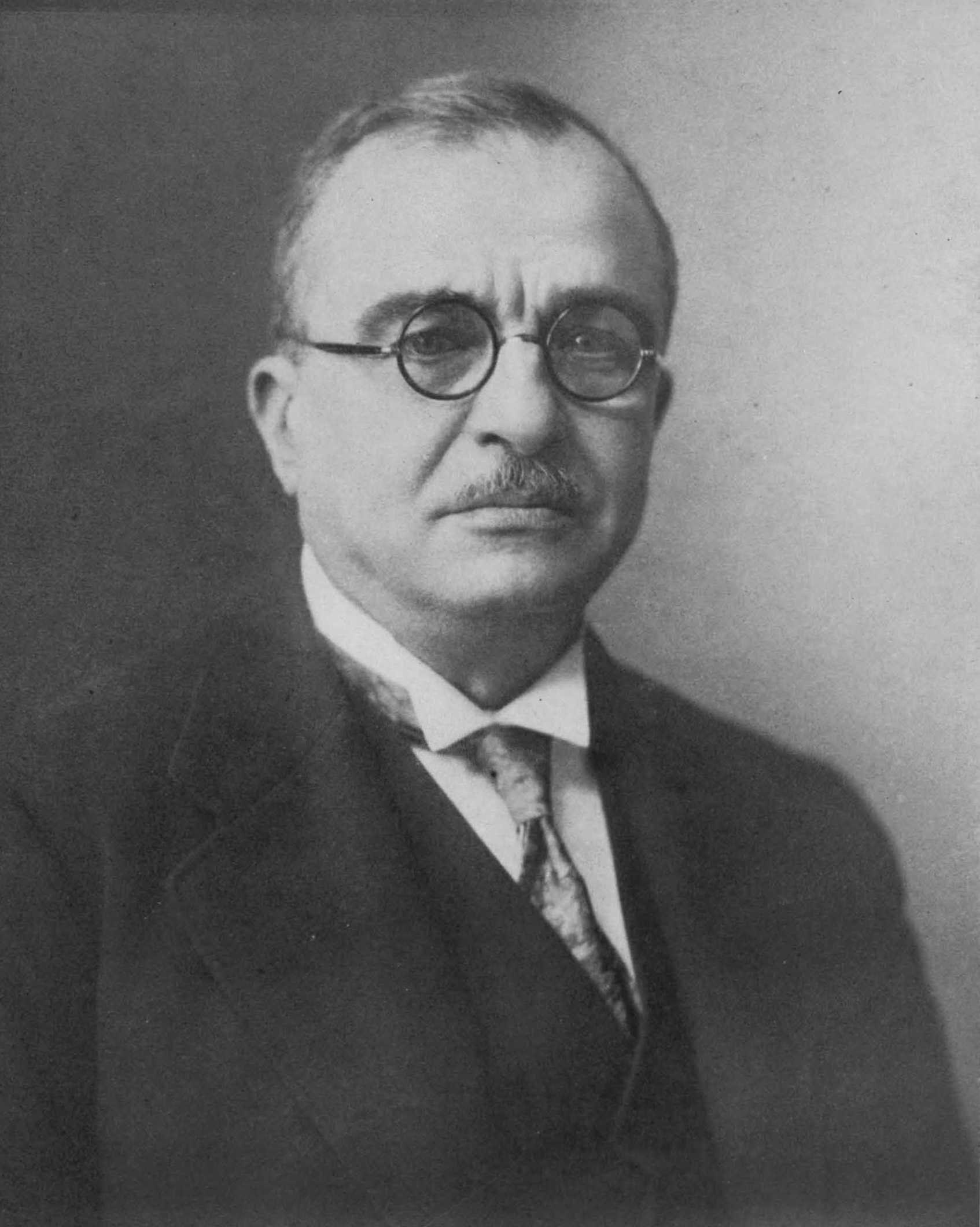
Ioannis Metaxas nel 1937.

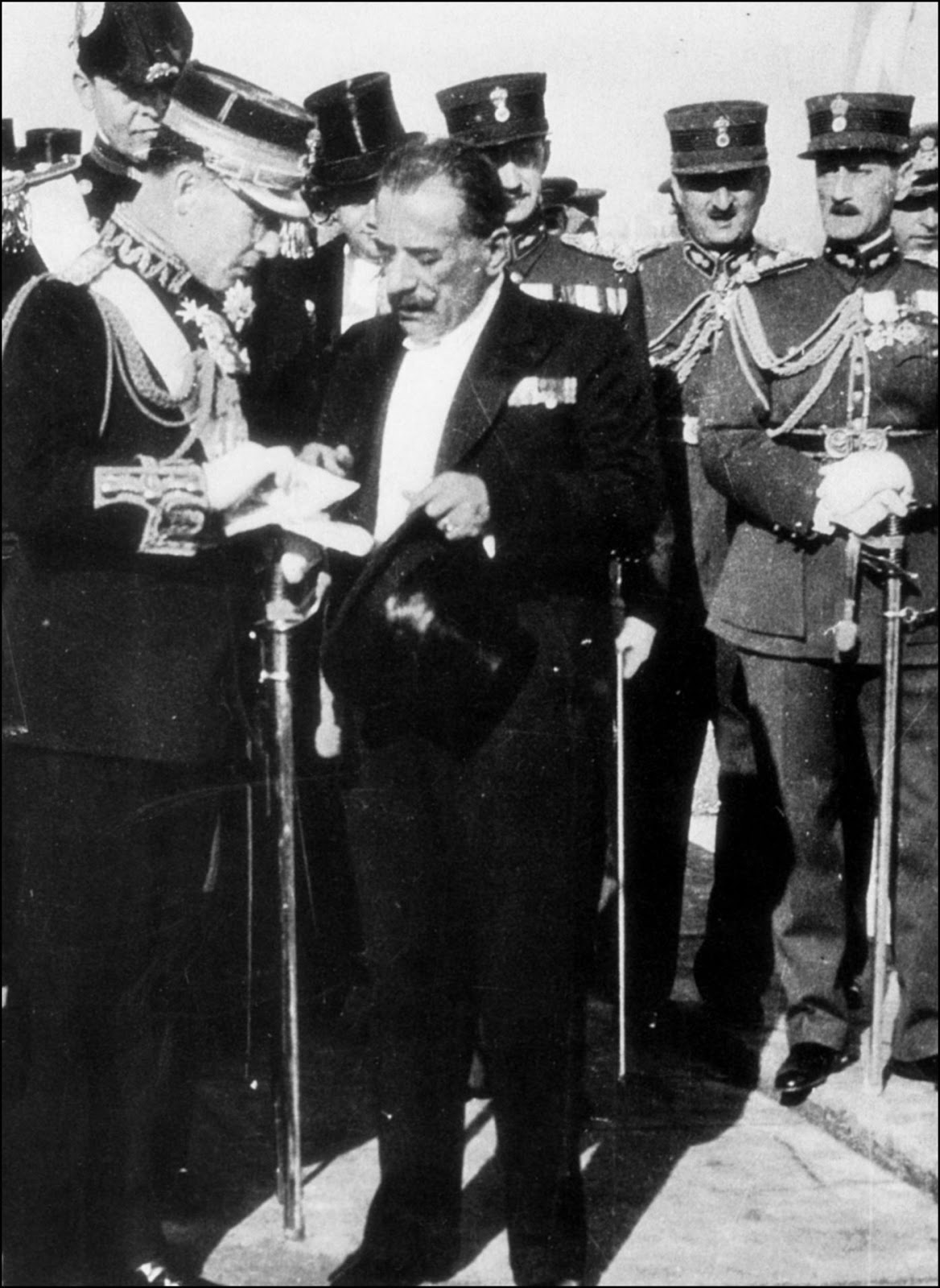
Giorgio II e Kondylis, nel 1935, al ritorno del monarca ad Atene.

Le elezioni dell'anno seguente, il 1936, registrano una situazione di stallo politico: Nel maggio 1936 scoppiarono diversi disordini agrari tra i coltivatori di tabacco e disordini industriali nel nord del paese. Temendo la presa di potere del Partito Comunista Greco (KKE) e un possibile colpo di Stato, Giorgio II nominò il Generale Metaxas, in quel momento Ministro della difesa, quale Primo ministro ad interim. La nomina venne poi confermata dal Parlamento greco. Ioannes Metaxas guidò un colpo di Stato, si fece dittatore e proclamò uno stato di legge marziale. Con il suo insediamento, il nuovo Premier, dichiarò lo stato d’emergenza sospendendo il Parlamento a tempo indefinito e abrogando vari articoli della costituzione, proibendo l’esistenza di partiti politici, tra cui il suo stesso Partito della Libera Opinione, arrestando comunisti, vietando gli scioperi come attività criminali e introducendo una capillare censura di tutti i media. Metaxas divenne così per cinque anni l’effettivo dittatore della Grecia che modellò il proprio regime, definito Metaxismo, ispirandosi a vari aspetti di altri governi autoritari del suo tempo, come soprattutto Mussolini. Le radici della "Nuova Grecia" di Metaxas vennero ricercate nella storia classica della Grecia: Metaxas pensava che il nazionalismo greco avrebbe galvanizzato "i valori pagani dell'antica Grecia, in particolare quelli di Sparta, insieme ai valori cristiani ortodossi orientali dell'impero medievale di Bisanzio". Anche l'antica Macedonia venne glorificata come il primo unificatore politico degli Elleni. Come simbolo principale, l'organizzazione giovanile del regime scelse il labrys, simbolo dell'antica Creta minoica. Anche i tradizionali valori greci di "paese, lealtà, famiglia e religione", che Metaxas lodava ripetutamente, erano vicini a quelli degli antichi spartani. Il regime promuoveva gli ideali spartani percepiti di autodisciplina, militarismo e sacrificio collettivo, mentre l'idea di Bisanzio poneva l'accento su uno stato centralizzato e sulla devozione alla monarchia ed alla Chiesa ortodossa greca.

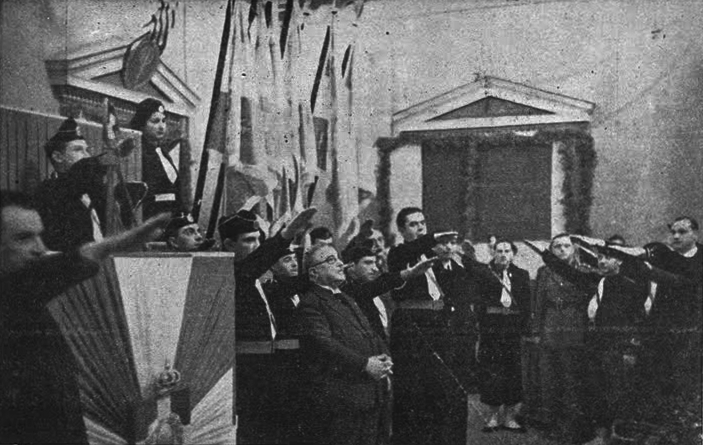
Ioannis Metaxas (al centro, con gli occhiali) insieme ad alcuni membri dell'Organizzazione Giovanile Greca che eseguono il saluto fascista.

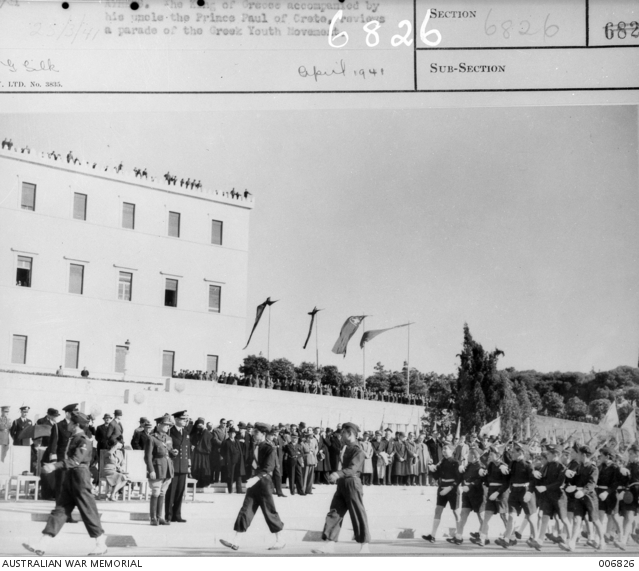
Re Giorgio II e il fratello minore Paolo di Grecia assistono ad una parata militare.

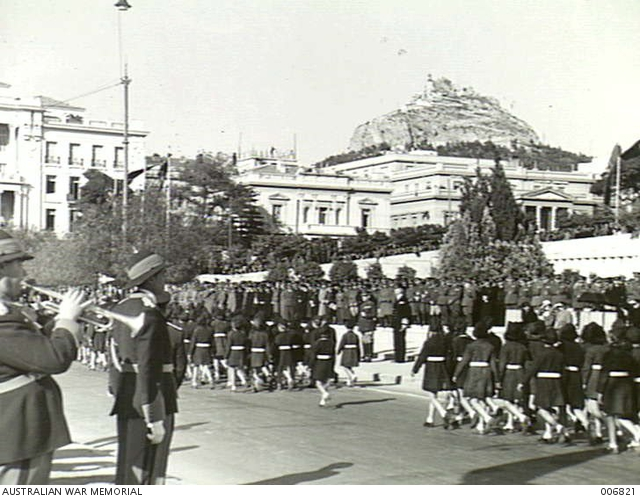
Fotografia che ritrae una sfilata dell'Organizzazione nazionale giovanile greca.

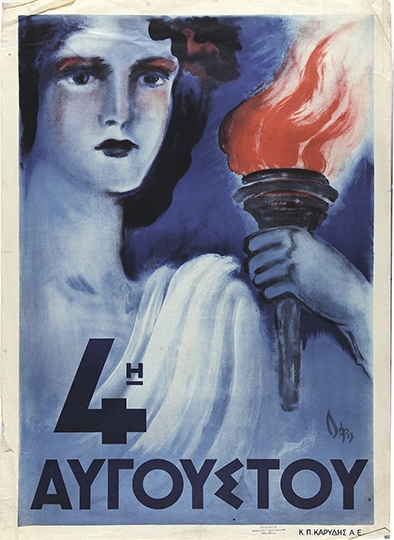
Propaganda del Regime greco.

Prima che Metaxas prendesse il potere, la Grecia era politicamente instabile con frequenti cambi di governo, ma con il regime di Metaxas, sebbene dittatoriale, portò stabilità politica dopo anni di tumulti, tra cui una monarchia fallita e una repubblica divisa. Uno dei risultati più significativi di Metaxas fu il miglioramento dell'Esercito greco, anticipando la minaccia di una guerra in Europa. Aumentò la spesa per la difesa, modernizzò l'equipaggiamento, sviluppò l'industria greca delle armi e migliorò la formazione, il che ebbe un ruolo fondamentale nella difesa di successo contro l'invasione italiana durante la Seconda guerra mondiale, nel 1940. Il regime implementò riforme complete della previdenza sociale, in particolare la creazione dell'Istituto di previdenza sociale (IKA), nel 1937. Ciò fornì pensioni e assicurazione sociale ai lavoratori, un passo importante verso la modernizzazione del sistema di welfare greco. Il governo di Metaxas investì molto in progetti infrastrutturali, concentrandosi sulla costruzione di strade, ponti e opere pubbliche. Questi progetti contribuirono a modernizzare la rete di trasporti della Grecia e sostennero la crescita industriale e diedero impulso all'economia greca. Il regime diede anche il via all'industria turistica greca per la prima volta come iniziativa ufficiale del governo. Promosse inoltre l'agricoltura promulgando riforme volte ad aumentare la produttività e sostenere le popolazioni rurali. Fornì sussidi, migliorò i sistemi di irrigazione e introdusse tecniche agricole moderne per aumentare la produzione, essenziale per un'economia prevalentemente agricola. Metaxas attuò politiche volte a promuovere un'identità greca nazionalista, che includevano sforzi per riformare l'istruzione. Il regime rivide i programmi scolastici per enfatizzare la storia, la lingua e il patriottismo greci. Sebbene questi sforzi fossero motivati da ideologie, ebbero un impatto duraturo sull'istruzione greca. Nonostante fosse un regime di destra, Metaxas attuò varie misure per proteggere i lavoratori. Ciò includeva l'impostazione di un salario minimo, l'introduzione di limiti all'orario di lavoro e l'istituzione di un arbitrato obbligatorio nelle controversie di lavoro. Queste protezioni del lavoro erano piuttosto progressiste per l'epoca. Metaxas soppresse sia le fazioni comuniste che quelle monarchiche per mantenere l'unità nazionale. Il suo regime, pur essendo repressivo, evitò l'estrema polarizzazione e creò uno stato centralizzato incentrato sulla nozione di un'identità greca unificata (anche se attraverso la persecuzione delle minoranze), che fu cruciale mentre l'Europa si avvicinava alla guerra. Venne costruita la Linea Metaxas.

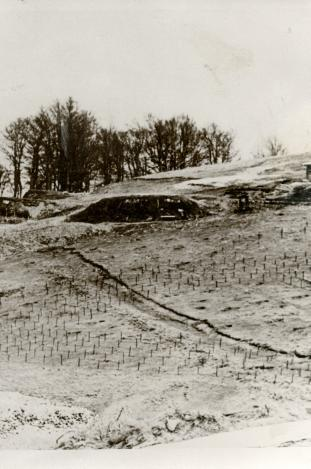
Bunker della Linea Metaxas.

Emblema del Partito della Libera Opinione, fazione politica di Metaxas prima della sua ascesa al potere.

Prima dello scoppio della Seconda guerra mondiale, Metaxas mantenne con successo la Grecia neutrale, navigando nella complessa situazione internazionale bilanciando i rapporti con Italia, Germania e Alleati. Questa neutralità consentì alla Grecia di prepararsi militarmente evitando un coinvolgimento precoce nella guerra. Sebbene il regime fosse conservatore in superficie, i suoi sforzi e le profonde riforme nella modernizzazione dell'esercito, dei diritti dei lavoratori, della sicurezza sociale e delle infrastrutture contribuirono a cambiamenti duraturi nella società greca e aiutarono il paese a prepararsi alle sfide della seconda guerra mondiale. Tuttavia, la soppressione delle libertà civili e politiche da parte del regime e le sue tendenze fasciste gettarono un'ombra anche su questi risultati. Venne posta anche una forte enfasi sull'atletica e sugli sport, considerandoli strumenti essenziali per plasmare il carattere e la forza della nazione. Gli sport non erano visti solo come un mezzo per migliorare la forma fisica, ma anche come un modo per instillare disciplina, promuovere il nazionalismo e favorire l'unità tra la popolazione greca. Questo approccio fu profondamente influenzato da ideologie simili in altri regimi autoritari, in particolare l'Italia fascista e la Germania nazista, dove gli sport erano parte integrante della promozione del potere statale e dell'orgoglio nazionale. Anche se il governo di Metaxas e la sua dottrina politica sono spesso descritti come fascisti, da alcuni è invece considerata una dittatura autoritario-conservatrice simile alla Spagna di Francisco Franco o al Portogallo di António de Oliveira Salazar. Il governo metaxista faceva derivare la sua autorità dell'establishment conservatore e le sue dottrine sono principalmente sostenute dalle istituzioni tradizionali come la Chiesa greco-ortodossa e la reazionaria monarchia greca, cose che mancavano invece nel radicamento che avevano altre ideologie.. La dottrina Metaxista è caratteristica del partito politico di Metaxas, del Partito della Libera Opinione e del "Regime del 4 agosto".

#### Seconda guerra mondiale

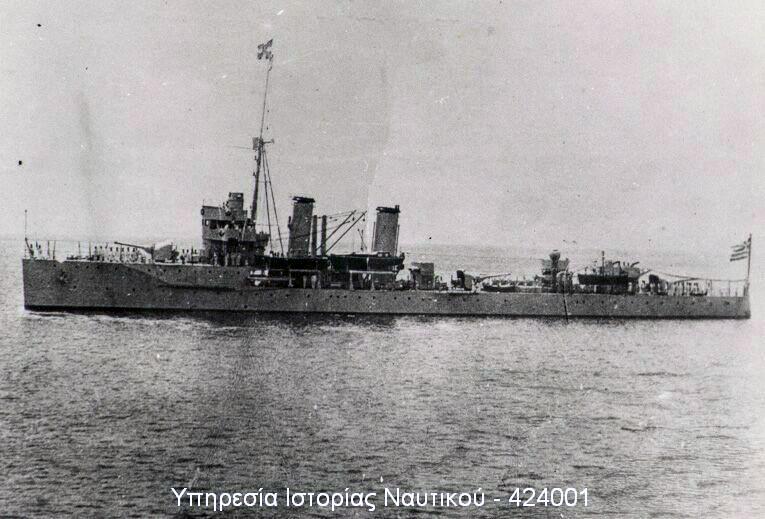
L'incrociatore greco Elli.

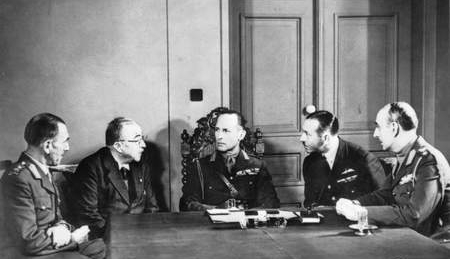
Giorgio II di Grecia presiede un consiglio di guerra. All'estrema destra Alexandros Papagos, mentre alla sinistra del sovrano, Ioannis Metaxas.

Nel 1939 la Germania nazista invase la Polonia dando iniziò alla Seconda guerra mondiale; nei mesi successivi le truppe tedesche conquistarono Danimarca, Norvegia, Belgio, Paesi Bassi, Lussemburgo e Francia. Davanti alla grande efficienza nazista, il Duce Mussolini volle dimostrare all'alleato germanico, Adolf Hitler, che anche l'Italia avrebbe potuto intraprendere una campagna militare da sola. L'Italia attaccò così il Regno di Grecia convinta che sarebbe stato un bersaglio facile. Per prima cosa gli italiani silurano l'incrociatore greco Elli, che si trovava nel porto dell'isola di Tinos, provocando molte perdite umane. Il 28 ottobre l'ambasciatore italiano ad Atene portò un ultimatum scritto, che sostanzialmente chiedeva ai greci di lasciare che l'Esercito italiano entrasse nel paese e che lo occupasse. Se declinava, la Grecia sarebbe stata invasa con la forza. Il dittatore greco, Ioannis Metaxas, che aveva sperato di rimanere neutrale nella guerra, rifiutò l'ultimatum e in poche ore le truppe italiane si riversano nella Grecia settentrionale dall'Albania, che l'Italia conquistò nel 1939. Il popolo greco rispose alla chiamata per difendere la nazione e in sole sei settimane respinse il Regio esercito nelle fredde montagne albanesi. Fu una grande umiliazione per l'Asse e fu la prima sconfitta, anche se solo da parte dell'Italia fascista. Di fronte a tale situazione, Hitler dovette rinviare l'invasione dell'Unione Sovietica, recandosi, o meglio mandando le truppe, in Grecia conquistando anche la Jugoslavia. Il rifiuto di Metaxas all'Ultimatum italiano viene celebrato ogni anno in Grecia come festa nazionale il 28 ottobre come "Giorno di Ochi", ovvero del "No".

Mappa della controffensiva greca.

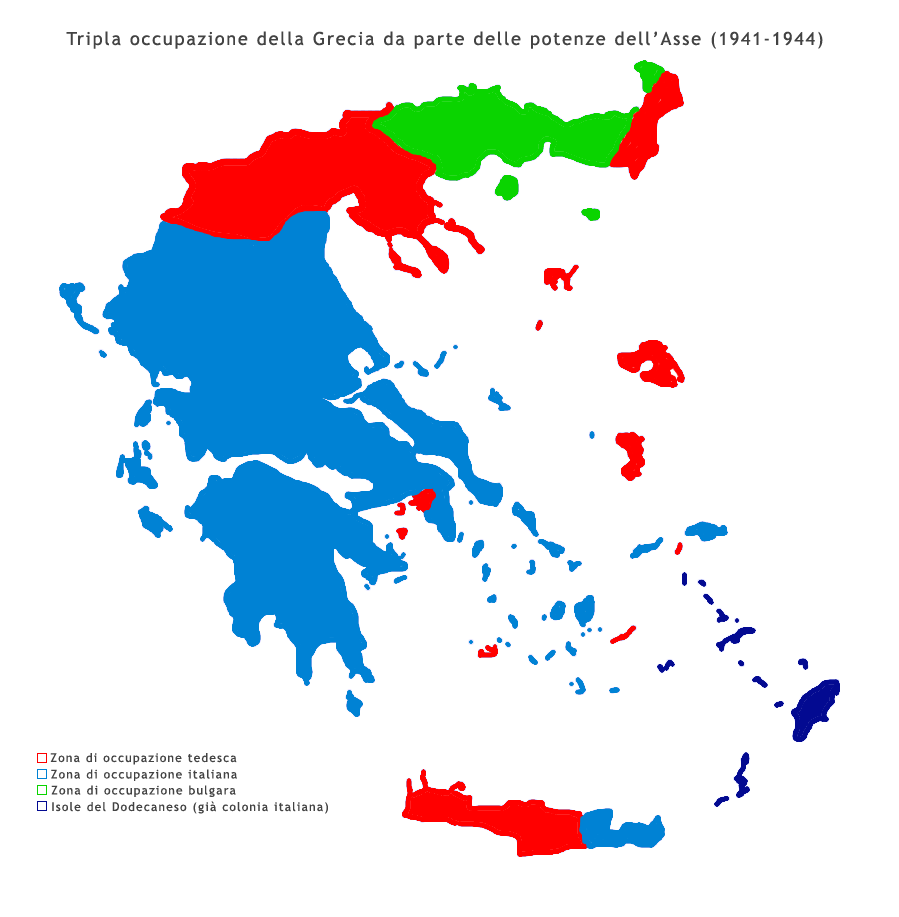
La spartizione della Regno greco.

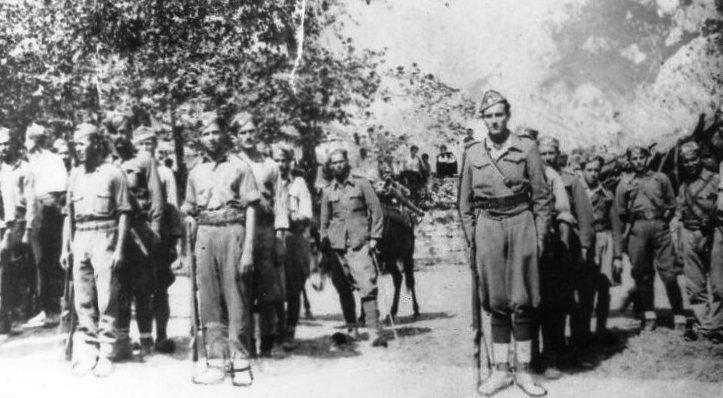
Membri dell'Ellinikós Laïkós Apeleftherotikós Stratós.

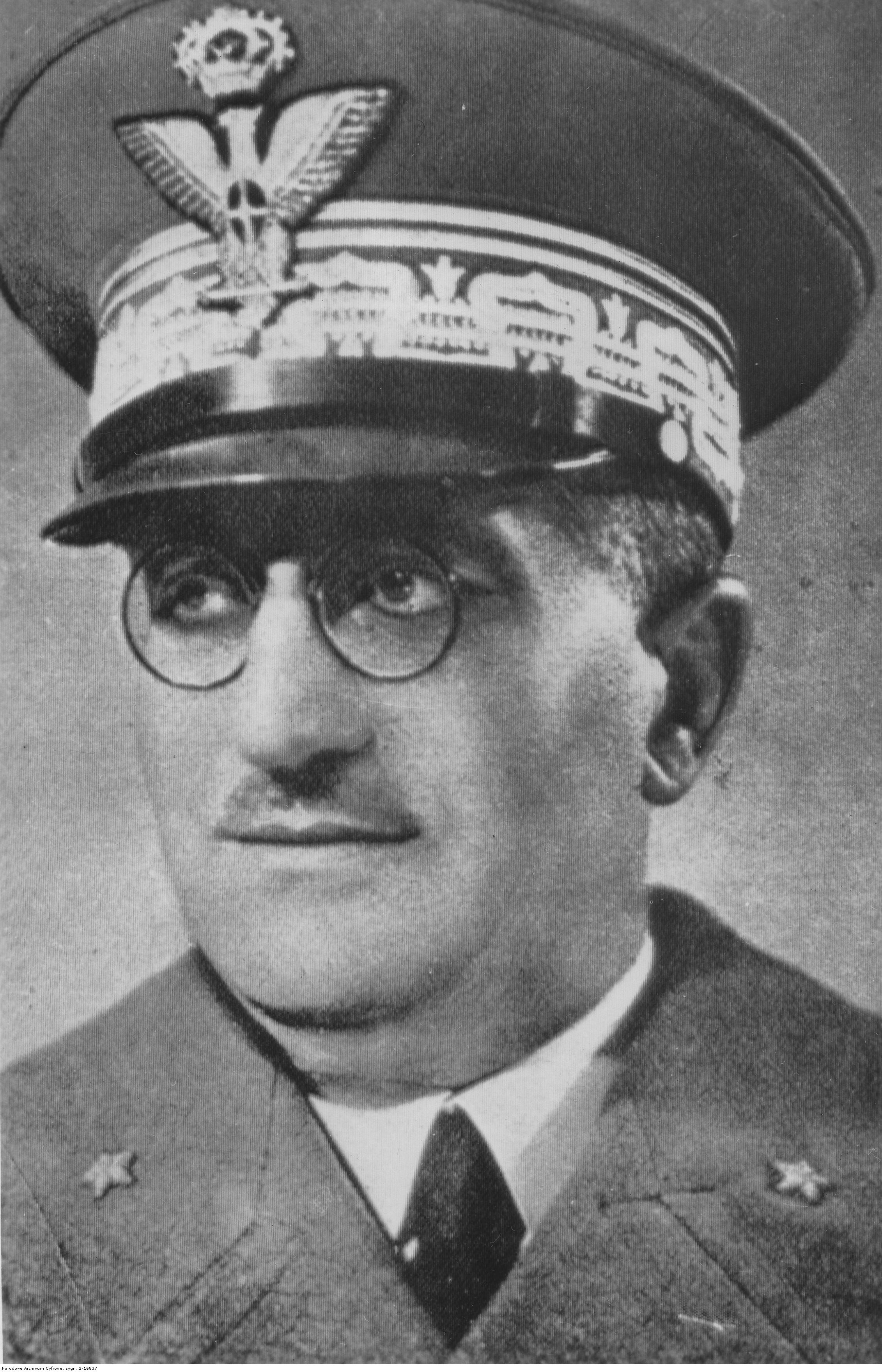
Ugo Cavallero, comandante italiano durante la campagna militare in Grecia.

L'intervento della Germania nella penisola balcanica nell'aprile 1941 avrebbe tuttavia portato alla sconfitta della Grecia. Tra le ultime roccaforti tenute dagli Alleati c'era l'isola meridionale di Creta, che vide un importante assalto con armi combinate da parte dei tedeschi che coinvolse 750 truppe di alianti e 10.000 paracadutisti dall'alto, e 7.000 truppe trasportate via mare; le perdite subite in questa invasione avrebbero portato alla decisione di Adolf Hitler di vietare l'uso di truppe aviotrasportate su larga scala per tutte le campagne future. Gli ultimi resti di truppe britanniche e greche furono evacuati via mare da Creta all'Egitto entro giugno 1941. Sotto l'occupazione, la Grecia fu divisa in tre zone di occupazione: gli italiani presero il controllo della maggior parte della parte continentale del paese, ottenendo così il controllo dell'intera regione del Mar Adriatico e del Mar Ionio, mentre i bulgari presero il controllo dell'angolo nord-orientale per ottenere porti sulla costa del Mar Egeo, al confine con la Turchia. I tedeschi ottennero la Creta occidentale, Atene ed il Pireo, e la regione di Salonicco. La cronica carenza di cibo e di altri beni di prima necessità causò gravi difficoltà ai civili greci durante l'occupazione. Già nell'inverno del 1941-1942, moltissimi ateniesi (si stima che siano stati 300.000) morirono di fame e malnutrizione (la "Grande Carestia"). La situazione si sarebbe in qualche modo alleviata nell'estate del 1942, quando la Croce Rossa Internazionale fu in grado di portare rifornimenti. Nel settembre 1941 venne formato il Fronte di Liberazione Nazionale (EAM). La propaggine più importante di questo gruppo fu l'Esercito Popolare Nazionale di Liberazione o Ellinikós Laïkós Apeleftherotikós Stratós (ELAS), fondato nel dicembre 1941 come braccio militare dell'EAM. Nell'estate del 1942, la prima banda di guerriglieri dell'ELAS si spostò sulle montagne. Sono guidati da un capace ma spietato Arīs Velouchiōtīs. Sebbene l'EAM sia controllato dal Partito Comunista Greco, la sua causa principale per ora fu la liberazione della Grecia dai tedeschi e molti dei suoi combattenti e sostenitori non furono né di sinistra né di destra. Volevano semplicemente resistere ai tedeschi. Si stima che l'adesione all'EAM sia compresa tra mezzo milione e due milioni di membri, con le forze dell'ELAS tra quarantamila e settantamila membri. Dall'altro lato dello spettro politico, la National Republican Greek League o Ethnikos Dimokratikos Ellinikos Syndesmos (EDES), venne comandata dal generale Napoleon Zervas. Le donne svolsero un ruolo importante nella resistenza come combattenti e come supporto. La resistenza greca attaccò ponti e convogli di rifornimento costringendo i tedeschi a mantenere un gran numero di truppe nel paese. Nel novembre del 1942, combattenti greci e soldati britannici che erano stati paracadutati per dirigere la resistenza, distruggendo il ponte ferroviario Gorgopotamos Viaduct sulla linea ferroviaria Salonicco-Atene. Fu il primo attacco organizzato nella Grecia occupata contro le forze dell'Asse e l'atto di sabotaggio più spettacolare nell'Europa occupata fino a quel momento. Fu anche la prima e l'unica volta che le forze di EDES ed ELAS combatterono insieme. Durante il resto dell'occupazione le loro differenze si trasformarono in odio poiché combattere i tedeschi sembrava passare in secondo piano rispetto all'essere in grado di controllare il paese dopo la liberazione. Nel settembre del 1943 scoppiò una guerra civile all'interno della resistenza.

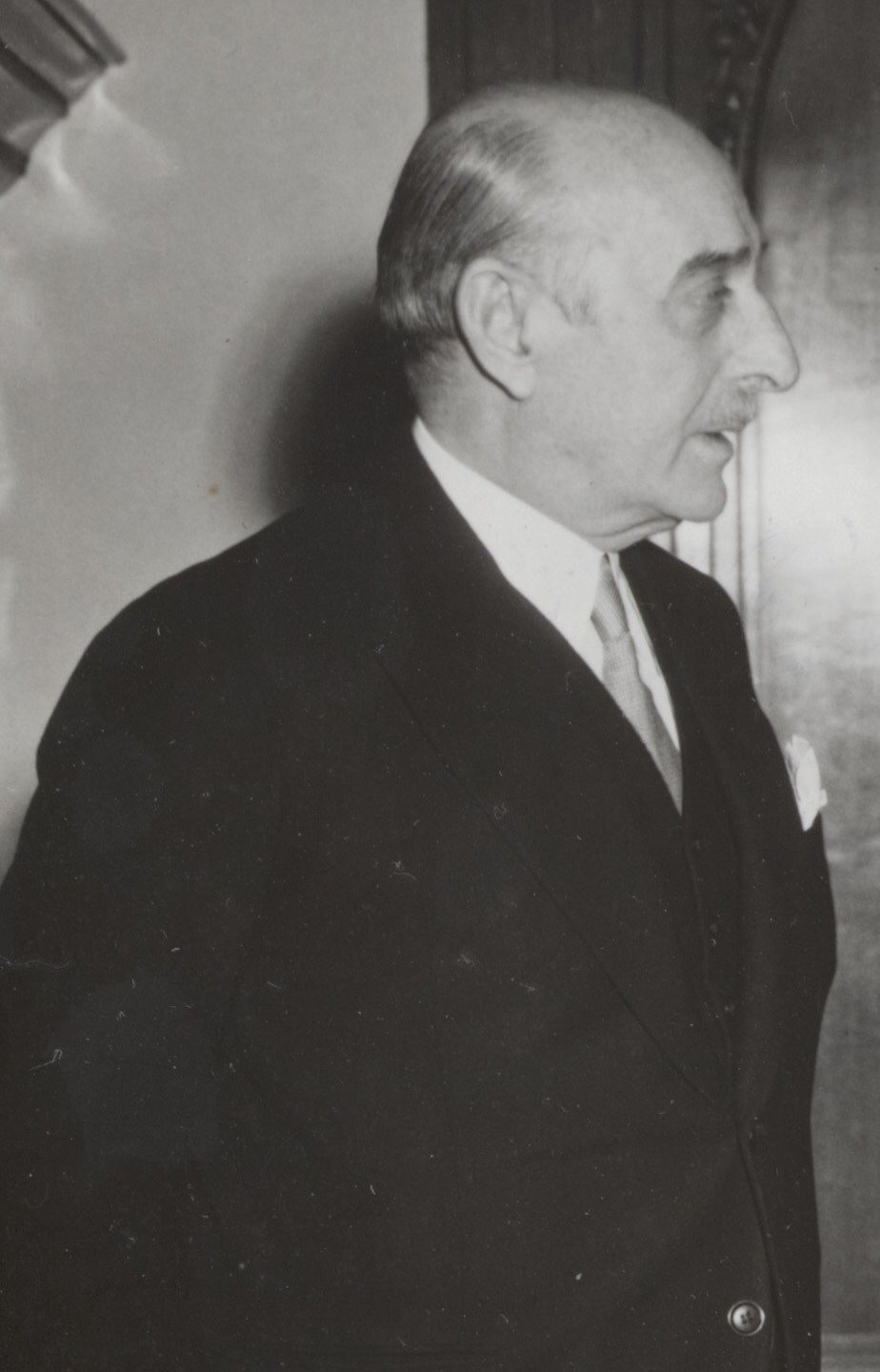
Alexandros Papagos, capo di Stato maggiore dell'Esercito greco.

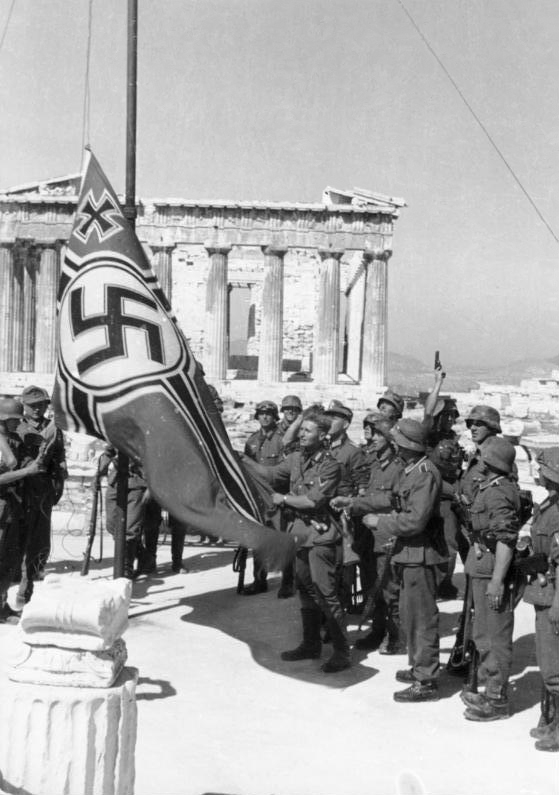
I tedeschi innalzano la bandiera nazista di fronte sull'Acropoli di Atene.

Le morti e i danni dell'Asse attribuiti ad attacchi partigiani spesso portarono a rappresaglie mortali. Il 16 agosto 1943, ad esempio, i 317 abitanti del villaggio di Kommeno furono radunati e giustiziati per il sospetto di sostegno partigiano. In un altro caso, tra il 14 e il 16 settembre 1943, circa 500 civili furono uccisi nella regione di Viannos-Ierapetra a Creta dalle truppe della 22a divisione aerea dell'esercito tedesco. La Bulgaria, che annesse la sua quota di Grecia occupata ufficialmente entro i suoi confini, fu particolarmente brutale quando provocata, poiché il suo obiettivo finale era di reinsediare la Tracia e la Macedonia con la propria popolazione. Ad esempio, una rivolta iniziata in Macedonia il 28 settembre 1941 fu rapidamente sedata dalle truppe dell'esercito bulgaro, dopo aver ucciso 3.000 combattenti della resistenza. Nelle settimane successive circa 15.000 altri greci, che si dice avessero aiutato la rivolta, furono radunati e giustiziati. In tutto, si stima che circa 70.000 civili furono uccisi dai tedeschi, dai bulgari e dagli italiani durante l'occupazione. Nel 1943, quando gli italiani firmarono un armistizio con gli Alleati, le truppe tedesche marciarono rapidamente nella zona di occupazione italiana e ne presero il controllo, combattendo gli italiani in molte occasioni. Durante l'occupazione della Grecia, ci furono circa 300.000-400.000 vittime civili di guerra, 60.000 delle quali erano ebrei. Le misure antiebraiche iniziarono all'inizio dell'occupazione, ma fu solo nel marzo 1943 che bulgari e tedeschi condussero deportazioni su larga scala, molte delle quali sarebbero finite ad Auschwitz e Treblinka nella Polonia occupata, e molte non sarebbero mai tornate. Le diverse migliaia di truppe greche che erano fuggite da Creta verso l'Egitto, controllato dagli inglesi, formarono il Royal Hellenic Army in Medio Oriente. 

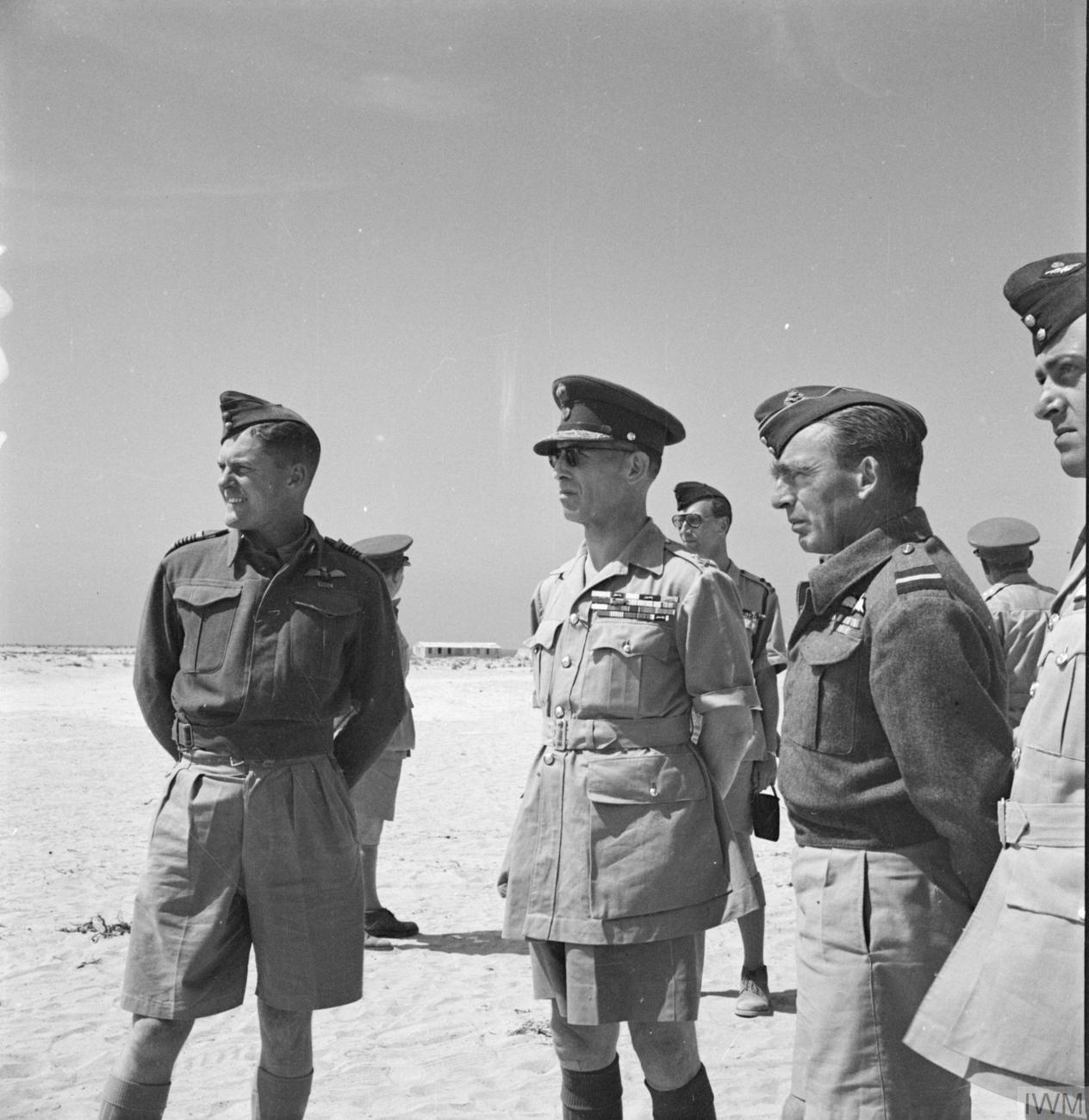
Re Giorgio II nel Medio Oriente.

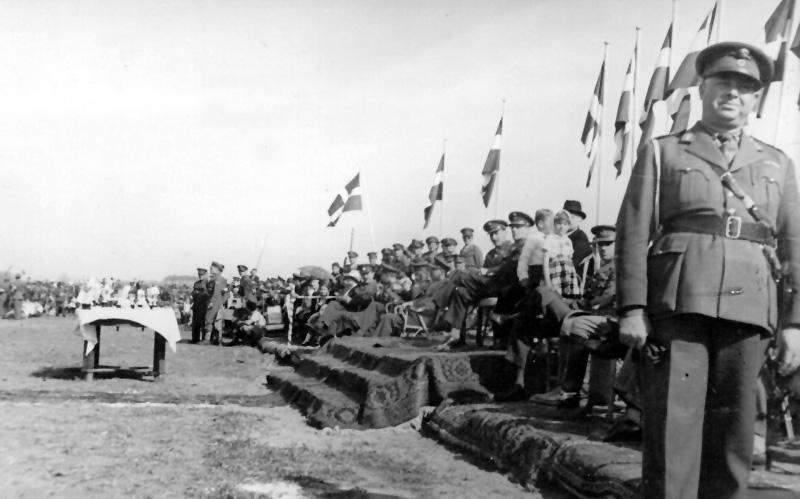
Giorgio II di Grecia in Palestina.

Dopo l'addestramento nella Palestina britannica, le truppe greche parteciparono alla Seconda battaglia di El Alamein in Egitto e in seguito alla Battaglia di Rimini in Italia. Le navi della Marina greca che evitarono la distruzione durante l'invasione tedesca, si unirono alla Royal Navy britannica. Molte di esse avrebbero servito come scorte di convogli in tutto il mondo durante la guerra. La maggior parte del personale dell'aeronautica militare che fuggì dalla Grecia si unì all'Allied Desert Air Force. Gli ufficiali dell'Esercito greco parteciparono alla missione del S.O.E. in Grecia, sotto il comando del governo greco.

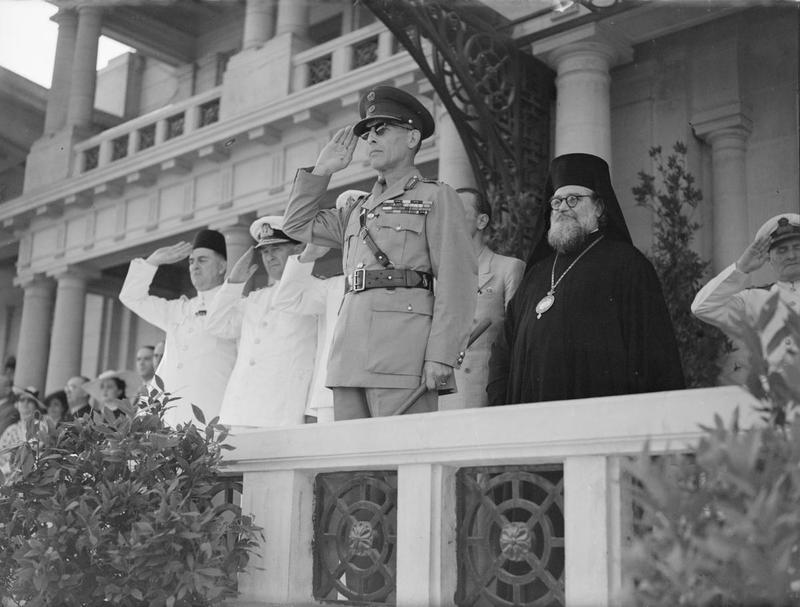
Giorgio II ad Alessandria d'Egitto.

Quando le truppe sovietiche si avvicinarono, le truppe tedesche iniziarono a ritirarsi verso nord nel 1944 per evitare di rimanere intrappolate all'estremità meridionale della penisola balcanica. Vedendo una forte forza comunista che si stava già formando in Grecia e temendo un suo possibile successo nel dopoguerra, le truppe britanniche sbarcarono ad Atene nell'ottobre 1944. Piccole sacche di resistenza tedesca, generalmente sulle isole del Mar Egeo, non sarebbero cessate fino agli ultimi giorni della guerra europea nel 1945. Dopo la guerra, la Grecia ottenne le isole del Dodecaneso dall'Italia. Tra il 1946 e il 1949, la Grecia cadde in uno stato di Guerra civile, che molti consideravano l'escalation delle lotte intestine iniziate durante l'occupazione dell'Asse, tra gruppi di combattenti della resistenza realisti e comunisti. Con il Regno Unito e gli Stati Uniti che sostenevano i monarchici e i governi comunisti di Albania, Jugoslavia e Bulgaria che sostenevano i comunisti, la guerra civile greca fu uno dei primi atti della guerra fredda in Europa.

#### Governo in esilio

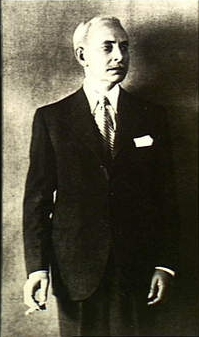
Il Premier Alexandros Korizis.

Ioannis Metaxas, dal 4 agosto 1936 al potere dittatoriale, morì ad Atene il 29 gennaio 1941 di setticemia, poco prima dell'invasione tedesca della Grecia, avvenuta il successivo aprile. All'epoca si pensò che fosse stato avvelenato dagli inglesi. Il suo posto venne preso da Alexandros Korizis. Mentre Atene stava per cadere, il neo Primo ministro greco Koryzis si sparò nel suo ufficio e re Giorgio II offrì la carica governativa a Alexandros Mazarakis, che rifiutò l'offerta, poiché il Re non era disposto a licenziare Konstantinos Maniadakis, l'odiato ministro dell'ordine pubblico sotto il Regime del 4 agosto. Sotto la forte pressione di Sir Michael Palairet, ambasciatore britannico ad Atene, che voleva un governo più rappresentativo di quello di Metaxas, il sovrano ellenico nominò Emmanouil Tsouderos quale nuovo Premier il 21 aprile 1941. Tsouderos, ex governatore della Banca centrale di Grecia, non era un politico professionista essendo stato nominato solo perché era stato esiliato sotto il regime di Metaxas. Tuttavia, Tsouderos come Primo ministro si dimostrò riluttante a dissociare il governo in esilio dall'eredità del regime del 4 agosto, muovendosi molto lentamente e con cautela. Il 25 aprile 1941, con l'inizio della Battaglia di Grecia, re Giorgio II e il suo governo lasciarono il paese continentale per raggiungere l'isola di Creta, che fu attaccata dalle forze naziste il 20 maggio 1941. I tedeschi impiegarono forze paracadutiste in una massiccia invasione aerea e attaccarono i tre principali aeroporti dell'isola. Dopo sette giorni di combattimenti e dura resistenza, i comandanti alleati decisero che la causa era senza speranza e ordinarono un ritiro da Sfakia.

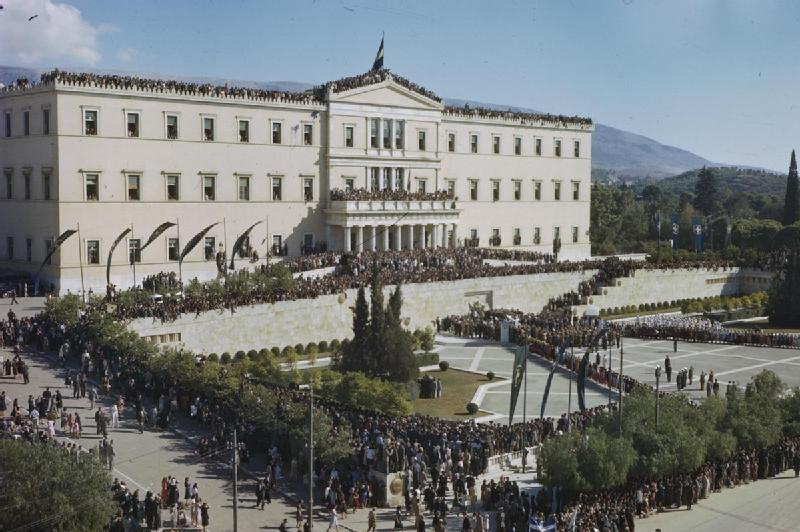
I festeggiamenti del ritorno del governo greco ad Atene, nell'ottobre 1944.

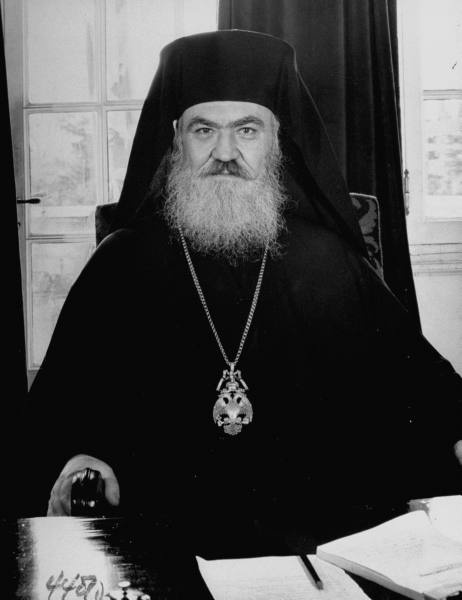
Damaskinos Papandreou.

Con l'invasione nazista di Creta, Giorgio II ed il Governo lasciarono l'isola e si recarono in Egitto, al Cairo per poi trasferirsi a Londra, dove risiedettero come Governo greco in esilio. Dopo la Gran Bretagna, le istituzioni greche ritornarono in Egitto, dove erano di stanza numerose forze greche. Il governo greco in esilio tornò nella madrepatria il 17 ottobre 1944, quando i tedeschi e i loro alleati evacuarono il territorio nazionale. Tuttavia, anche prima della liberazione del paese, la legittimità del governo in esilio fu contestata dalla resistenza greca interna, le cui forze istituirono persino un governo parallelo con tendenze repubblicane (il Comitato politico per la liberazione nazionale o PEEA) il 10 marzo 1944. Per molti greci, il governo in esilio appariva come il successore della dittatura instaurata da Metaxás nel 1936, mentre i suoi stretti legami con il governo britannico gli conferivano l'immagine di un nuovo potere fantoccio dominato dagli stranieri. Il re Giorgio II di Grecia ritornò ad Atene solo nel 1946. Durante l'assenza del sovrano, l'arcivescovo Damaskinos di Atene assunse la reggenza dal 31 dicembre 1944 al 27 dicembre 1946.

#### Guerra civile (1946 - 1949)
È difficile stabilire l'inizio esatto di questa guerra civile. Secondo alcuni l'evento ebbe inizio nel 1944, dopo il ritiro dei tedeschi da Atene (12 ottobre 1944), con il messaggio inviato da Churchill al ministro degli esteri britannico il 7 novembre 1944, che preannunciava l'arrivo della brigata britannica ad Atene in appoggio del governo greco presieduto da Papandreou:
(Lettera di Churchill al Ministro degli Esteri britannico, 7 novembre 1944)
In realtà gli eventi che si svolsero tra la fine del 1944 e l'inizio del 1945 possono essere considerati una fase intermedia di un conflitto che era iniziato almeno due/tre anni prima quando, nella Grecia ancora occupata dai tedeschi, erano nati una serie di movimenti clandestini di opposizione che pur nati per contrastare l'invasore nazista, avevano estrazioni politiche e sociali molto diverse fra loro, che li portarono a competere sanguinosamente per il controllo del territorio prima e dello stato ellenico dopo.
Si possono pertanto individuare tre fasi nella guerra civile:
- Prima fase: 1943-1944, lotta fra le fazioni della resistenza;
- Seconda fase: dicembre 1944-gennaio 1945, battaglia di Atene o Dekemvriana;
- Terza fase: 1946-1949, scontro finale in campo aperto fra l'Esercito ellenico e l'Esercito Democratico Greco.

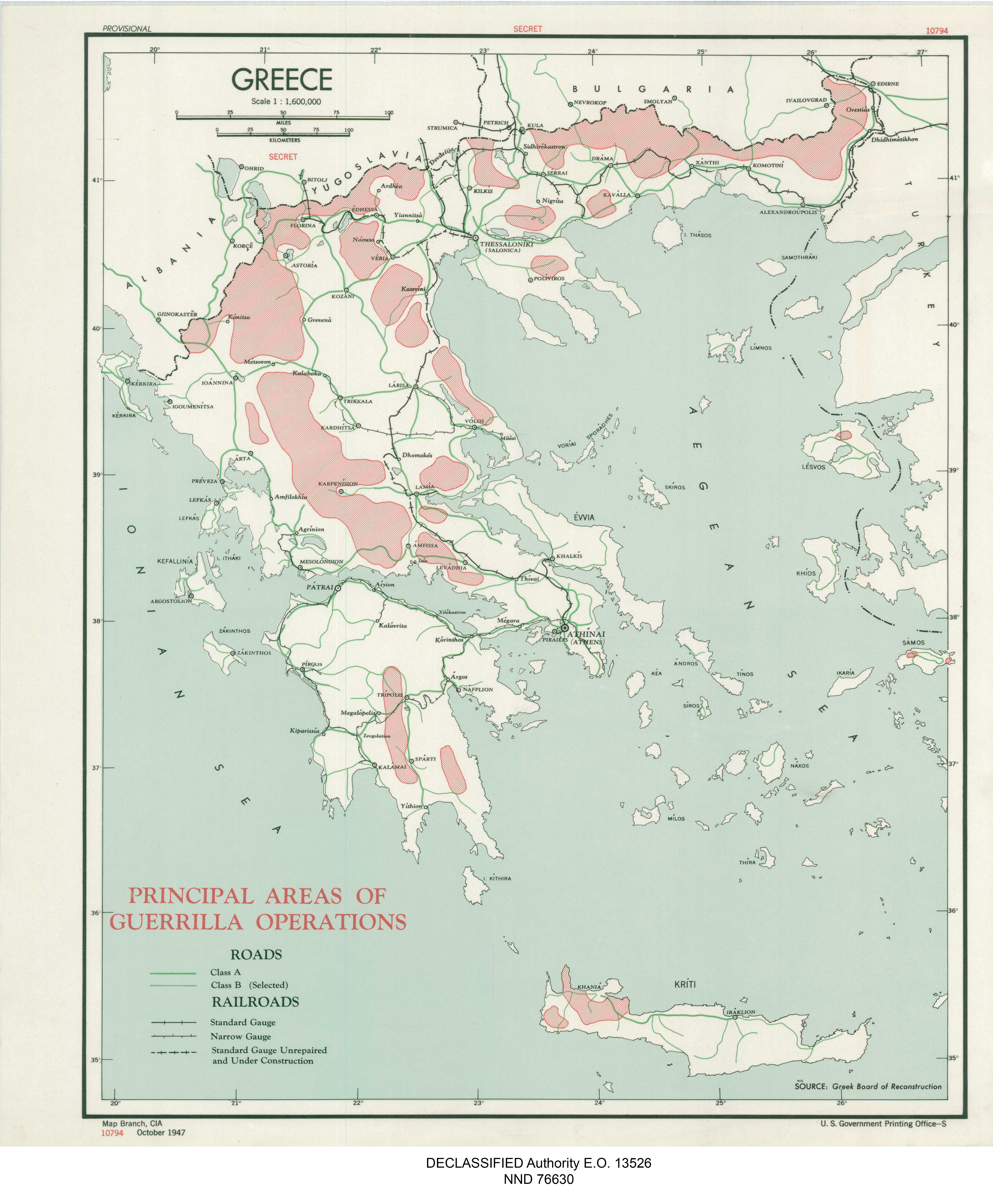
Mappa degli scontri civili greche.

La prima fase della guerra civile iniziò pochi mesi prima che l’occupazione della Germania nazista in Grecia finisse nell’ottobre 1944: l’occupazione tedesca era stata contrastata da due principali forze di guerriglia greche, l’EAM-ELAS (Ethnikón Apeleftherotikón Métopon-Ethnikós Laïkós Apeleftherotikós Strátos; “Fronte di Liberazione Nazionale-Esercito Popolare di Liberazione Nazionale”) controllato dai comunisti e l’EDES (Ellínikos Dímokratikos Ethnikós Strátos; “Esercito Nazionale Democratico Greco”), che occasionalmente cooperavano in azione. Dopo aver eliminato tutti i suoi rivali politici e di guerriglia, tranne l’EDES, all’inizio del 1944, l’EAM-ELAS istituì un governo provvisorio sulle montagne greche che, implicitamente, ripudiava sia il re greco che il suo governo in esilio. Dopo il ritiro delle truppe tedesche dalla Grecia in ottobre, i comunisti e i guerriglieri reali greci furono riuniti sotto gli auspici britannici in un difficile governo di coalizione ad Atene (greco moderno: Athína). Ma questo governo si disintegrò poche settimane dopo quando i membri comunisti della coalizione rifiutarono di sciogliere la loro forza di guerriglia. Un’aspra guerra civile scoppiò ad Atene il 3 dicembre, che le forze militari britanniche riuscirono a sopprimere con grande difficoltà, dopo che l’EAM-ELAS aveva invaso praticamente tutta la Grecia tranne Atene e Tessalonica.

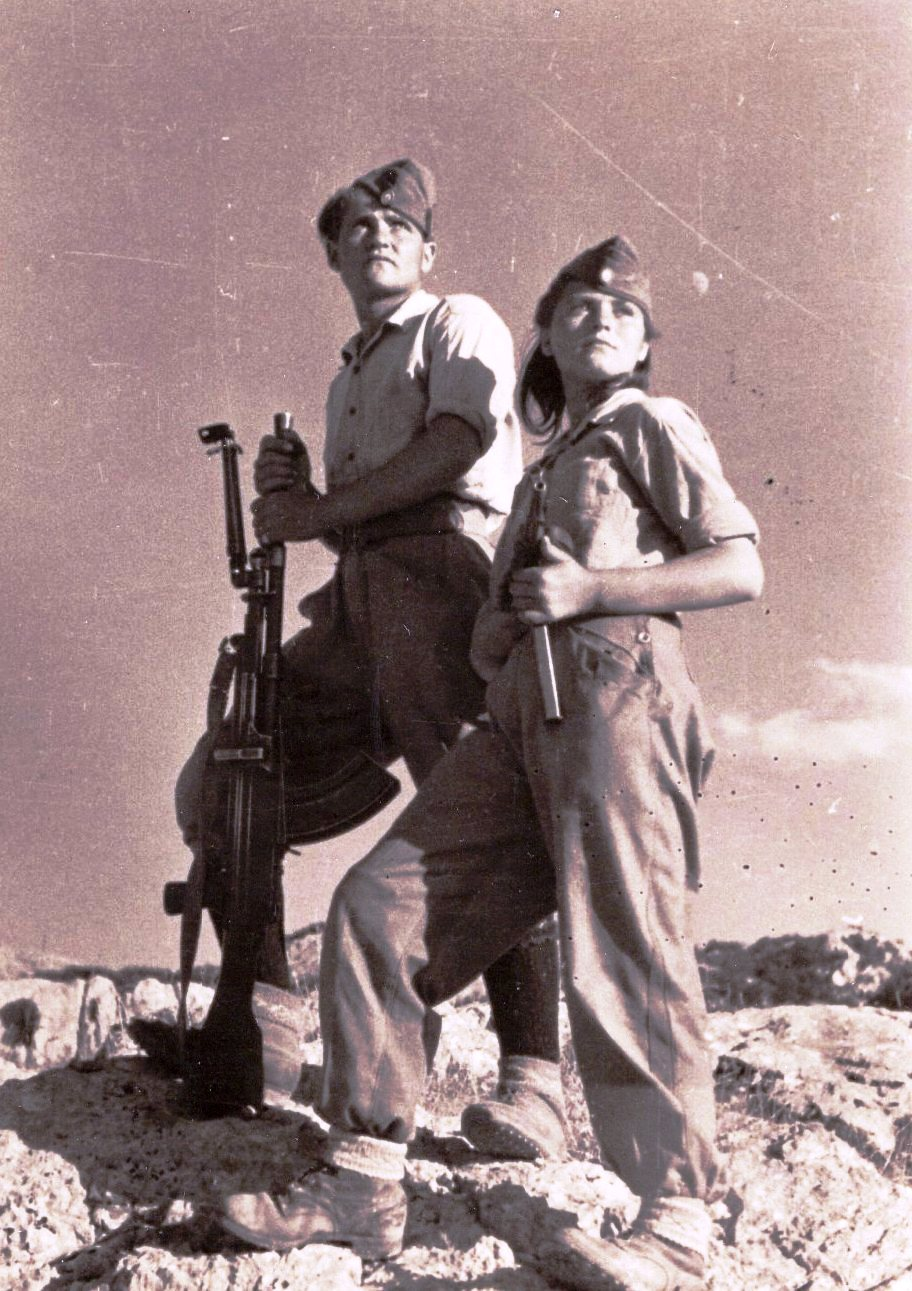
Due soldati dell'esercito democratico.

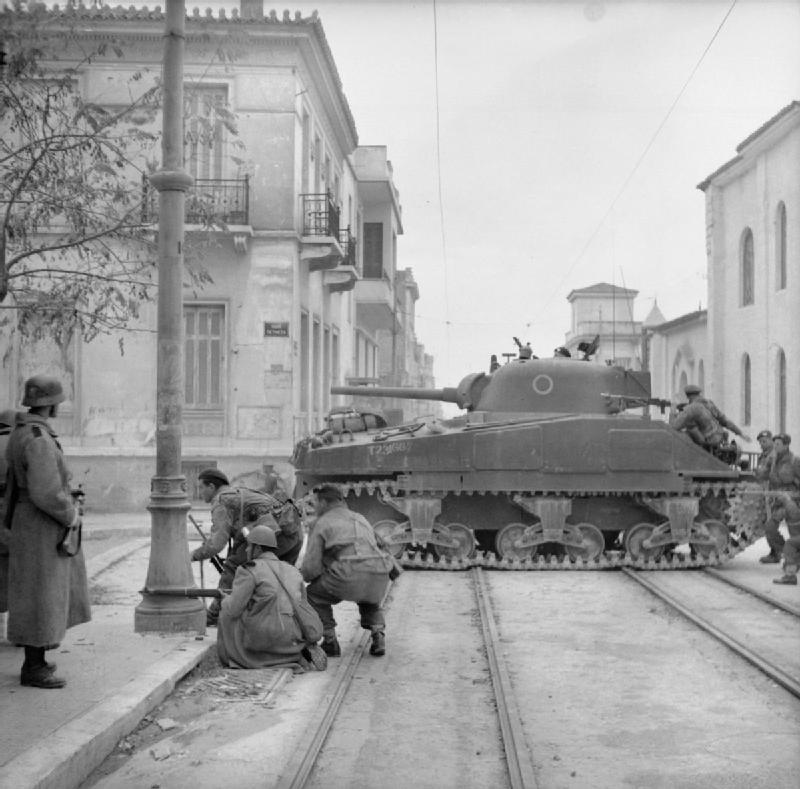
Un carro armato inglese durante i Dekemvriana, i fatti di dicembre.

I comunisti accettarono la sconfitta e lo scioglimento delle loro forze in una conferenza nel febbraio 1945, e un’elezione generale fu tenuta in Grecia nel marzo 1946. I comunisti e i loro seguaci si astennero dal voto e fu restituita una maggioranza realista. Un plebiscito fu poi tenuto nel settembre 1946 che restaurò il re Giorgio II degli Elleni sul trono. Durante il 1946 una guerriglia su larga scala fu riaperta dai comunisti, diventati clandestini. L’impegno di difendere la Grecia divenne troppo per la Gran Bretagna, e fu assunto dal governo degli Stati Uniti, con l’annuncio della Dottrina Truman. Un massiccio aiuto militare ed economico da parte degli Stati Uniti fu molto necessario, perché alla fine del 1947 i comunisti avevano proclamato un governo provvisorio nelle montagne del nord. Questa seconda ribellione comunista durò fino al 1949, quando l’Esercito greco, rifornito e rafforzato dagli Stati Uniti, riuscì a liberare i centri ribelli dalle montagne dell’interno greco. Il 16 ottobre 1949, la stazione radiofonica comunista greca annunciò la fine delle ostilità aperte, e molti dei combattenti comunisti rimasti fuggirono dal paese nella vicina Albania, allora repubblica socialista e filo-sovietica. Si stima che più di 50.000 combattenti morirono nel conflitto, e più di 500.000 greci furono temporaneamente sfollati dalle loro case a causa dei combattimenti. Le lotte intestine e la feroce brutalità che hanno caratterizzato la guerra civile hanno lasciato un’eredità duratura di amarezza tra i segmenti della popolazione greca.

#### Regno di Paolo (1947 - 1964)

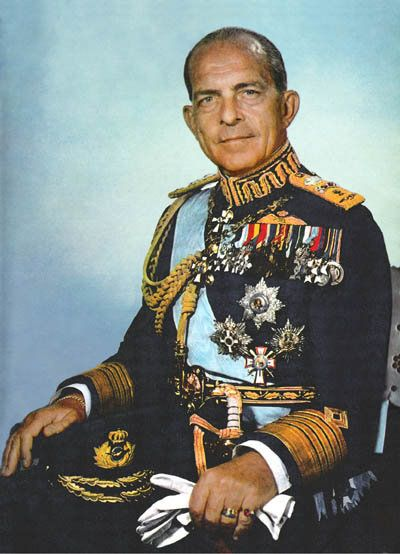
Paolo di Grecia (1947 - 1964).

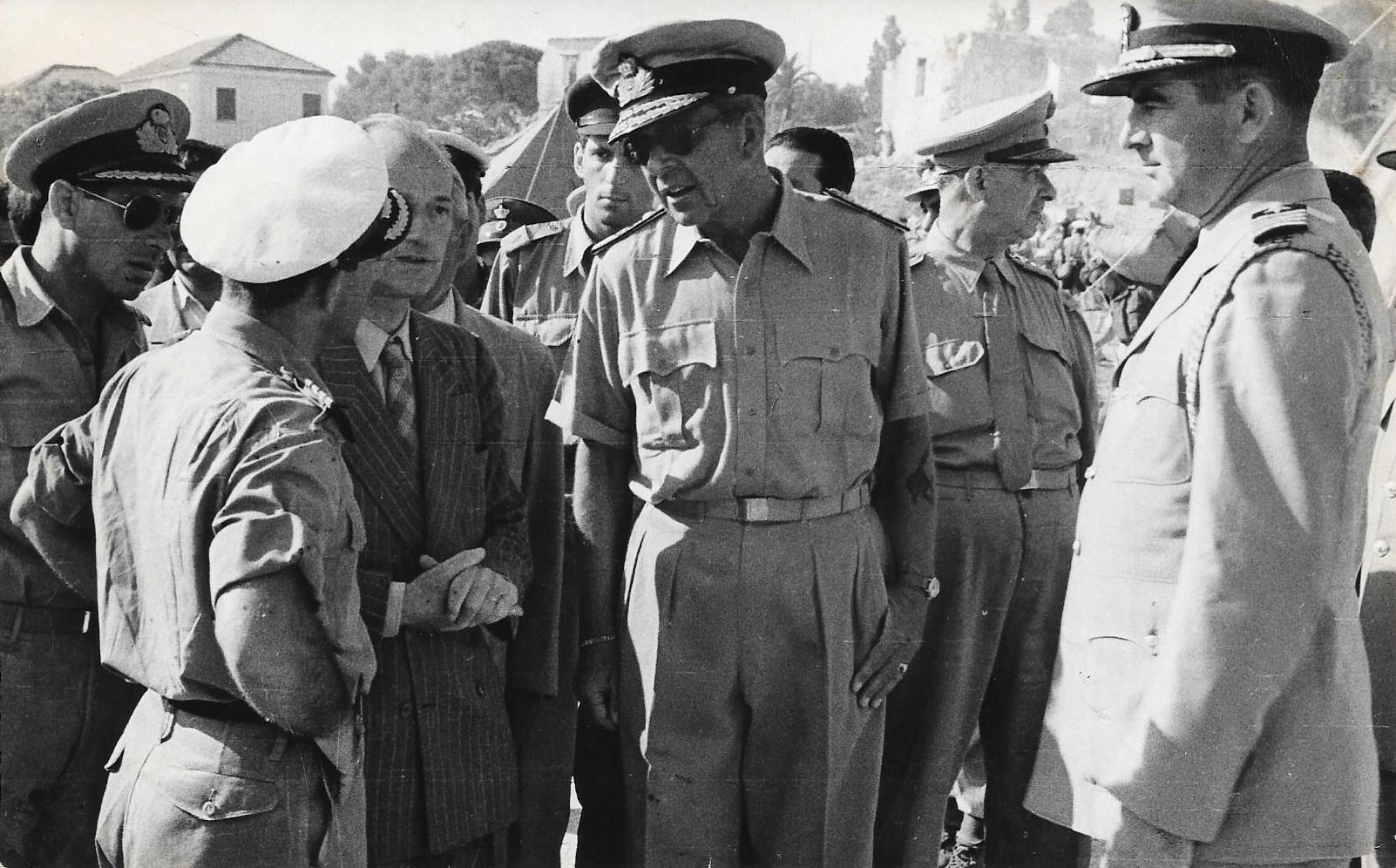
Re Paolo di Grecia, nel 1953.

Il 1° aprile 1947 Giorgio II, re degli Elleni morì ad Atene, nel Palazzo Reale; divorziato, sposò nel 1921 Elisabetta di Romania dalla quale ottenne il divorzio nel 1935, e senza figli, Giorgio fu succeduto dal fratello minore Paolo. Nel periodo successivo alla guerra civile greca, tuttavia, i problemi della Grecia erano tutt'altro che finiti. Dal 1950 al 1973, il paese dovette affrontare le conseguenze economiche che la Seconda guerra mondiale e la successiva Guerra civile avevano causato alla Grecia. Il paese dilaniato dalla guerra lottò per ottenere prosperità, il che lasciò la gente in bilico. Tuttavia, nonostante ciò, il regno greco scelse di allearsi con le nazioni democratiche del mondo, unendosi alla NATO, nel 1952. Infine, negli anni '60, l'economia greca iniziò a guarire ed a crescere. Infatti, riuscirono a svilupparsi abbastanza rapidamente e l'economia fu modellata su uno standard stabilito dagli Stati Uniti e anche da altri paesi europei che stavano prosperando. Industrie come l'edilizia, il turismo e la produzione tessile divennero importanti. I legami diplomatici e commerciali furono rafforzati dalle visite di stato all'estero del re Paolo e della consorte, la regina Federica; divenne il primo monarca greco a visitare un Capo di Stato turco. Tuttavia, i legami con la Gran Bretagna divennero tesi a causa di Cipro, dove la maggioranza della popolazione greca era favorevole all'unione con la Grecia, che il Regno Unito, in quanto potenza coloniale, non avrebbe approvato. Alla fine, Cipro divenne uno stato indipendente nel 1960. 

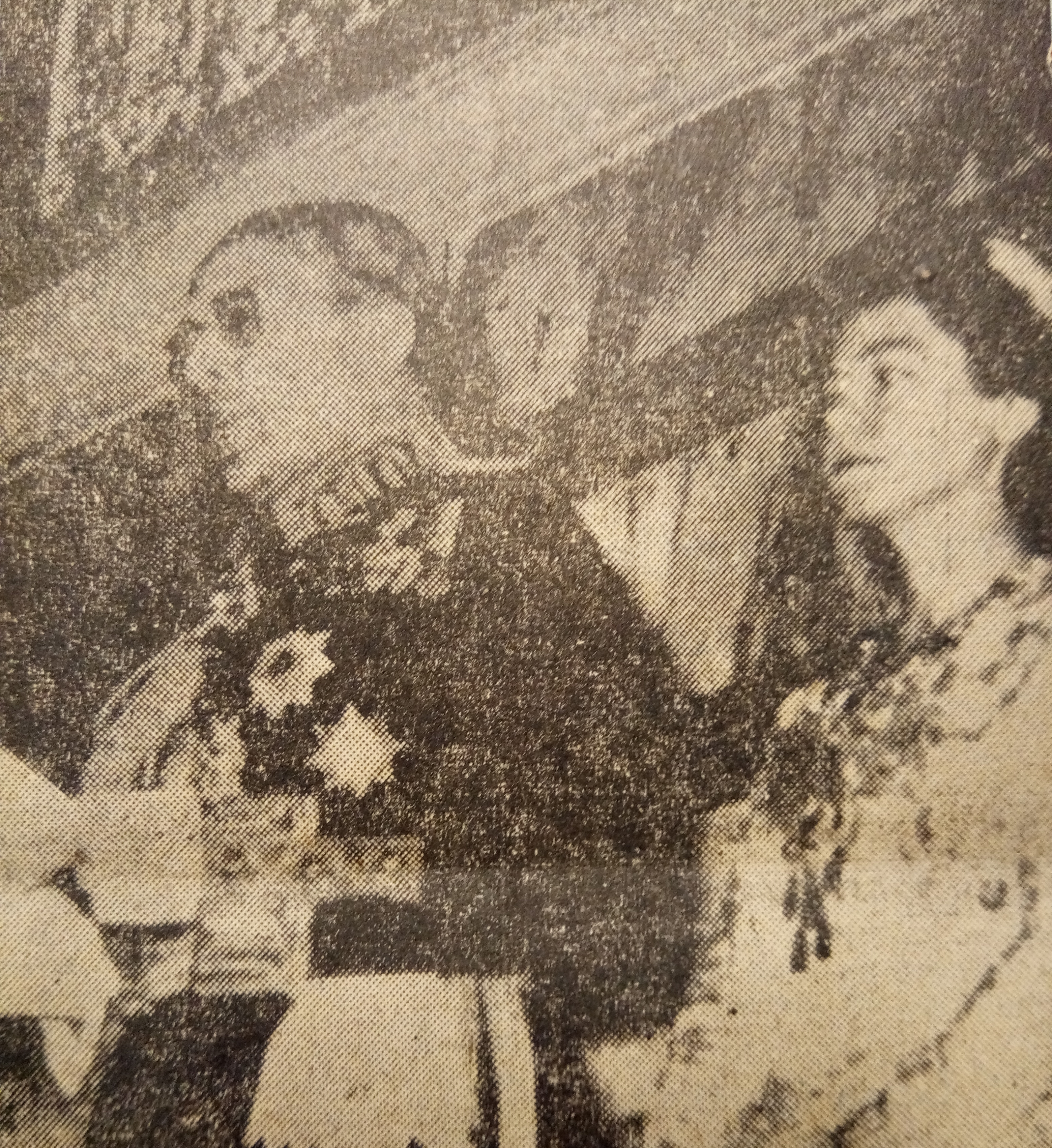
Paolo I e la regina Federica.

Nel dicembre 1959, il principe Massimiliano di Baviera presentò al re Paolo le insegne reali realizzate per Ottone di Grecia. Era passato quasi un secolo dall'ultima volta che erano stati in Grecia. Nel frattempo, il sentimento repubblicano stava crescendo in Grecia. I due sovrani attirarono critiche per la loro ingerenza nella politica, i frequenti viaggi all'estero e il costo del mantenimento della famiglia reale. Il re greco rispose risparmiando e donando la sua tenuta privata di Polidendri allo Stato.

#### Fine della monarchia

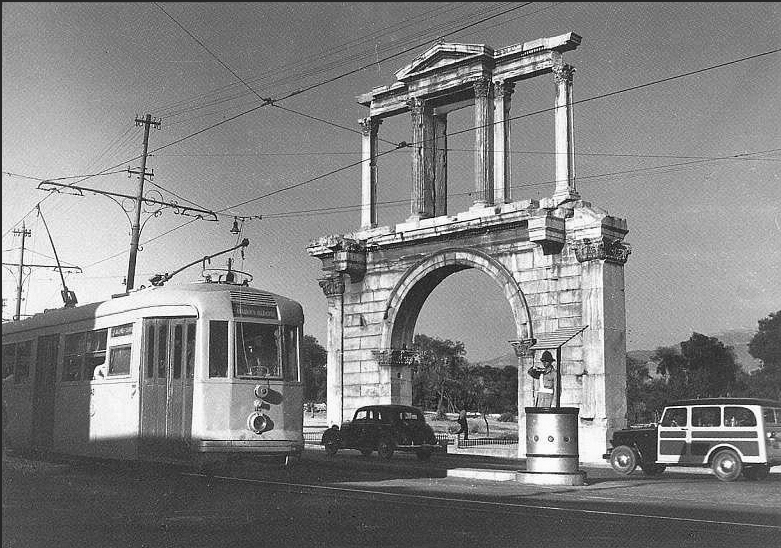
Atene negli anni '50

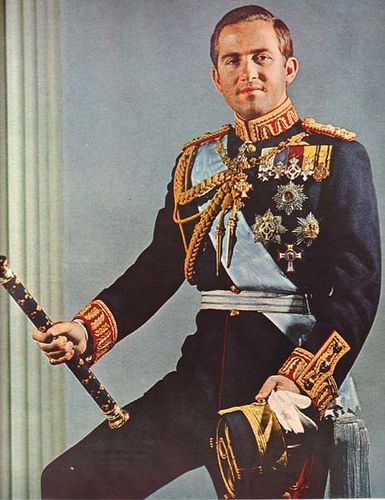
Costantino II di Grecia nel 1964.

Nel 1959, Paolo di Grecia fu operato di cataratta e nel 1963 di appendicite d'urgenza. Verso la fine di febbraio del 1964 fu sottoposto a un'ulteriore operazione per un tumore allo stomaco e circa una settimana dopo, il 6 marzo 1964, re Paolo morì ad Atene. Gli successe il figlio Costantino II. Dopo un breve periodo di stabilità, la situazione nazionale peggiorò e dal 1965 fino al 1967 ci fu un'alternanza di numerosi di governi, fino a quando una giunta militare prese il potere. Alle prime ore del 21 aprile del 1967, alcuni carri armati e autoblindo carichi di soldati iniziarono ad affluire nelle strade di Atene. In pochissimo tempo fecero irruzione nella sede centrale dello Stato Maggiore dell’Esercito, comunicando il colpo di Stato. Il re Costantino II, informato a golpe oramai avvenuto, non poté far altro che prendere atto degli avvenimenti e proclamare il nuovo governo di Costantino Kollias, un autorevole esponente della magistratura filo-monarchica. Dopo che il Re fu costretto all’esilio, a seguito del suo tentativo di golpe per rovesciare il regime dei Colonnelli nel giugno del 1967, la Giunta trasformò la Grecia in un regime militare, contrastando violentemente ogni forma di opposizione e arrestando, subito dopo la presa del potere, circa diecimila persone. Le timide riforme avviate dal governo Papandreou furono spazzate via e in politica estera l’ostilità agli Stati Uniti divenne un tratto caratteristico della nuova Grecia dei Colonnelli.

Il 1 giugno 1973 Costantino II fu ufficialmente deposto dalla giunta, che proclamò la repubblica, scelta confermata da un plebiscito. Un anno dopo però il governo dei Colonnelli cadde e ci fu il ritorno della democrazia; nel 1974 venne effettuato un nuovo referendum che segnò nuovamente la scelta repubblicana, col 69% dei voti. La monarchia venne così nuovamente ed ufficialmente abolita e con lei il Regno di Grecia; nacque la Terza repubblica, o semplicemente la Grecia moderna.

## Re di Grecia

### Wittelsbach (1832 - 1862)
Nel 1821 le popolazioni elleniche si ribellarono contro l'Impero Ottomano per ottenere la propria indipendenza; un anno più tardi la Prima assemblea nazionale di Epidauro rese pubblica l'indipendenza greca, affermando il proprio riconoscimento di sovranità. Successivamente però le truppe turche riuscirono a far arretrare i greci, i quali però vennero aiutati dalle Grandi Potenze dell'epoca (Regno Unito, Impero russo e Regno di Francia), che vedevano il conflitto come una possibilità per indebolire lo stato turco. Le potenze vinsero la guerra e la Grecia divenne autonoma a pieno; dopo un periodo repubblicano, alla convenzione di Londra del 1832 vennero presentati alcuni Principi reali che avrebbero dovuto sedere sul nuovo trono ellenico, fra questi Leopoldo, futuro re belga e poi Ottone di Wittelsbach, principe di Baviera. Quest'ultimo divenne Re di Grecia il 27 maggio 1832. Vent'anni più tardi, nel 1862, ci fu una grande rivolta popolare che portò la deposizione del sovrano, che ritornò in Baviera.
| Nome     | Ritratto | Data di nascita | Regno          | Regno           | Matrimoni Discendenza              | Note                                             |
| Nome     | Ritratto | Data di nascita | Inizio         | Fine            | Matrimoni Discendenza              | Note                                             |
| -------- | -------- | --------------- | -------------- | --------------- | ---------------------------------- | ------------------------------------------------ |
| Ottone I |          | 1 giugno 1815   | 27 maggio 1832 | 23 ottobre 1862 | Amalia di Oldenburg no discendenza | Figlio di Ludovico I Witthelsbach, Re di Baviera |

### Schleswig-Holstein-Sonderburg-Glücksburg (1863 - 1924)
Caduto Ottone nel 1862, ricominciò la ricerca per un nuovo sovrano e stavolta la scelta cadde sul principe Guglielmo di Danimarca, figlio di Cristiano IX, passato alla storia come "suocero d'Europa". Nel 1863 il principe divenne Giorgio I, re degli Elleni, che governò la Grecia fino al 1913, quando venne assassinato durante la Prima guerra balcanica, così a succedergli fu il primogenito Costantino I; quest'ultimo nel 1917 dovette lasciare il paese assieme all'erede al trono, visto che desiderava combattere la Grande Guerra a fianco degli Imperi Centrali, di conseguenza il Parlamento nominò il principe Alessandro quale nuovo sovrano. Re Alessandro regnò fino alla sua morte, avvenuta nel 1920, ed il padre, costretto a ritornare ad Atene, riassunse la corona per due anni, dopo di che dovette abdicare a causa della disfatta che le truppe elleniche subirono dall'Impero ottomano. La monarchia non aveva una buona reputazione e il nuovo sovrano, Giorgio II, dovette lasciare la capitale, venendo deposto nel 1924 quando venne proclamata la Seconda repubblica ellenica.

#### Schleswig-Holstein-Sonderburg-Glücksburg (1863 - 1920)
| Nome         | Ritratto | Data di nascita  | Regno          | Regno           | Matrimoni Discendenza           | Note                                                                       |
| Nome         | Ritratto | Data di nascita  | Inizio         | Fine            | Matrimoni Discendenza           | Note                                                                       |
| ------------ | -------- | ---------------- | -------------- | --------------- | ------------------------------- | -------------------------------------------------------------------------- |
| Giorgio I    |          | 24 dicembre 1845 | 30 marzo 1863  | 18 marzo 1913   | Ol'ga Konstantinovna otto figli | Nato principe danese, essendo figlio di re Cristiano IX                    |
| Costantino I |          | 2 agosto 1868    | 18 marzo 1913  | 11 giugno 1917  | Sofia di Prussia sei figli      | Figlio di Giorgio I degli Elleni, frequentò l'accademia militare prussiana |
| Alessandro   |          | 1 agosto 1893    | 11 giugno 1917 | 25 ottobre 1920 | Aspasia Manos una figlia        | Figlio di Costantino I, morì a causa di una morso di una scimmia           |

#### Reggenza (28 ottobre - 19 dicembre 1920)
Con la morte di re Alessandro, si aprì una questione legata alla successione al trono greco: il governo del Premier Venizelos all'inizio favorì il fratello del defunto sovrano, il principe Paolo il quale però rifiutò la corona poiché questo significava scavalcare il padre Costantino ed il fratello maggiore Giorgio. Il 28 ottobre 1920 l'Ammiraglio Paulos Kountouriōtīs fu eletto, con 137 voti favorevoli e 3 contrari, Reggente di Grecia; nel novembre dello stesso anno il governo venne sconfitto alle elezioni e di conseguenza Kountouriōtīs diede le proprie dimissioni, in qualità di reggente, il 17 novembre per poi essere così sostituito dalla Regina Olga, moglie di re Giorgio I e nonna del defunto sovrano Alessandro. Il mese successivo Costantino I ritornò sul trono greco.
| Nome                            | Ritratto | Data di nascita  | Regno           | Regno            | Matrimoni Discendenza | Note                                                                  |
| Nome                            | Ritratto | Data di nascita  | Inizio          | Fine             | Matrimoni Discendenza | Note                                                                  |
| ------------------------------- | -------- | ---------------- | --------------- | ---------------- | --------------------- | --------------------------------------------------------------------- |
| Ammiraglio Paulos Kountouriōtīs |          | 9 aprile 1855    | 28 ottobre 1920 | 17 novembre 1920 | tre mogli tre figli   | Ammiraglio della Marina greca e poi Presidente della repubblica greca |
| Ol'ga Konstantinovna            |          | 3 settembre 1851 | 27 ottobre 1867 | 18 marzo 1913    | Giorgio I otto figli  | Nata Granduchessa di Russia, sposò nel 1867 re Giorgio I              |

#### Schleswig-Holstein-Sonderburg-Glücksburg (1920 - 1924)
Con la morte di re Alessandro, dopo un periodo di reggenza, l'ex sovrano Costantino I ritornò sul trono di Grecia il 19 dicembre 1920; all'epoca il paese stava combattendo una guerra contro l'Impero ottomano, il quale inflisse una sconfitta decisiva all'esercito greco a Dumlupınar. In seguito la situazione nazionale precipitò e così Costantino dovette abdicare in favore del figlio Giorgio II, il quale però dovette lasciare il paese ed il trono nel 1924.
| Nome                          | Ritratto | Data di nascita | Regno             | Regno             | Matrimoni Discendenza                | Note                                                                     |
| Nome                          | Ritratto | Data di nascita | Inizio            | Fine              | Matrimoni Discendenza                | Note                                                                     |
| ----------------------------- | -------- | --------------- | ----------------- | ----------------- | ------------------------------------ | ------------------------------------------------------------------------ |
| Costantino I (Costantino XII) |          | 2 agosto 1868   | 19 dicembre 1920  | 27 settembre 1922 | Sofia di Prussia sei figli           | Ritornò sul trono dopo la morte del figlio, ma abdicò dopo soli due anni |
| Giorgio II                    |          | 19 luglio 1890  | 27 settembre 1922 | 25 marzo 1924     | Elisabetta di Romania no discendenza | Succedette al padre Costantino I, ma dopo due anni di regno fu deposto   |

### Schleswig-Holstein-Sonderburg-Glücksburg (1935 - 1973)
Il 10 ottobre 1935 ci fu un colpo di Stato che abolì la repubblica e portò alla restaurazione della monarchia, un plebiscito, dove si fece ricorso a violenze, intimidazioni e brogli, riconfermò il cambio di regime col 97.88% dei voti e sancì il ritorno di Giorgio II. Cinque anni più tardi cominciò la Seconda guerra mondiale e, un anno dopo, le truppe italiane invasero la Grecia ma questa riuscì a controbattere, fino a quando però la Germania nazista corse in aiuto all'Italia ed in poco conquistò l'intero paese. La famiglia reale si rifugiò prima a Creta, poi conquistata dall'Asse, per poi recarsi in Egitto ed infine nel Sudafrica, dove nacque la principessa Irene, figlia degli eredi al trono Paolo e Federica. Dopo la fine della guerra, i reali ritornarono ad Atene e nel 1947 re Giorgio II morì e a succedergli fu il fratello come Paolo, re degli Elleni. Durante il regno di Paolo, la reputazione della monarchia peggiorò drasticamente, il tutto alimentato da una grande crisi nazionale a causa della situazione economica e delle conseguenze dei vari conflitti, fra cui la guerra civile. Re Paolo morì nel 1964 e il figlio gli succedette come Costantino II; nel 1967 un colpo di Stato portò al governo una giunta militare, così Costantino cercò di ripristinare la democrazia, tramite un golpe avvenuta a fine anno, che però fallì e la famiglia reale dovette partire per l'esilio. La monarchia venne bandita ufficialmente nel 1973.
| Nome                            | Ritratto | Data di nascita  | Regno           | Regno          | Matrimoni Discendenza                | Note                                                                         |
| Nome                            | Ritratto | Data di nascita  | Inizio          | Fine           | Matrimoni Discendenza                | Note                                                                         |
| ------------------------------- | -------- | ---------------- | --------------- | -------------- | ------------------------------------ | ---------------------------------------------------------------------------- |
| Giorgio II                      |          | 19 luglio 1890   | 3 novembre 1935 | 01 aprile 1947 | Elisabetta di Romania no discendenza | Dopo un periodo repubblicano, la monarchia greca fu ripristinata nel 1935    |
| Paolo I                         |          | 14 dicembre 1901 | 01 aprile 1947  | 6 marzo 1964   | Federica di Hannover tre figli       | Era fratello di Giorgio II e figlio di Costantino I                          |
| Costantino II (Costantino XIII) |          | 2 giugno 1940    | 6 marzo 1964    | 1 giugno 1973  | Anna Maria di Danimarca cinque figli | Nel 1967 dovette lasciare il paese dopo l'instaurazione del governo militare |

Quando nacque, Costantino di Grecia, primogenito del re Giorgio I e della moglie, Ol'ga Konstantinovna Romanova, ricevette il 12 agosto 1868 il titolo Diadochos (greco Διάδοχος, secondo la tradizione, principe ereditario, successore) e poi il padre Giorgio I, assieme al Primo ministro, tramite un decreto del 22 agosto, lo investirono del titolo di Duca di Sparta, titolo che però venne usato solo all'estero. Da allora l'erede al trono greco era conosciuto come "Sua Altezza reale, il Duca di Sparta", anche se de facto lo utilizzeranno solo Costantino I ed il primogenito Giorgio II.
Gran parte dei membri dell'ex famiglia reale vivono oggi all'estero; Costantino II e sua moglie Anna Maria hanno vissuto a Londra dal crollo della monarchia sino al 2013 per poi tornare a risiedere in Grecia in maniera permanente. Come discendenti per linea patrilineare da Cristiano IX di Danimarca, i membri della Casa reale greca hanno anche il titolo di Principe o Principesse di Danimarca.